# 크리스티아누 호날두

크리스티아누 호날두의 서명

크리스티아누 호날두 두스 산투스 아베이루(포르투갈어: Cristiano Ronaldo dos Santos Aveiro, 포르투갈어 발음: [kɾiʃ'tjɐnu ʁuˈnaɫdu], 1985년 2월 5일~)는 포르투갈의 축구 선수이다. 현재 사우디 프로페셔널리그의 알나스르와 포르투갈 국가대표팀의 일원이다. 포지션은 공격수이며, 포르투갈의 주장을 맡고 있다. 2008년,  첫 발롱도르, FIFA 올해의 선수상 석권을 시작으로 2013년과 2014년에도 FIFA 발롱도르를 수상했으며, 2016년과 2017년에도 발롱도르와 FIFA 올해의 선수상을 차지하며 8회 수상자인 리오넬 메시의 뒤를 이어 발롱도르를 5회 수상한 선수이다.
2020년대 현재 세계 최고의 축구 선수 중 한 명으로 거론되는 호날두는 2015년 포르투갈 축구 연맹 100주년 행사에서 에우제비우와 루이스 피구 등을 제치고 포르투갈 역대 최고의 축구 선수로 선정되었다. 그는 리오넬 메시와 함께 네 차례 유러피언 골든슈를 차지한 유일무일한 선수이다. 스포츠 시장에서 시장성이 가장 뛰어난 선수들 중 하나로, 2016년에는 포브스지는 호날두를 최고의 수입을 기록한 선수로 올려놓았다. 2016년 6월, ESPN은 그를 최고의 명성을 지닌 선수로 명명했다.
호날두는 2002년 스포르팅 리스본에서 첫 발을 내딛어 2003년에 18세의 나이로 맨체스터 유나이티드와 계약했다. 잉글랜드에서의 첫 시즌에 FA컵에서 첫 우승을 거둔 후, 그는 프리미어리그 3연패, UEFA 챔피언스리그, 그리고 FIFA 클럽 월드컵을 1회씩 우승했다. 23세가 되었을 때, 그는 발롱도르를 받고 FIFA 올해의 선수로 선정되었다. 그는 2009년에 맨체스터 유나이티드에서 레알 마드리드로 이적할 당시 €94M ($132M) 을 기록해 역대 최고 이적료 기록을 경신했다. 스페인에서는 UEFA 챔피언스리그 우승 4번, 라리가와 코파 델 레이를 2번, 그리고 FIFA 클럽 월드컵에서 2번 우승하였다. 호날두는 UEFA 챔피언스리그 단일 시즌 역대 최다골 기록도 가지고 있는데, 2013-14 시즌에 17골을 넣었다. 2014년, 호날두는 라리가에서 역대 최단 기간에 200골을 득점한 선수로 기록했는데, 이 기록을 기록할 당시 그는 178번째 라리가 경기를 출전했다. 그는 축구 역사상 6시즌 연속 50골 이상 기록한 유일한 선수이기도 하다. 2015년, 호날두는 커리어 통산 500골을 기록함과 동시에 UEFA 챔피언스리그의 역대 최다 득점자이자 레알 마드리드 역대 최다 득점자에 등극했다. 그는 현역 라이벌 리오넬 메시의 뒤를 이어 라리가 역대 득점 2위를 기록하고 있다.
호날두는 2003년 8월 20일에 18세의 나이로 포르투갈 국가대표 A매치 데뷔전을 가졌다. 바데르 알무타와와 함께 역대 남자 축구 A매치 최다 출전 선수 중 한 명으로 196경기 출전했으며, 5번의 FIFA 월드컵 (2006년, 2010년, 2014년, 2018년, 2022년)과 5번의 UEFA 유럽 축구 선수권 대회 (2004년, 2008년, 2012년, 2016년, 2020년)에 참가하였다. 그는 A매치에서 총 118골을 넣으며, 역대 A매치 최다 골을 기록한 선수가 되었다. 또한 포르투갈 선수로는 50골 이상을 기록한 최초의 선수로, 포르투갈의 최다 득점 선수이기도 하다. 그는 UEFA 유로 2004에서 첫 국가대항전 골을 기록해 조국의 결승행 주역이 되었다. 그는 2008년 7월부터 포르투갈 주장을 맡기 시작해 UEFA 유로 2012에서는 4강의 성적을 거두고 대회 공동 최다 득점자로 이름을 올렸다. 2014년 11월, 호날두는 (예선전 포함) 23골로 UEFA 유럽 축구 선수권 대회 최다 득점자가 되었다. UEFA 유로 2016에서는 대회 역대 최다 경기 출전 선수로 기록되었고, 4번의 UEFA 유럽 축구 선수권 대회에서 득점을 기록한 최초의 선수로, 대회 역대 최다 득점 기록도 미셸 플라티니와 동률을 이루었다. 포르투갈 대표팀은 결승에서 프랑스를 이기고 트로피를 획득했고, 그는 대회 득점 2위로 실버 부트도 받았다.

## 유스팀 경력
호날두는 마데이라 제도 푼샬의 한 동네인 산투안토니우 출신으로, 시립 정원사인 디니스 아베이루와 요리사인 마리아 돌로르스 두스 산투스 아베이루 사이에서 막내로 태어났다. 그의 중간 이름인 "호날두"는 당시 미국 대통령이었으며, 부친이 가장 좋아하는 배우인 로널드 레이건의 이름을 딴 것이었다. 그는 형 한 명과 누나 두 명을 두고 있으며, 그들의 이름은 각각 우구, 엘마, 그리고 릴리아나 카티아이다. 그의 증조할머니 이사벨 다 비에다드는 카보베르데 출신이었다. 가족 모두 독실한 천주교도이다. 호날두는 유년을 가난에 허덕이며 보냈고, 형과 누나들과 방을 같이 썼다고 회고했다.
유년 시절, 호날두는 아마추어 축구 구단인 안도리냐에서 축구를 시작했는데, 부친은 이 곳에서 장비 관리자로 근무했었고, 이후 2년동안 인근의 프로 구단 나시오날에서 보냈다. 1997년, 12세가 되었을 때, 그는 사흘간 스포르팅 리스본의 시험 훈련에 참가했고, 그는 £1,500에 계약했다. 그는 리스본 인근의 알코셰트로 이주해, 구단의 다른 유소년팀 선수들과 합류했다. 14세 때에는 반 프로 무대에서 뛸 능력을 갖추었고, 어머니와 합의를 보아 학업을 중단하고 축구에 전념하기 시작했다. 학교에서 인기인이었지만, 그는 교사에게 의자를 던진 일로 퇴학당했는데, 그의 말에 의하면 교사가 자신을 "존중하지 않았다"고 말했다. 그러나, 1년 후, 그는 빠른맥으로 진단되어 축구를 중단할 위기에 처하기도 했다. 그는 수술을 받았는데, 집도의가 레이저로 심장의 문제가 있는 부위를 지졌다, 그는 수술 후 몇 시간만에 퇴원했고, 며칠 후에는 훈련에 복귀했다.

## 클럽 경력

### 스포르팅 리스본

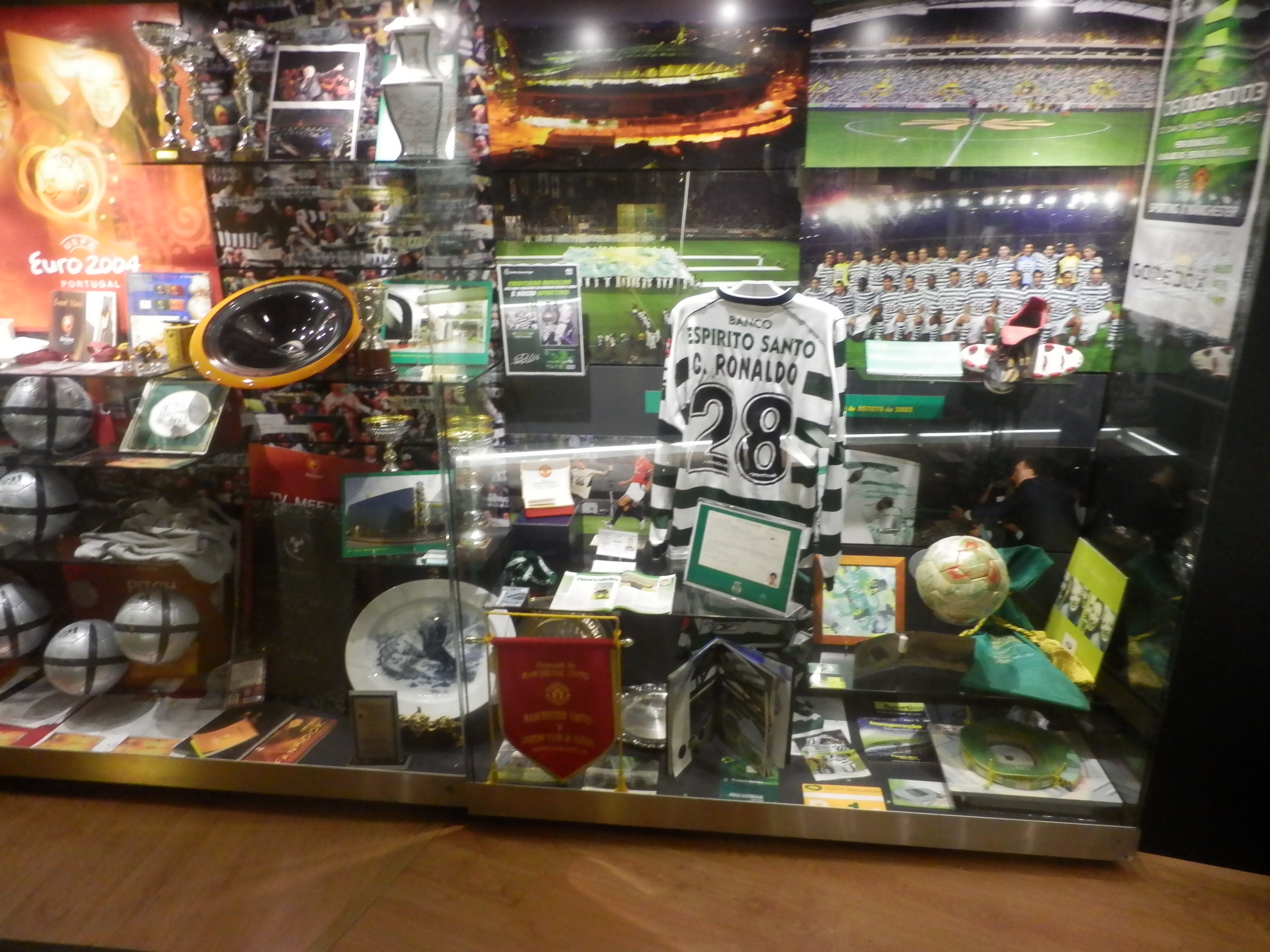
스포르팅 리스본 박물관의 호날두 전시물

16세가 되자, 호날두는 당시 스포르팅의 1군 감독이자 그의 드리블 능력을 주시하던 라슬로 뵐뢰니 감독의 부름을 받아 1군으로 승격되었다. 그는 구단의 U-16, U-17, U-18, 리저브, 그리고 1군 경기를 단일 시즌에 뛴 최초의 선수가 되었다. 1년 후인 2002년 10월 7일, 호날두는 모레이렌스와의 프리메이라리가 데뷔전에서 2골을 넣어 3-0 승리를 견인했다. 2002-03 시즌동안, 구단 관계자는 그를 제라르 울리에 리버풀 감독과 조안 라포르타 바르셀로나 회장에 추천했다. 아르센 벵거 감독도 이 측면 미드필더를 영입하는데 관심을 가져 그를 11월에 이적을 놓고 아스널 훈련 구장에서 만나기도 했다.
호날두는 2003년 8월 스포르팅 리스본이 맨체스터 유나이티드를 상대로 한 이스타디우 조제 알발라드 개장 경기에서 3-1로 이기는 것을 목격한 맨체스터 유나이티드의 알렉스 퍼거슨 감독의 눈길을 끌었다. 그의 활약은 맨체스터 유나이티드 선수들의 찬사를 얻었고, 퍼거슨으로 하여금 그를 맨체스터에 불러들이게 했다. 퍼거슨은 이 18세 선수가 그동안 봐 왔던 선수들 중 "가장 흥미로운 신인 선수"라고 생각했다. 그가 구단을 떠난 지 10년이 되는 2013년 4월, 스포르팅 리스본은 호날두를 100,000번째 회원으로 등록해 경의를 표했다.

### 맨체스터 유나이티드

#### 2003–2006: 발전과 도약
호날두는 2003-04 시즌을 앞두고 맨체스터 유나이티드가 영입한 최초의 포르투갈 선수가 되었다. 그의 이적료는 £12.24M으로 책정되어 당시 잉글랜드 축구 역사상 청소년으로는 최고 이적료 기록을 세웠다. 그는 본래 스포르팅 리스본에서 사용하던 등번호 28번을 요청했지만, 맨체스터 유나이티드의 전설적인 거물들인 조지 베스트, 에리크 캉토나, 그리고 데이비드 베컴이 사용했던 등번호인 7번을 받았다. 등번호 7번을 받은 것은 호날두에게 의욕을 불어넣는 계기가 되었고, 그는 목표를 앞으로 3년 이내 세계 최고의 선수가 되는 쪽으로 잡았다. 잉글랜드에서 성장하는 과정에 큰 영향을 준 인물은 그의 감독인 알렉스 퍼거슨이었고, "그는 스포츠계의 아버지와도 같은 인물이었고, 현역 생활에서 가장 중요하고 영향을 끼친 부분 중 하나였다." 라고 회고했다.
"몇 명의 선수들이 몇 년 동안 '차세대 조지 베스트'로 언급된 선수들이 있지만, 나를 충족시킨 선수는 그가 처음이었다."
호날두는 2003년 8월 16일, 4-0으로 이긴 볼턴 원더러스와의 홈경기에서 프리미어리그 경기에서 니키 버트와 60분에 교체되어 들어갔고, 입장하면서부터 기립 박수를 받았다. 그의 활약상은 조지 베스트로 하여금 자신이 본 경기들 중 "논란의 여지 없이 가장 흥미로운 데뷔전"이라 칭찬하게 만들었다. 11월 1일, 호날두는 포츠머스와의 경기에서 프리킥으로 첫 골을 뽑아내어 맨체스터 유나이티드의 3-0 승리를 도왔다. 그는 시즌 후반에 3골을 추가하였는데, 애스턴 빌라와의 시즌 최종전에서는
골도 기록했지만 처음으로 퇴장 조치가 내려지기도 했다. 호날두는 잉글랜드에서의 첫 시즌을 밀월과의 FA컵 결승전에서 선제골을 넣어 3-0 승리를 돕고, 첫 우승 트로피를 따는 것으로 끝을 맺었다.

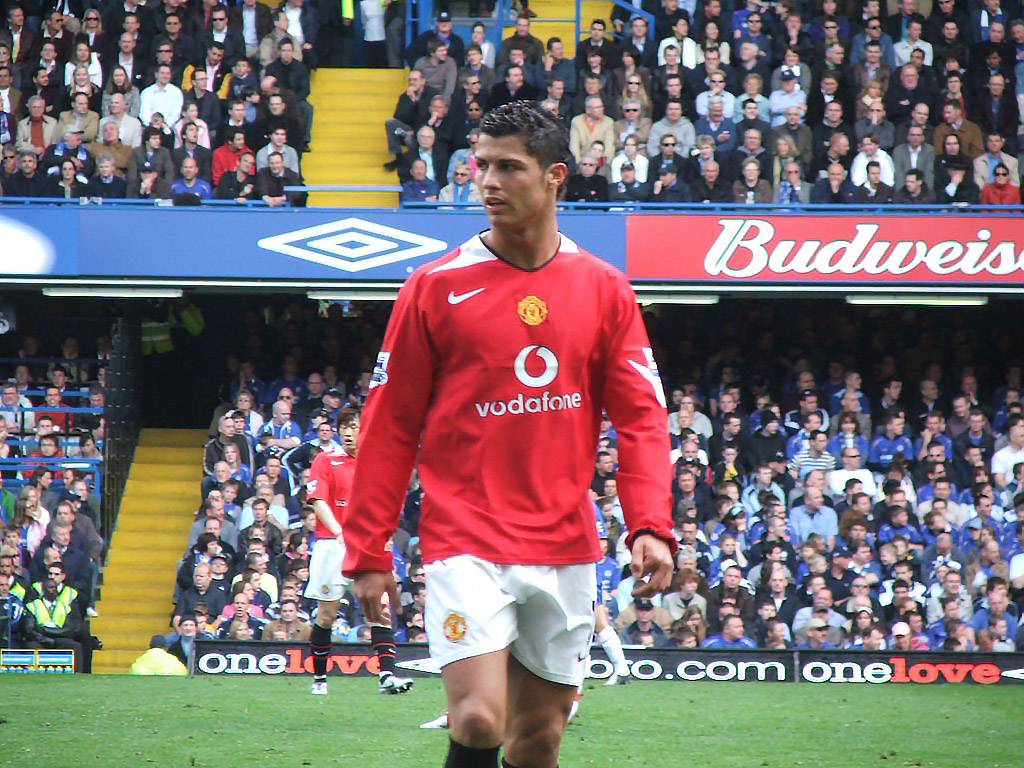
2006년 4월, 프리미어리그에서 첼시를 상대하는 호날두

2005년 초, 호날두는 2004-05 시즌에 치른 최고의 두 경기를 펼쳤는데, 애스턴 빌라전에서 1골을 넣고, 1번 도왔으며, 경쟁 관계에 놓인 아스널을 상대로 2골을 추가했다. 유나이티드가 FA컵 결승전에 진출하는 과정에서 4골을 기록했으나, 아스널과의 결승전에서 120분을 출전해, 득점 없이 비긴 경기에서 승부차기 주자로 나서 성공했지만, 패했다. 아직 다득점을 자주 하는 선수가 아니었지만, 호날두는 그 다음 시즌인 2005-06 시즌에 볼턴 원더러스전, 풀럼전,, 그리고 포츠머스전 3경기 연속으로 두 골 이상을 기록했다. 10월 29일, 그는 맨체스터 유나이티드의 프리미어리그 1000호골 주인공이 되었는데, 미들즈브러에게 1-4로 대패를 당했다. 시즌 중반인 11월, 그는 새 계약서에 서명해 2010년까지 구단에 남게 되었고, 당시 구단에서의 성장이 큰 영향을 끼쳤다고 회고했다. 호날두는 잉글랜드 축구계에서 두 번째 트로피를 차지했는데, 위건 애슬레틱과의 풋볼 리그 컵 경기에서 3-0으로 앞서나가는 골을 넣어 4-0 승리에 일조했다.
잉글랜드에서의 세 번째 시즌, 호날두는 몇 차례 사건에 연루되었다. 그는 벤피카 관중들에게 "한 손가락 욕"을 한 대가로 UEFA로부터 1경기 출장 징계를 받았고, 103으로 패한 맨체스터 시티와의 맨체스터 더비 경기에서는 전 유나이티드 선수인 앤디 콜을 걷어찬 것으로 퇴장당했다. 호날두의 과시적인 플레이스타일을 지적한 팀 동료이자 공격수인 뤼트 판 니스텔로이와 충돌하기도 했다. 2006년 1월에 한바탕 싸움을 벌인 후, 둘은 5월에 또다시 싸움을 벌였는데, 판 니스텔로이가 호날두에게 "네 아비에게나 가서 징징대라"라고 조롱했는데, 이는 호날두와 카를루스 케이로스 수석 코치 간의 관계를 겨냥하고 발언한 것이었다. 판 니스텔로이는 4-0으로 이긴 찰턴 애슬레틱과의 최종전에서 벤치로 밀려났고 이후 구단을 나갔는데, 호날두는 같은 경기에서 9번째 리그 골을 기록했다. 2006년 FIFA 월드컵 이후에는, 팀 동료 웨인 루니의 퇴장 건에 연루되었는데, 호날두는 공개적으로 이적을 요청해, 사건에 연루되어 구단의 지지가 줄어들었다는 것에 한탄했다. 그러나, 유나이티드 측은 그가 구단을 떠날 가능성을 일축했다.
비록 루니와의 FIFA 월드컵 언쟁은 호날두가 2006-07 시즌동안 야유를 받게 만들었지만, 대 도약을 한 해로도 회자되며, 그는 20골 장벽을 깨고 첫 프리미어리그 우승을 거두었다. 이 성공을 거둔 원동력에는 레네 머윌렌스테인 수석 코치와의 1대1 훈련에 있었는데, 그는 자신조차 예측 못하게 훈련했고, 동료와의 연계, 공을 끌고가는 역량, 그리고 득점 기회를 기다리다 자신이 원하는 대로 아름답게 예측할 수 있게 골을 넣게 하기 보다는 스스로 득점 기회를 창출하게 만들었다. 그의 기량 급상승은 11월에 그로 하여금 블랙번 로버스 팬들이 그가 교체될 때 기립 박수를 치게 만들었다. 그는 12월 말, 3경기 연속으로 2골씩 기록했는데, 애스턴 빌라전에서는 유나이티드를 리그 선두로 이끌었고, 위건 애슬레틱과 레딩의 골문을 차례대로 공략했다. 호날두는 11월과 12월 두 달 연속으로 프리미어리그 이달의 선수상을 받았는데, 두 달 연속으로 선정된 선수는 전에 두 번밖에 없었다.

#### 2007–2009: 개인과 소속 구단의 성공

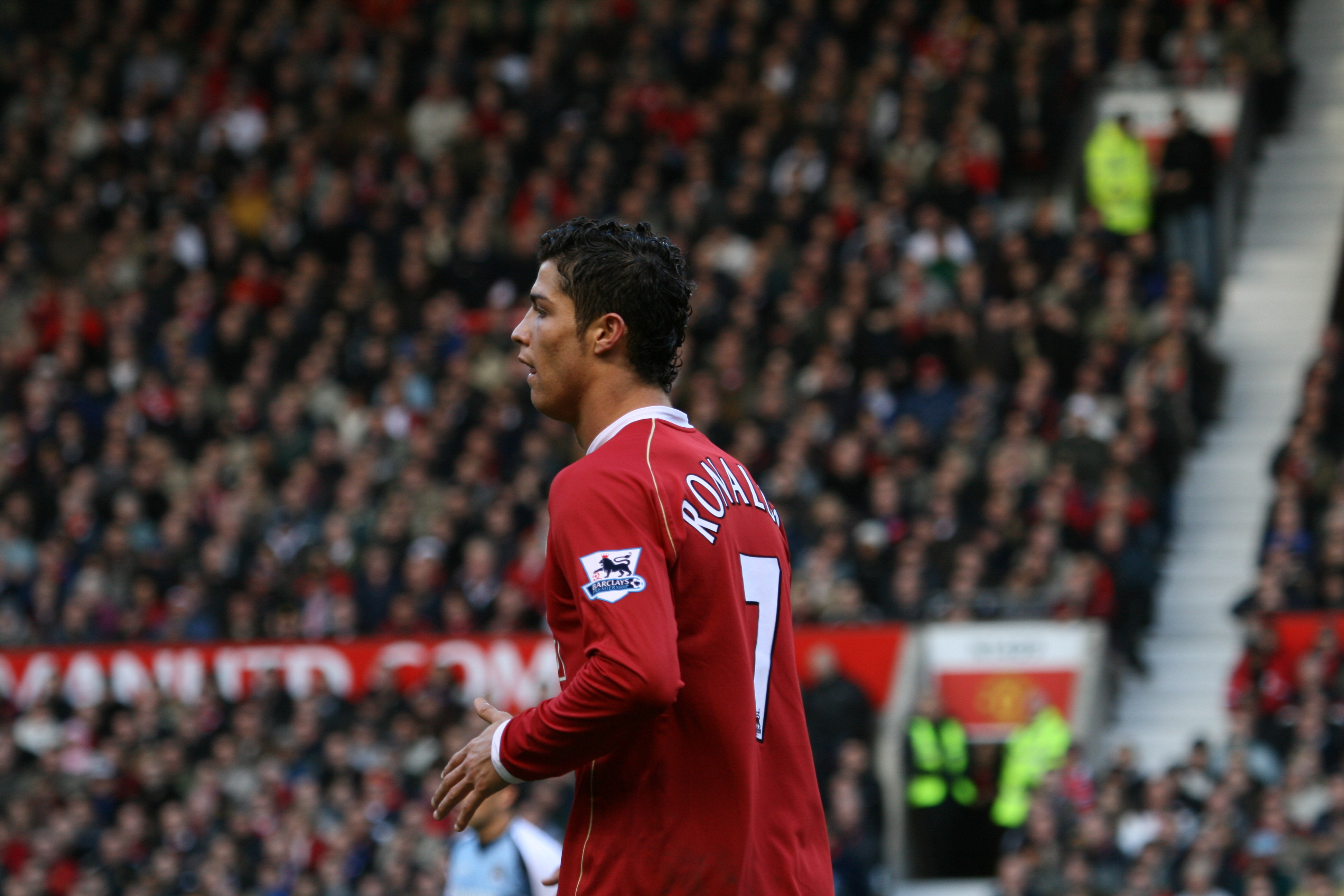
2006-07 시즌의 호날두

로마와의 UEFA 챔피언스리그 2006-07 8강 경기에서 호날두는 대회 첫 골을 기록했는데, 이 경기에서 2골을 넣어 7-1 대승에 공헌했다. 그는 밀란과의 준결승 1차전에서도 4분만에 선제골을 득점했는데, 경기는 3-2 승리로 끝났지만, 산 시로에서 열린 2차전에서는 견제에 고립되었고, 유나이티드는 0-3으로 완패했다. 그는 왓퍼드전에서 2-1로 앞서가는 골을 넣어 유나이티드가 FA컵 결승전에 진출하게 했지만, 첼시와의 결승전은 0-1 패배로 귀결되었다. 2007년 5월 5일, 그는 맨체스터 더비에서 자신의 맨체스터 50호골이자 1-0 결승골을 기록했고, 맨체스터 유나이티드는 4년만에 처음으로 프리미어리그 우승을 차지했다. 그는 시즌 내내 보인 성과로 그 시즌의 개인상을 휩쓸었다. 그는 프로축구선수협회의 선수 선정, 팬 선정, 올해의 신인 선수상을 받았고, 축구 기자 협회의 올해의 선수로도 선정되기도 해, PFA와 FWA가 주관한 4종류의 상을 모두 받은 최초의 인물이 되었다. 그의 주급은 유나이티드와 계약을 5년 연장하면서 £120,000 (총 주급 £31M) 이상되었다
호날두는 2007-08 시즌동안 총 42골을 뽑아냈고, 잉글랜드 무대에서의 최다 득점을 기록했다. 그의 첫 골은 친정 구단인 스포르팅 리스본과의 UEFA 챔피언스리그 조별 리그 1차전에서 머리로 기록했다. 그는 시즌 초 포츠머스과의 경기에서 박치기를 해 3경기 출장 정지 처분이 내려졌고, 이 경험으로 그는 상대가 자신을 도발 해서는 안 된다는 것을 배웠다 입을 열었지만, 시즌 중반까지 리그에서 13골을 득점하는데 성공했다. 2007년 말, 세계 최고의 선수들 중 한명이 되겠다는 포부를 밝힌 지 4년 후, 호날두는 카카의 뒤를 이어 스포츠 기자단이 선정하는 발롱도르에서 2위의 득표율을 보였으며, 국가대표팀 감독들과 주장들에 의해 선정되는 FIFA 올해의 선수에서는 카카와 리오넬 메시에 이어 3위로 선정되었다.
"호날두는 유나이티드 역사상 위대했던 두 선수들인 조지 베스트나 데니스 로보다 나은 선수이다."
호날두는 2008년 1월 12일, 6-0으로 이긴 뉴캐슬 유나이티드와의 일전에서 처음이자 마지막으로 맨체스터 유나이티드에서의 해트트릭을 기록해 유나이티드를 프리미어리그 선두에 올려다 놓았다. 두 달 후인 3월 19일, 그는 볼턴과의 홈 경기에서 주장 완장을 처음으로 받아 두 골을 넣어 2-0 승리를 견인했다. 그의 경기 2번째 골은 시즌 33호골로 1967-68 시즌, 조지 베스트가 세운 32골 기록을 경신하고 미드필더가 기록한 단일 시즌 최다 득점 신기록을 경신했다. 호날두는 5월 11일, 우승의 향방을 가로짓는 위건과의 경기에서 시즌 마지막 골을 페널티킥으로 넣었고, 유나이티드는 두 시즌 연속으로 프리미어리그 우승을 차지했다. 그는 프리미어리그 31호골로 프리미어리그 골든 슈와 유러피언 골든 슈를 획득했는데, 후자의 경우 측면 미드필더가 획득한 것은 그가 처음이었다.

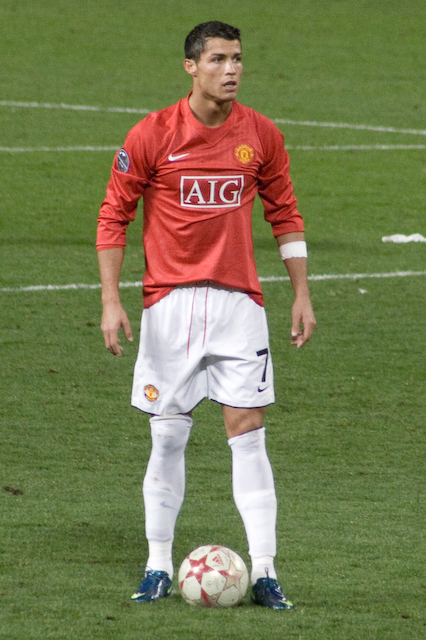
셀틱과의 UEFA 챔피언스리그 2008-09 경기에서 직접 프리킥을 준비하는 호날두

호날두는 리옹과의 UEFA 챔피언스리그 결선 토너먼트전에서 결정적인 득점을 기록해 합계 2-1로 8강에 진출할 수 있도록 도왔고, 공격수로 기용된 로마와의 경기에서도 머리로 한 골을 추가해 합계 3-0 승리에 일조했다. 바르셀로나와의 준결승 1차전에서 페널티킥을 실축했지만, 유나이티드는 결국 모스크바에 열리는 결승전에 진출해 첼시와 마주쳤다. 그의 선제골은 동점골이 터지면서 의미가 퇴색되었고, 승부차기에서 주자로 나서 실축했지만, 맨체스터 유나이티드는 어렵게 우승을 차지했다. 그는 UEFA 챔피언스리그 최다 득점자로 등극했으며, UEFA 올해의 클럽 축구 선수로도 선정되었다. 그는 PFA 올해의 축구 선수와 FWA 올해의 축구 선수로도 2연속 선정되었다.
호날두가 레알 마드리드 이적에 관심을 가졌다는 소문이 떠돌자, 유나이티드는 마드리드가 자신의 선수를 집요하게 구단 내 선수를 노린다는 불만이 담긴 탄원서를 FIFA의 행정 부서에 제출했지만, 아무런 일도 하지 않았다. 제프 블라터 FIFA 회장은 선수가 구단을 떠날 수 있도록 허락해야 한다고 주장하며, 이 상황을 "현대판 노예제"에 빗대었다. 호날두는 공적으로 블라터의 의견에 동의했지만, 유나이티드에 1년 더 머물렀다. 2008-09 시즌을 앞둔 7월 7일, 그는 발목 수술을 받았고, 10주간 활동하지 못했다. 복귀 후인 11월 15일, 5-0으로 이긴 스토크 시티전에서 프리킥으로 두 골을 넣었는데, 첫 골은 유나이티드 개인 통산 100호골이었고, 그 결과 당시 프리미어리그에 속한 19개 팀을 상대로 모두 득점을 기록했다. 닷새 후, 그는 맨체스터 시티와의 경기에서 3번째 퇴장 조취가 내려졌다. 2008년의 끝을 앞두고 호날두는 일본에서 열린 FIFA 클럽 월드컵에서 유나이티드의 우승을 도왔는데, 리가 데 키토와의 결승전에서는 결승골을 도와 실버 볼의 주인이 되었다. 얼마 지나지 않아, 그는 1968년 조지 베스트 이래 유나이티드 최초의 발롱도르 수상자가 되었고, 프리미어리그 선수로는 최초로 FIFA 올해의 선수로 선정되었다.
호날두는 첼시와의 전 시즌 결승전에서 득점한 이래 인테르나치오날레와의 경기에서 첫 UEFA 챔피언스리그 골을 기록했고, 2-0으로 이긴 유나이티드는 8강에 진출했다. 그는 포르투와의 2차전에서 36미터 중거리 골을 성공 시켜 FIFA로부터 최고의 골을 성공시킨 선수에게 주어지는 FIFA 푸슈카시상의 초대 수상자로 선정되었다. 자신 또한 이 골을 자신이 넣은 최고의 고로 회자했다. 그는 아스널을 상대로 두 골을 추가했는데, 한 골은 35미터에서 프리킥으로 넣었고, 유나이티드는 로마에서 열린 결승전에 진출했지만, 결승전에서는 별 인상적인 활약을 벌이지 못했고, 소속 구단은 바르셀로나에게 0-2로 패하였다. 호날두는 잉글랜드에서 9개의 트로피를 들어올렸는데, 유나이티드는 프리미어리그 3연패와 풋볼 리그 컵 우승을 거두었다. 그는 모든 대회를 통틀어 26골을 넣었는데, 전 시즌보다 16골이 줄었고, 4경기를 더 출전했다. 그의 마지막 맨체스터 유나이티드 골은 2009년 5월 10일, 올드 트래퍼드에서의 맨체스터 더비에서 나왔는데 프리킥으로 넣었다.

### 레알 마드리드

#### 2009–2012: 역대 최고액 이적과 라 리가 우승
"내가 젊은이를 칭찬할 일말고는 없다. 그는 두말할 것 없이 세계 최고의 선수이다. 그의 득점에서의 위협은 경이롭다. 통계적으로도 놀랍다. 유효슛, 득점 시도, 페널티 구역으로의 쇄도, 머리로 경합. 모든 걸 갖추고 있다."
2009-10 시즌을 앞두고, 호날두는 역대 최고 이적료인 €94M (£80M) 에 레알 마드리드에 합류했다. 그의 계약은 2015년까지 유효하며 연봉이 €11M이었고, 인수 조항으로 €1B가 매겨졌다. 최소 80,000명이 산티아고 베르나베우에 그의 입단식을 보기 위해 웅집했고, 25년 전, 디에고 마라도나의 나폴리 환영식 당시 모인 75,000명의 기록을 경신했다. 구단의 주장인 라울이 이미 등번호 7번을 차지함에 따라, 호날두는 등번호 9번을 받았는데, 호날두는 입단식에서 등번호 9번이 적힌 유니폼을 마드리드의 전설적인 선수 알프레도 디 스테파노로부터 받았다.

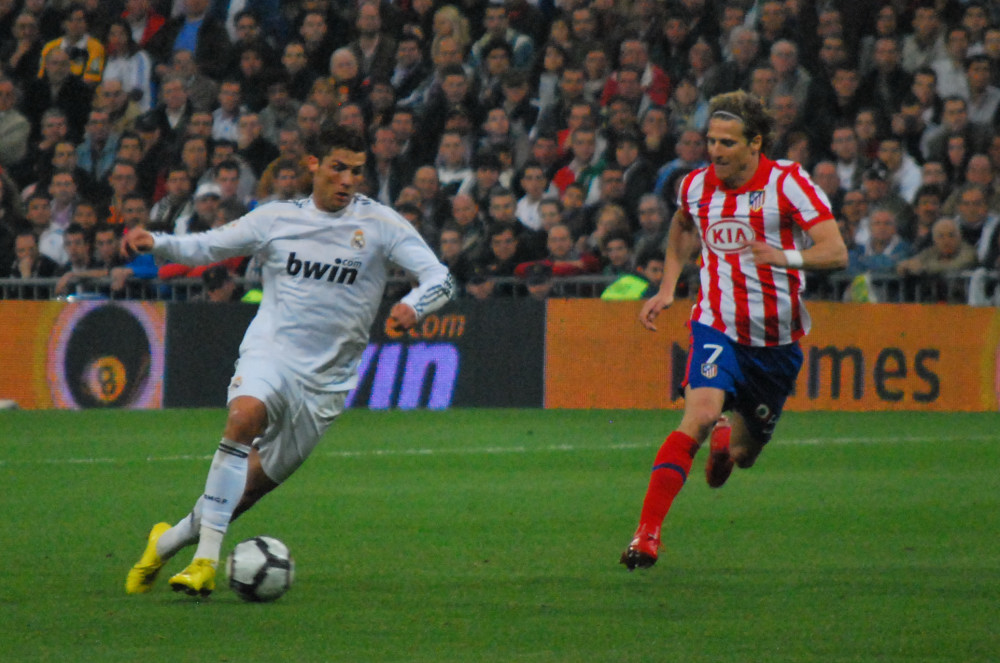
도시 라이벌 아틀레티코 마드리드의 디에고 포를란과 스페인 첫 시즌에 경합하는 호날두

호날두는 2009년 8월 29일, 데포르티보와의 홈 경기에서 라 리가 데뷔전을 벌였는데, 그는 페널티킥을 성공시켜 3-2 승리에 일조했다. 그는 이어지는 4번의 리그 경기에서 모두 득점을 올렸는데, 이를 달성한 선수는 그가 처음이었다. 그는 취리히를 상대로 한 UEFA 챔피언스리그 조별 리그 1차전에서 두 번의 프리킥으로 레알 마드리드에서의 UEFA 챔피언스리그 1, 2호골을 기록했다. 그는 시즌을 인상적으로 시작했지만 10월 국가대표팀 경기에서 발목 부상을 당해 7주간 출전하지 못했다. 그는 부상에서 복귀하고 치른 첫 경기인 알메리아전에서 페널티킥을 실축했고, 설상가상으로 스페인 무대 첫 퇴장을 당했다. 시즌 중반, 호날두는 발롱도르와 FIFA 올해의 선수에서 모두 마드리드의 역사적인 라이벌인 바르셀로나의 리오넬 메시에 밀려 2위를 차지했다. 그는 모든 대회를 통틀어 33골을 넣었는데, 이 중 2010년 5월 5일 마요르카전에서는 스페인 무대 첫 해트트릭으로 4-1 승리를 견인하기도 했다. 그러나, 호날두는 레알 마드리드에서의 첫 시즌을 빈손으로 마쳤다.
2010-11 시즌을 앞두고 라울이 떠나면서, 호날두는 공석이 된 레알 마드리드의 등번호 7번을 가져갔다. 그는 이후 발롱도르를 타던 시절의 기량을 회복했는데, 예를 들어 6-1 대승을 거둔 10월 23일자 라싱 산탄데르전에서는 데뷔 이래 처음으로 4골을 집어넣었다. 그는 6경기 연속 득점 행진을 이어나갔는데, 이 과정에서 라 리가 3경기, UEFA 챔피언스리그 1경기, 포르투갈 국가대표팀 경기에서 2경기에서 도합 11골을 넣어, 1달의 기간에 최다 득점을 기록했다. 호날두는 이어 아틀레틱 빌바오, 레반테, 비야레알, 그리고 말라가를 상대로 해트트릭을 기록했다. 그는 경이로운 득점력에도 불구하고 2010년 말 초대 FIFA 발롱도르 후보에 오르지 못했고, 이 해는 그가 스페인에서 현재까지 세계 최고의 선수들 중 한 명으로 꼽히지 못한 시즌이었다.
2011년 4월, 라이벌 바르셀로나와의 고전 더비 4연전에서, 호날두는 두 골을 추가해 개인 단일 시즌 통산 최다골 기록인 42골과 동률을 이루었다. 비록 그는 챔피언스리그 준결승전에서 골망에 접근하지 못했지만, 리그에서 재회했을 때 페널티킥으로, 코파 델 레이 결승전에서 103분에 결승골을 넣어, 스페인에서의 첫 트로피를 확보했다. 이어지는 두 주간, 호날두는 세비야와의 경기에서 4골을 퍼부었고, 헤타페전에서는 해트트릭을 완성했으며, 비야레알과의 경기에서는 프리킥 2골을 추가해 리그에서만 38골을 기록했는데, 이는 텔모 사라와 우고 산체스가 보유한 단일 시즌 역대 최다골 기록과 동률이었다. 그는 알메리아와의 리그 최종전에서 2골을 추가해 라 리가 역사상 최초로 한 시즌에 40골을 넣은 선수가 되었다. 피치치 트로피 외에도 호날두는 두 번째 유러피언 골든 슈를 땄는데, 그는 두 다른 리그에서 이 상을 탄 첫 선수로 기록되었다. 그는 레알 마드리드에서의 두 번째 시즌을 총 53골로 마쳤다.

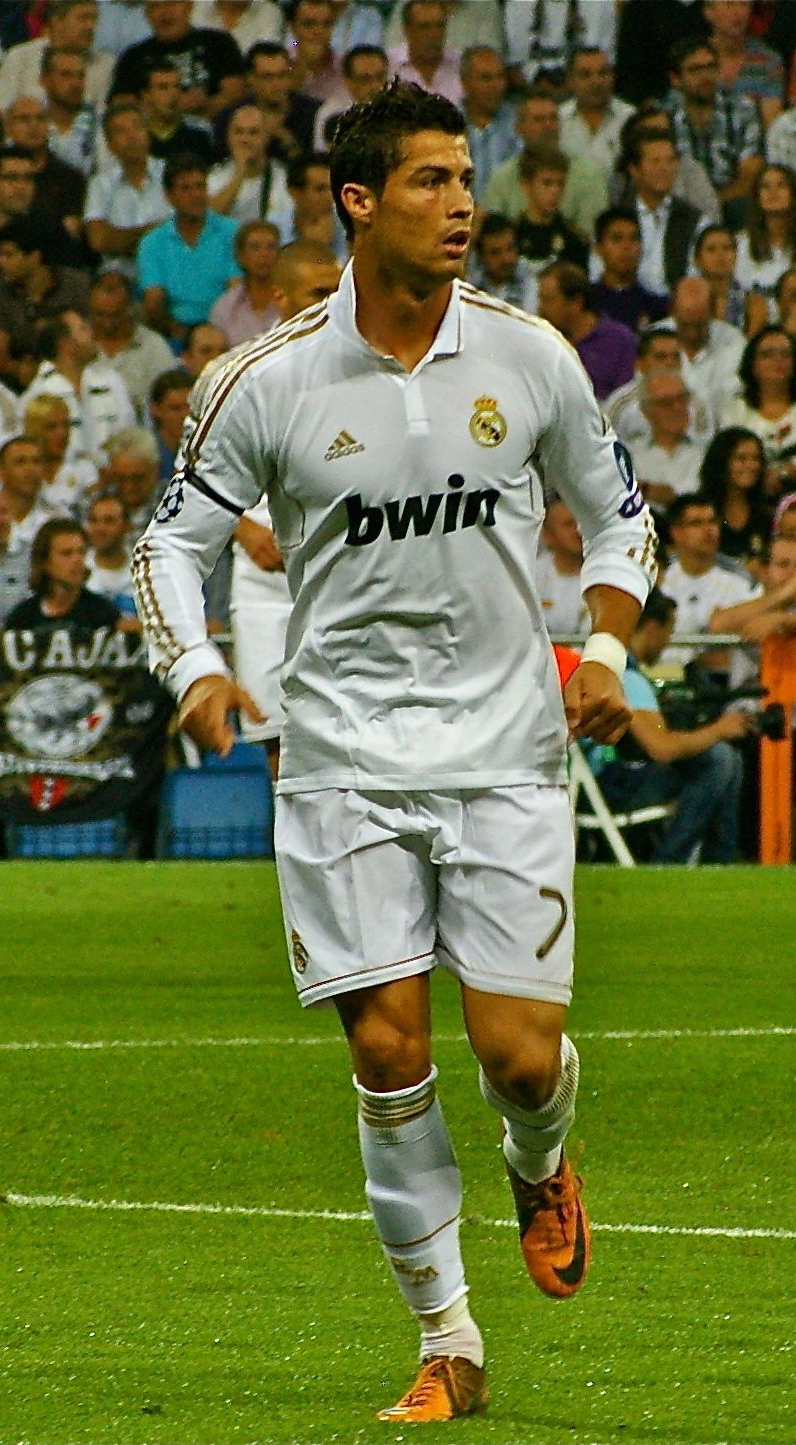
2011년 9월, 아약스전의 호날두

호날두는 이어지는 2011-12 시즌에 종전의 단일 시즌 최다 득점 기록을 넘어 모든 대회를 통틀어 60골을 기록했다. 그의 레알 마드리드 통산 100호골은 캄 노우에서 열린 수페르코파 데 에스파냐에서 기록했지만, 합계 4-5로 바르셀로나에게 트로피를 내주었다.
그는 다시 FIFA 발롱도르 후보에 올랐는데 메시의 뒤를 이어 2위를 차지했고, 레알 사라고사, 라요 바예카노, 말라가, 오사수나, 그리고 세비야를 상대로 해트트릭을 완성한 시점에 마드리드가 시즌 중반에 리그 선두를 차지했다. 호날두는 바르셀로나와의 코파 델 레이 8강전에서 2골을 넣었지만, 마드리드는 합계 3-4로 밀려 떨어졌다. 그는 바이에른 뮌헨과의 UEFA 챔피언스리그 준결승전에서 페널티킥 포함 두 골을 넣었지만 합계 3-3으로 비겼고, 승부차기 주자로 나섰지만 마누엘 노이어에 막혔고, 마드리드는 결승 진출이 좌절되었다.
호날두는 리그에서 성공적인 행보를 이어나갔는데, 그는 레알 마드리드가 4년만에 라 리가 우승을 거두었는데, 역대 최고인 승점 100점의 금자탑을 쌓았다. 레반테전 해트트릭으로, 마드리드는 바르셀로나와의 승점 격차를 늘렸고, 2012년 3월 24일, 5-1 대승을 거둔 레알 소시에다드전에서는 레알 마드리드에서의 리그 100호골을 기록했는데, 그는 이 금자탑을 쌓기까지 세 시즌 간 92경기를 출전해 종전의 푸슈카시 페렌츠가 보유했던 구단 기록을 경신했다. 아틀레티코 마드리드와의 마드리드 더비에서 또 한번 해트트릭을 완성해 전 시즌에 자신이 기록한 리그 40골 기록과 동률을 이루었다. 마요르카와의 리그 최종전에서는 리그 46호골을 기록했지만, 4골을 더 넣은 메시에게 득점왕 자리를 내주었다. 하지만, 이 경기에서 골을 터뜨리면서, 라 리가 단일 시즌에 19개의 상대팀을 상대로 모두 득점하는 최초의 선수가 되는 업적을 달성했다.
호날두는 스페인에서의 세 번째 트로피인 수페르코파 데 에스파냐를 우승하는 것으로 2012-13 시즌을 시작했다. 포르투갈인이 1, 2차전에서 한 골씩 추가하면서, 마드리드는 바르셀로나와 합계 4-4로 비겼지만, 원정 다득점으로 트로피를 획득했다. 호날두가 공개적으로 구단에 "프로적인 문제"로 불만이 있다고 불평했는데, 이는 마드리드에서의 개인 150골 자축하는 것을 동료들이 거부한 데에서 드러났지만, 그의 득점력만큼은 유지되었다. 데포르티보와의 경기에서 페널티 킥 두번을 포함해 해트트릭을 달성한 후, 그는 아약스전에서 첫 UEFA 챔피언스리그 해트트릭을 완성해 4-1 승리를 견인했다. 나흘 후, 그는 6차례의 고전 더비 경기에서 득점을 기록한 최초의 선수가 되었는데, 그는 캄 노우 원정에서 멀티골을 기록해 경기를 2-2로 끝냈다. 호날두는 2012년의 활약상에 힘입어 FIFA 발롱도르 후보로 선정되었고, 최초의 네 차례 수상자가 된 메시에 이어 2위를 차지했다.

#### 2013–2014: 2연속 세계 최고의 선수
2012-13 시즌 겨울 휴식기 이후, 호날두는 1월 6일, 레알 소시에다드와의 경기에서 공식전에서 처음으로 레알 마드리드 완장을 차고 10명을 상대로 멀티골을 기록해 4-3 승리에 일조했다. 그는 1월 30일, 고전 더비 경기에서 60년만에 주장 완장을 찬 최초의 비스페인 선수가 되었고, 이 경기는 그의 500번째 레알 마드리드 경기였다. 사흘 전, 그는 헤타페를 상대로 완전한 해트트릭을 완성해 통산 300번째 득점에 성공했다. 셀타 비고전과 세비야전에서 해트트릭을 달성한 후, 5월 8일, 그는 6-2로 이긴 말라가 전에서 197번째 경기 만에 200호골을 득점했다. 그는 고전 더비에서 또다시 멀티골을 넣어 캄 노우에서 6경기 연속 득점을 기록하게 되었고, 마드리드의 코파 델 레이 결승행의 주역이 되었는데, 그의 연속 득점 기록은 마드리드 역사상 그 어느 선수들보다 두 배가 길었다. 결승전에서, 그는 머리로 선제골을 넣었지만, 아틀레티코 마드리드에게 1-2로 역전패를 당했고, 자신은 11분에 폭력적인 행각으로 즉시 퇴장을 당했다. 레알 마드리드는 바르셀로나에 이어 준우승을 차지해 라 리가 2연패에 실패했다.
UEFA 챔피언스리그 결선 토너먼트에서, 호날두는 친정 구단 맨체스터 유나이티드와 처음으로 맞대결을 펼쳤다. 산티아고 베르나베우에서 1-1 동점골을 기록한 후, 그는 전 홈구장이었던 올드 트래퍼드에서 2-1 결승골을 뽑아냈다. 경기 후, 그는 유나이티드를 대회에서 탈락 시킨 것에 대해 섭섭한 감정을 드러냈다. 호날두는 합계 5-3으로 이긴 갈라타사라이와의 8강전에서 3골을 득점해 준결승행의 주역이 되었다. 그는 도르트문트와의 준결승 원정 경기에서도 1골을 추가했지만, 1-4 대패를 당했고, 2차전에서 2-0으로 앞서가는 과정에 추가골을 넣지 못하면서, 소속 구단은 3시즌 연속으로 준결승전에서 탈락했다. 호날두는 12골로 사상 두 번째로 UEFA 챔피언스리그 득점왕에 올랐다. 모든 대회 기록을 합산해서, 그는 총 55골로 시즌을 끝냈다.

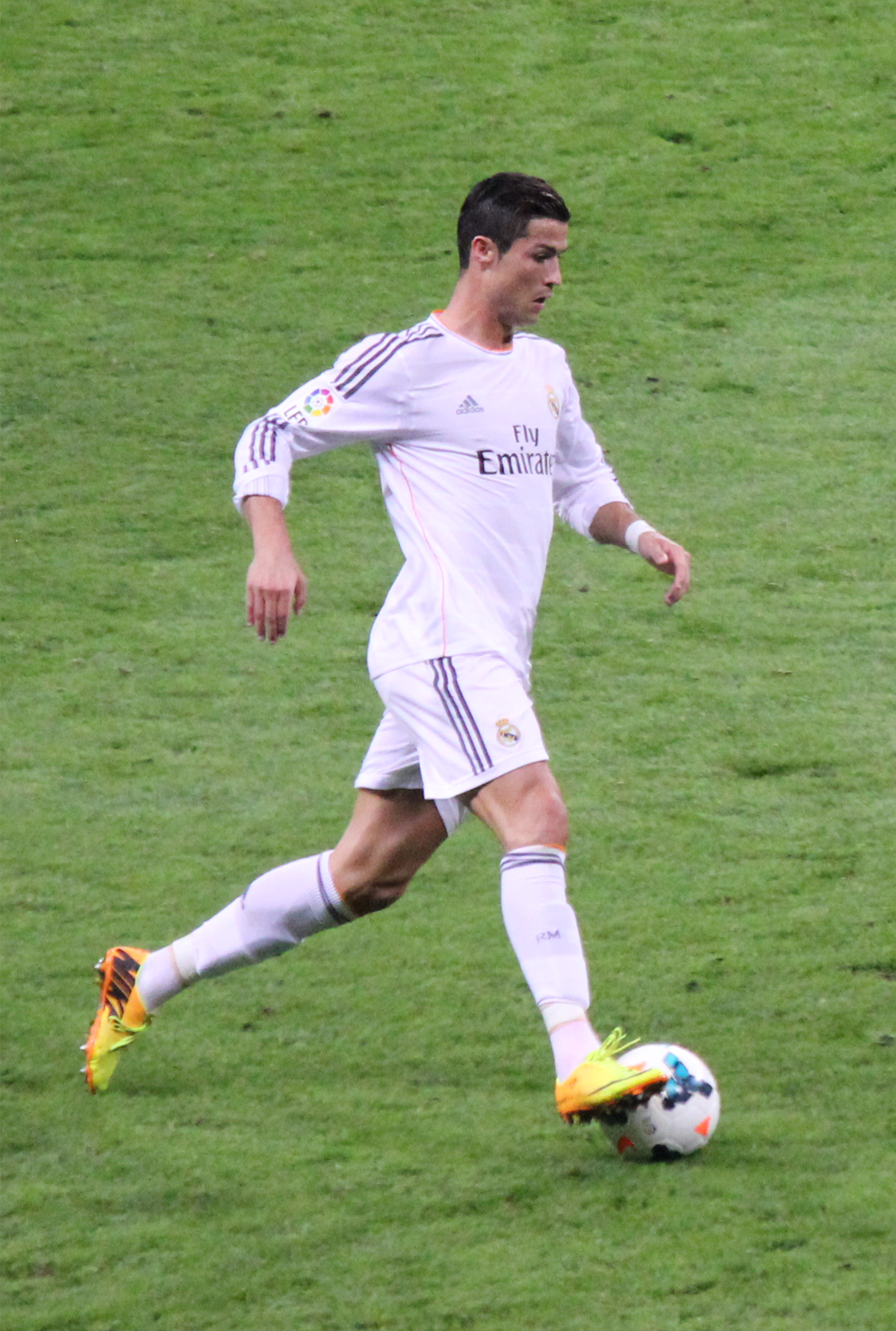
2013년 9월, 아틀레티코 마드리드전의 호날두

레알 마드리드가 시즌을 무관으로 마치면서 선수의 분열이 도마 위에 올랐고, 호날두의 구단과의 미래에 대한 추측들이 흘러나왔다. 그러나, 2013-14 시즌을 시작하면서, 그는 계약을 3년 연장해 2018년까지 구단에 남게 되었고, €17M의 연봉을 받아 잠시동안 최다 수입을 올리는 축구 선수로 이름을 올렸다. 같은 시즌 구단에 측면 미드필더인 가레스 베일이 €100M에 들어와, 호날두가 세운 4년 전 기록을 깼다. 공격수 카림 벤제마와 더불어, 이 셋은 BBC 삼인방이라는 꼬리표가 붙었는데, 이는 베일, 벤제마, 그리고 크리스티아누의 두문자어이다. 시즌 전반기동안 폭발적인 득점력을 과시한 후, 호날두는 그가 데뷔 이래 기량이 정점에 이르었다고 말했다. 11월 말까지, 그는 소속 구단과 국가대표팀의 22경기에 나서 32번 골망을 흔들었는데, 갈라타사라이, 세비야, 레알 소시에다드, 북아일랜드, 그리고 스웨덴을 상대로 해트트릭을 기록했다. 그는 2013년을 59경기 출전 69골로 마무리했고, 이는 개인 역대 최다 득점 기록이었다. 그는 이 공로로 언론이 가장 유력한 후보로 지목한 프랑크 리베리를 제치고 FIFA 발롱도르를 두 번째로 탔다. 이 업적으로 대중은 호날두를 축구 역사상 최고의 선수들 중 한명으로 언급하는데 뒷받침이 되었다.
호날두는 개인적으로 말고도, 스페인에서 소속 구단 일원으로도 큰 성공을 거두었는데, 레알 마드리드는 10번째 (La Décima) 유러피언컵 우승을 차지했다. 대회의 결선 토너먼트에서는 샬케 04를 상대로 1, 2차전에서 2골씩 기록해 합계 9-2 승리를 연출해냈으며, 마드리드의 8강 진출을 견인했다. 그의 통산 UEFA 챔피언스리그 100번째 경기인 보루시아 도르트문트와의 홈 경기에서 이 시즌의 대회 14호골을 기록해 3-0 완승을 이끌어냈고, 2년 전 메시가 세운 기록과 동률을 세웠다. 바이에른 뮌헨과의 알리안츠 아레나 원정 경기에서 2골을 넣어 4-0 승리를 연출한 후, 아틀레티코 마드리드와의 결승전에서는 120분에 페널티킥으로 1골을 추가해 4-1 승리를 도왔으며, 두 다른 구단 소속으로 두 번의 유러피언컵 결승전에서 득점을 기록한 최초의 선수가 되었다. 그는 결승전에서 슬개건염과 그와 관련된 힘줄 문제로 부진했는데, 이는 시즌 막판에 그의 활약에 큰 영향을 끼쳤다. 호날두는 의료진의 충고 대로 결승전에 임했고, 나중에는: "삶에서는 희생 없이 얻는 것이 없으며, 위험을 감수해야 합니다." 라고 표의했다. 역대 최다인 17골로, 그는 UEFA 챔피언스리그 득점왕 3번째로 차지했고, UEFA 올해의 선수로도 선정되었다.
호날두는 마드리드가 코파 델 레이 결승에 오르는데 큰 역할을 했는데, 비센테 칼데론에서 아틀레티코 마드리드를 상대로 두 번의 페널티킥을 성공시켰고, 이 중 첫 골로 그는 90분의 경기 시간 중 매 분마다 득점을 기록한 선수가 되었다. 그는 계속되는 무릎과 허벅지 문제로 결승전에 출전하지 못했는데, 레알 마드리드는 바르셀로나를 2-1로 이기고 트로피를 가져갔다. 마드리드는 라 리가에서 부진하여 3위로 마감했지만, 호날두는 독보적인 득점왕이었다. 그는 30번의 리그 경기에서 31골을 기록해 피치치 트로피와 유러피언 골든 슈를 가져갔고, 후자의 트로피는 리버풀 공격수 루이스 알베르토 수아레스와 공유했다. 이중 그가 세운 가장 큰 금자탑은 데뷔 이래 통산 400호골을 기록한 것으로, 클럽과 국가대표팀 출장 기록을 합산해 653번의 경기에 나섰는데, 이 기록은 1월 6일 셀타 비고전에서 달성했다; 그는 이 경기에서 기록한 득점을 이틀 전에 타계한 에우제비우에게 바쳤다. 5월 4일, 발레니아와의 경기에서는 막판에 발뒤꿈치로 발리 슛을 쏘아 스페인 프로축구연맹으로부터 모든 대회를 통틀어 시즌 역대 최고의 골로 선정되었고, 호날두는 라 리가 최우수 선수로도 선정되었다.
"크리스티아누 호날두는 스페인의 경기 성향을 변화시켰다. 속도, 힘, 그리고 운동 신경을 결합해, 그는 레알 마드리드를 국내 및 유럽 무대에서 잘 나가던 시절로 돌려놓고 있다."
그 다음 시즌인 2014-15 시즌, 호날두는 모든 대회를 통틀어 개인 통산 최다인 61골을 기록했는데, 세비야와의 UEFA 슈퍼컵 경기에서 레알 마드리드의 두 골을 모두 기록해 2-0 승리를 견인했다. 그는 이후 리그 초반에 최다 득점률을 보였는데, 라 리가 처음 8경기에서 15골을 득점하는 신기록을 세웠는데, 엘체를 상대로는 4골, 데포르티보와 아틀레틱 빌바오를 상대로는 해트트릭을 완성했다. 그는 12월 6일에 셀타 비고를 상대로 기록적인 23번째 해트트릭을 성공시켜, 라 리가에서 178경기 만에 역사상 최단기간 200골을 달성했다. 모로코에서 열린 FIFA 클럽 월드컵에서, 마드리드가 우승한 후, 또다시 실버 볼을 차지했고, 2년 연속 FIFA 발롱도르를 거미쥐어, 요한 크라위프, 미셸 플라티니, 그리고 마르코 판 바스턴과 함께 발롱도르 3회 수상으로 어깨를 나란히 했다.

#### 2015–2017:세상 최고의 득점와 크리스티아누 호날두

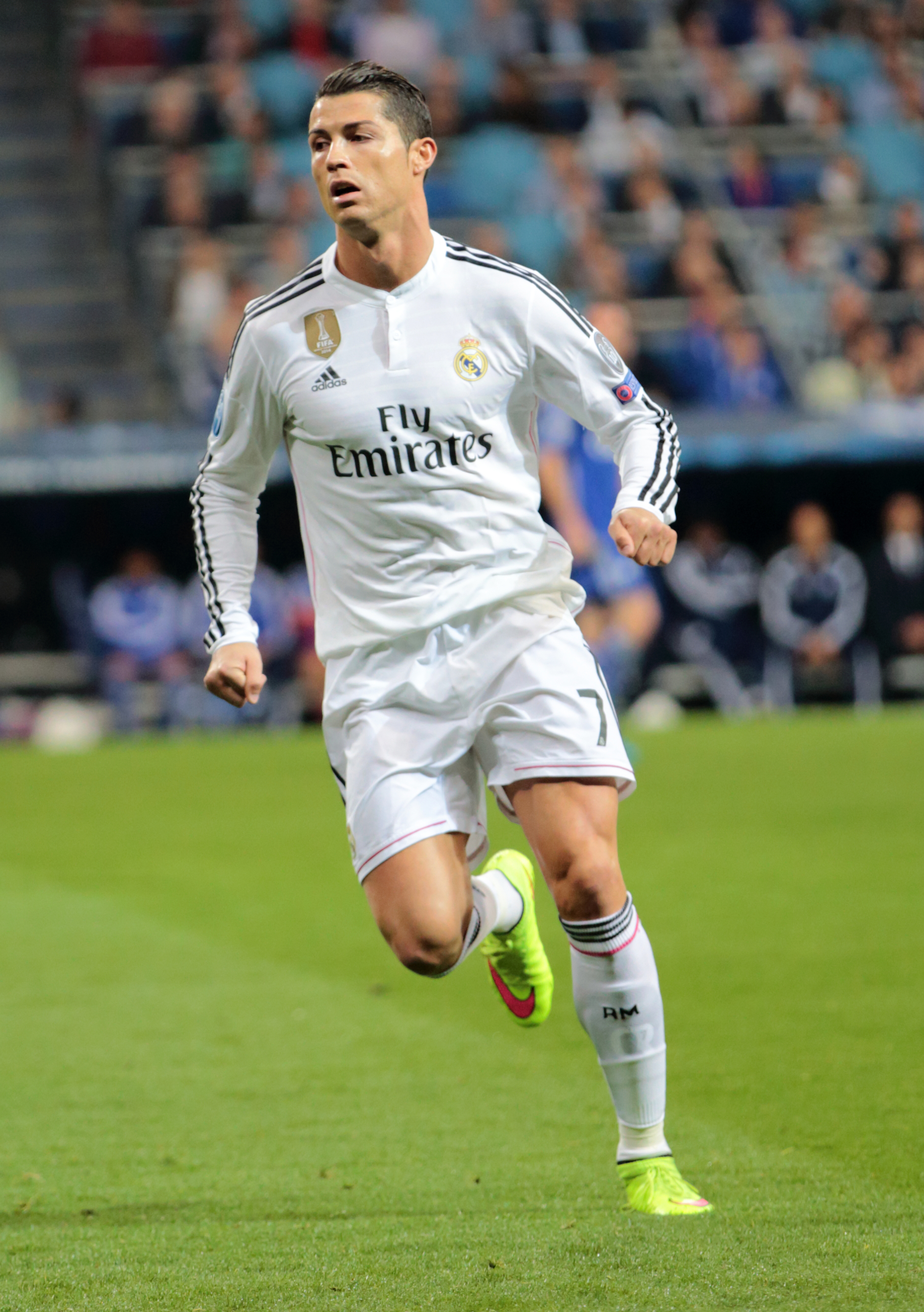
2015년 3월, 샬케 04전에 출전한 호날두

겨울 휴식기 후, 호날두의 기량은 하락했고, 공교롭게도, 선수단 전체의 기량도 하락했다. 2015년 첫 경기인 발렌시아전에서는 선제골을 넣고도 1-2로 역전패를 당했고, 레알 마드리드의 스페인 역사상 최다 연승 행진은 22경기에서 끝났다. 시즌 행보는 실망스럽게 흘러갔는데, 리그를 준우승으로 끝냈고, 유럽대항전에서는 4강에서 떨어져 주요 우승컵을 단 한개도 가져가지 못했다. 호날두는 후자의 대회에서 2-0으로 이긴 샬케 04와의 1차전에서 원정 경기 12경기 연속 득점의 기록을 세웠고, 마드리드에서의 2차전에는 2골을 넣고도 3-4로 패했지만, 8강에 진출했다. 그는 유벤투스와의 준결승전에서도 1, 2차전에 득점을 기록했지만, 마드리드는 합계 2-3으로 패했다. 그는 3시즌 연속 대회 득점왕에 올랐는데, 그는 메시, 네이마르와 10골로 동률이었다.
호날두는 마드리드가 준우승을 차지한 라 리가에서 다득점 행진을 시즌 끝까지 이어나갔다. 4월 5일, 그라나다와의 일전에서는 8분만에 해트트릭을 완성한데 이어 처음으로 한 경기 다섯 골을 득점해 9-1 승리를 견인했다. 사흘 후인 라요 바예카노 전에서는 레알 마드리드 개인 300호골을 기록해 2-0 승리에 일조했다. 이어서 세비야, 에스파뇰, 그리고 헤타페를 상대로 해트트릭을 추가해 레알 마드리드에서의 해트트릭 횟수를 31회로 늘렸고, 디 스테파노가 기록한 28회의 구단 최다 해트트릭을 넘었다. 그 결과 호날두는 2월에 코르도바 선수를 가격한 것으로 퇴장 당해 2경기를 결장했지만, 리그를 48골로 끝내 2011-12 시즌보다 2골을 더 넣었다. 더 나아가서, 그는 2년 연속 피치치 트로피와 유러피언 골든 슈를 획득했으며, 후자의 경우 역대 최다인 4번째 수상이었다.

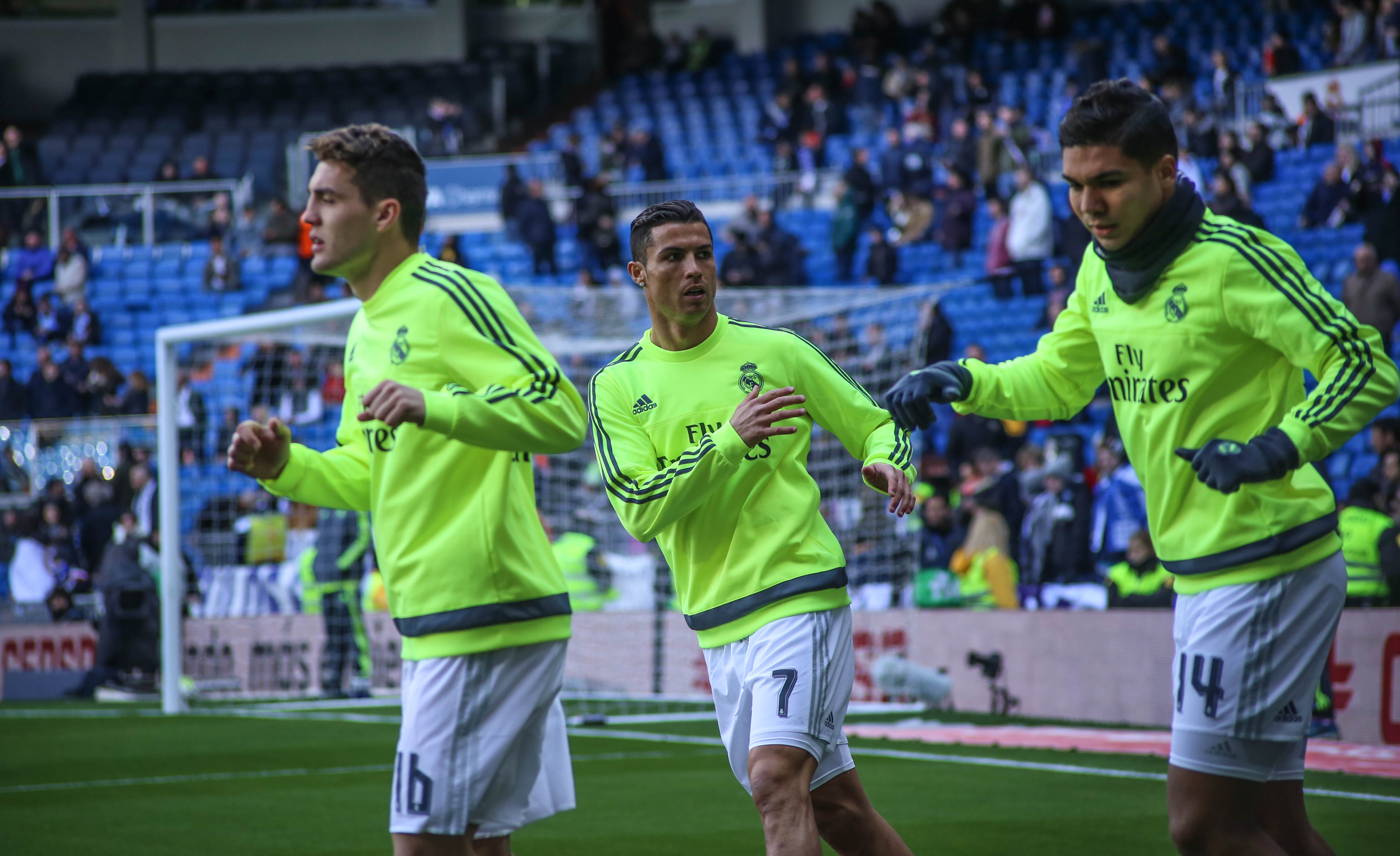
2015-16 시즌, 마테오 코바치치, 카제미루와 몸을 푸는 호날두 (가운데)

레알 마드리드에서의 7번째 시즌인 2015-16 시즌 초, 호날두는 레알 마드리드의 라 리가 역대 최다 득점자로 등극했다. 6-0으로 이긴 9월 12일자 에스파뇰 원정 경기에서 5골을 추가해 라 리가에서 203 경기 230골을 기록해 종전의 구단 기록 보유자인 라울을 넘어섰다. 한 달 후인 10월 17일, 그는 또다시 라울의 기록을 넘어섰는데, 3-0 승리로 끝난 베르나베우의 레반테전에서 추가골을 기록해 통산 324골을 적립했다. 호날두는 샤흐타르 도네츠크와의 조별 리그 1차전에서 해트트릭을 추가해 UEFA 챔피언스리그 최다 득점자에 올라 종전에 77골로 기록을 공유하던 메시를 넘어섰다. 9월 30일 말뫼와의 2차전 원정 경기에서는 2골을 추가해 클럽 및 국가대표팀 경기를 합산해 500골의 금자탑을 쌓았다. 그는 말뫼를 상대로 4골을 추가해 11골로 대회 조별 리그 역사상 최초로 두 자리 수 득점을 기록한 선수가 되었다.
FIFA 발롱도르에서 메시에 밀려 2위를 차지했지만, 호날두는 상위 구단을 상대로 한 경기에서 별 힘을 쓰지 못해 질타를 받았는데, 14골이 에스파뇰과 말뫼를 상대로 기록한 거이었다. 그러나, 시즌 후반기에 들어 기량을 서서히 회복했다. 2016년 3월 5일, 7-1 대승을 거둔 셀타 비고전에서 4골을 추가하면서, 252골로 메시의 뒤를 이어 라 리가 최다 득점 2위에 올랐다. 4월 2일, 고전 더비에서 마드리드가 10명으로 수적 열세인 상황에 결승골을 뽑은 후, 볼프스부르크와의 2차전에서는 앞서 1차전에서 0-2로 패하고도 해트트릭에 힘입어 UEFA 챔피언스리그 준결승전에 진출했다. 이 해트트릭으로 이 시즌에만 16골을 득점했고, 그는 통산 5회이자 4시즌 연속으로 득점왕에 올랐다. 기량 문제를 보이면서, 호날두는 2014년 결승전에 상대한 아틀레티코 마드리드와 재회했던 결승전에서 승부차기 주자로 나서 마드리드의 11번째 (La Undécima) 유러피언컵 우승에 공헌했지만, 활약이 변변치 않았다는 평을 받았다. 6시즌 연속으로, 호날두는 모든 대회를 통틀어 50골 이상 득점했다.
2016년 11월 6일, 호날두는 2021년까지 유효한 마드리드와의 계약을 체결했다. 11월 19일, 그는 3-0으로 이긴 아틀레티코 마드리드와의 마드리드 더비 원정 경기에서 해트트릭을 완성해 3-0 승리를 견인했고, 이 더비전에서 18골로 최다 득점자가 되었다.
2016-2017 UEFA 챔피언스리그 호날두는 8강에서 바이에른 뮌헨 상대로 1차전에서 2-1 멀티골로 승리를 하고 2차전에서 4-2 해트트릭으로 4강에 진출했다.4강에서 아틀레티코 마드리드와의 마드리드더비 1차전에서 3-0 해트트릭을 또 달성하고 2차전에서는 골을 기록하지 못하고 아틀레티코 마드리드한테 2-1로 패패했다.결승전에서 유벤투스와 맞붙게 됐는데 초반에 20분에 호날두가 골을 기록했지만 초반 27분에 마리오 만주키치가 골을 기록했다. 하지만 후반에 61분에 카제미루의 중거리슛과 64분에 호날두의 골 90분 종료 직전에 아센시오 마르코가 골을 기록하면서 레알 마드리드는 연속 2번 우승에 성공했다.호날두는 총 4번(2008-2009,2013-2014,2015-2016,2016-2017)우승을 하게 되었다. 그리고 호날두는 2016-2017라리가도 우승을 하고 2017 FIFA발롱도르도 수상하고 호날두는 최고의 한해를 보냈다.
호날두는 2017수페르코파 데 에스파냐(스페인 슈퍼컵)바르셀로나 엘클라시코 1차전에서 후반 13분 교체 출전해 1-1로 맞선 후반 35분 결승골을 터뜨렸다.그는 유니폼 상의를 벗는 과한 골 셀러브레이션으로 경고를 받았다. 그리고 2분 후 헐리우드 액션으로 두 번째 경고를 받아 경고 누적으로 퇴장 당했다.호날두는 지난 시즌을 마친 뒤 탈세 등 혐의로 스페인 검찰에 기소됐다.그는 억울함을 토로하며 주변에 스페인을 떠나겠다고 밝혀 축구계가 발칵 뒤집히기도 했다. 그리고 호날두는 경기 출전 정지까지 받았다.

#### 2017–2018: 호날두의 부진과 호날두의 복귀 신호탄
라리가에서 레알 마드리드는 가레스 베일의 부상,호날두의 출전정지,팀의 부진으로 인해 라리가 상위권을 유지하던 레알 마드리드는 6~7위권까지 떨어지게 되었다.호날두가 출전 정지가 풀리고 나서 라리가에 출연했지만 호날두는 좀처럼 골을 기록하지 못하면서 레알 마드리드는 부진에 빠지게 되었다.호날두는 라리가에서 좀처럼 잘 안풀리는 경기 때문에 힘든 하루를 보내고 있었다. 하지만 호날두는 UEFA 챔피언스리그에서 리그경기보다는 좋은경기력을 보이면서 팀의 승리를 이끌고 있었지만 2017년 11월 1일 UEFA 챔피언스리그 조예선 4차전에서 토트넘 홋스퍼 FC 상대로 3-1로 패패를 했다. 하지만 그외 경기에서 레알 마드리드는 좋은성적을 보이면서 16강전까지 오르게 되었다. 그리고 2017년 12월 23일 엘클라시코 FC 바르셀로나 전에서 호날두는 초반에 좋은 컨디션을 보였지만 후반에 루이스 알베르토 수아레스, 리오넬 메시, 알레이스 비달에게 3골을 내주면서 3-0으로 대패하게 되었다.레알 마드리드는 계속 중위권에 머물게 되었고 잦은 패패와 무승부를 보이면서 레알 마드리드 답지 않은 모습을 보였다. 하지만 2018년 1월 22일부터 레알 마드리드는 데포르티보 라코루냐 상대로 7-1로 대승과 호날두의 멀티골 베일의 복귀로 인해 레알 마드리드는 다시 살아나기 시작했다.그후 호날두는 단번에 14골을 기록하면서 라리가 득점왕 4위까지 올라오게 되었다.UEFA 챔피언스리그 16강에서 레알 마드리드는 좋은 경기력과 최다 득점을 보이고 있는 파리 생제르맹 FC을 만나게되었다.대부분 레알 마드리드가 이기기 힘들것 같다고 판단했지만 호날두는 멀티골을 기록하면서 3-1로 팀의 승리를 이끌었다. 그리고 호날두는 UEFA 챔피언스리그 7경기 11골 득점왕 1위를 기록하고 있다.2018년 2월 25일 라리가에서 데포르티포 알라베스 상대로 4-0과 호날두의 멀티골 기록으로 호날두는 라리가 최단경기 285경기 300골(리오넬 메시 다음으로)기록을 세우게 되었다. UEFA 챔피언스리그 결승을 우승으로 마치고 13경기 15골으로 득점왕을 차지했다.초반 부진을 딛고 자신에 대한 부정적인 시선을 떨쳐냈다.호날두는 리그 27경기 26골 득점왕 2위를 하고 무려 총 42경기 44골에 발롱도르까지 수상하였다. 그러나 호날두는 레알 마드리드회장 플로렌티노 페레스와 연봉 인상문제하고 지네딘 지단의 감독사퇴로 유벤투스로 이적하게 되었다.

### 유벤투스

#### 2018-2019: 호날두의 새로운 출발
2018년 7월 10일, 유벤투스로 이적했다. 그리고 2018년 8월 19일 첫 유벤투스 데뷔경기가 시작되었다. 유벤투스의 첫 상대는 AC 키에보베로나였다. 호날두는 유벤투스 팬들에게 많은 환호성과 기대를 받으며 출전했지만 좀처럼 데뷔골을 넣지 못하였다. 3경기 연속 무실점을 기록하고 있었다. 호날두는 유벤투스팬들의 비난을 받고 있었다. 2018년 9월 16일 유벤투스 그리고 2승 1무로 좋은 경기력을 보여주면서 세리에 2위를 하면서 유벤투스를 추격하던 US 사수올로 칼초와 경기가 시작되었다. 호날두는 결국엔 50분, 65분에 멀티골을 기록하면서 데뷔골을 장식하였다. 2018년 9월 30일 유벤투스와 SSC 나폴리의 경기가 시작되었다. 호날두가 3어시를 기록하면서 유벤투스는 3:1로 SSC 나폴리를 이겼다. 호날두는 유벤투스 7경기중 무려 7공격 득점에 관여하였다. 호날두는 2018년 10월 25일 현재 유벤투스에서 9경기 5골 7어시를 하면서 좋은 활동을 보이고있다. 하지만 UEFA 챔피언스리그에서는 첫 경기에서 발렌시아 CF전에서 전반 29분 유벤투스 공세 상황에서 페널티지역으로 쇄도하다 발렌시아 CF의 헤이손 무리요와 엉켜 넘어졌다. 다소 화가 난 호날두는 무리요의 머리를 만졌고 이를 본 발렌시아 CF의 선수는 심판에 항의를 하고 두팀간에 감정싸움이 벌어졌다. 주심은 골대 옆 부심에게 물어본 후 바로 레드카드를 꺼냈고 호날두는 퇴장당했다. 호날두는 억울함을 호소하면서 그라운드에 누웠지만 눈물을 글썽이며 호날두는 홈에서 나갈 수밖에 없었다. 호날두는 리그경기, 챔스경기 1경기 출전정지를 받았다. 호날두는 챔스경기 총2경기 출전중이지만 골은 나오지 않고 맨체스터 유나이티드 FC와의 원정전에서 1개의 어시스트 만 하였다. 2018년 10월 28일 유벤투스와 엠폴리 FC의 경기가 시작되었다. 초반 엠폴리 FC의 강력한 수비와 반 28분 프란세스코 카부토의 골로 유벤투스는 원정에서 돌파구를 못찾고 힘든경기를 하고 있었다. 1대0으로 후반 54분에서 파울로 디발라가 페널티 킥을 얻어내 호날두가 페널티 킥을 성공시켜 1대1로 원점을 만들었다. 후반 70분 호날두는 중거리에서 패스를 받고 바로 강력한 원거리 슛으로 골을 넣어 2대 1로 역전하였다.유벤투스는 2대 1로 경기를 종료하면서 호날두는 세계 최고 선수의 면모를 보여주었다. 2018년 11월 8일 챔피언스리그에서 맨체스터 유나이티드 FC상대로 후반 65분 오른발 발리슛으로 선제골을 넣으며 자신의 복근을 보여주는 셀러브레이션을 보이면서 유벤투스가 앞서 가다가 후반 86분 후안 마타의 골과 후반 90분 레오나르도 보누치의 자책골로 2:1로 역전패를 당하였다. 호날두는 화를 삼킬 수밖에 없었다. 호날두는 현재 이탈리아 세리에에서 19경기 14골로 득점왕 1위를 선두하고 있다. 2019년 1월 17일 이탈리아 슈퍼컵에서 AC 밀란을 상대로 후반 61분에 결승골을 터트리면서 29번째 우승컵을 들어올렸다.

### 맨체스터 유나이티드 복귀
2021년 8월 27일 (현지 시각), 맨체스터 유나이티드 FC로 복귀했다. 프리미어 리그 4라운드 뉴캐슬 유나이티드 FC 와의 홈 경기에서 복귀 골을 터트리며 신고식을 치뤘다. 이 득점으로 맨유 역사상 최고령 득점 3위에 이름을 올리게 되었다.
2022년 11월 22일 호날두의 인터뷰 파문으로 인해 맨체스터 유나이티드와 상호 합의하에 계약 해지하였다.

### 알나스르
2022년 12월 31일 월드컵에서 좋지 않은 퍼포먼스를 보여준 호날두는 결국 천문학적인 연봉으로 사우디아라비아의 알나스르 FC와 계약을 맺고 입단하였다.

## 국가대표팀 경력
전반적으로 루이스 피구 등 당대의 선배들이 은퇴한 이후의 호날두의 국가대표 커리어는 상당히 좋지 않다. FIFA 월드컵 지역예선에서도 포르투갈이 상당히 강력한 팀임에도 불구하고 2018년 FIFA 월드컵 단 한 번을 제외하고는 전부 플레이오프로 진출했는데 이게 죽음의 조인 것도 아니고 항상 쉬운 상대에게 고전했다는 고질적인 문제점이 존재했다.
2010년 FIFA 월드컵 유럽 지역 예선에서는 덴마크, 스웨덴과 같은 조가 되어 덴마크에 밀려 플레이오프에 진출했으며 플레이오프에서 보스니아헤르체고비나를 상대로 이기고 본선에 올랐다. 문제는 덴마크가 그렇게 강한 팀이 아니라는 것인데 본선에 올라간 이후 덴마크는 일본에게 1-3으로 패하는, 그것도 덴마크가 넣은 골이 패널티킥이라는 굉장한 치욕을 당하고 조별리그에서 탈락했다.
2014년 FIFA 월드컵 유럽 지역 예선에서는 러시아, 이스라엘과 같은 조가 되어 러시아는 4-0, 3-1로 간단히 이긴 이스라엘을 상대로 1-1, 3-3으로 끝내 이기지 못하고 이것이 원인이 되어 플레이오프에 진출했으며 플레이오프에서 스웨덴을 상대로 이기고 본선에 올랐다.
2018년 FIFA 월드컵 유럽 지역 예선에서는 스위스와 같은 조가 되어 첫 경기를 스위스에 패하여 시종일관 조 2위였다가 마지막 경기에서 다시 맞붙는 스위스를 상대로 이기고 본선에 올랐다.
2022년 FIFA 월드컵 유럽 지역 예선에서는 약체인 세르비아와 같은 조가 되어 무승부만 기록해도 직행할 수 있는 본선을 세르비아에 패하여 플레이오프에 진출했는데 죽음의 조가 걸렸다. 호날두의 포르투갈과 터키의 경기 승자와 이탈리아와 북마케도니아의 경기 승자가 맞붙는 플레이오프 결승전이 승자가 본선에 진출한다. 그런데 이탈리아가 북마케도니아에게 어이없이 지면서 지역예선에서 2대회 연속 탈락하게 되자 터키를 이기고 2라운드에 올라 북마케도니아를 이겨서 본선에 진출했다. 본선에서는 우루과이, 대한민국, 가나와 같은 조가 되었다. 포르투갈이 1포트에서 약체인 반면 우루과이가 2포트 중에서 네덜란드, 독일과 나란히 상위권에 속하는 팀이므로 조별리그 통과가 쉽지 않다.

### 2001–2006: 초기 경력
포르투갈 국가대표인 호날두는 2001년에 처음으로 청소년 국가대표로 차출되었다. U-15 대표팀 외에도, U-17, U-20, U-21, 그리고 U-23 대표로 출전했고, 청소년 대표로 총 34번의 경기에 나서 18골을 넣었다. 그는 2002년 UEFA U-17 축구 선수권 대회에 나간 적이 있으나, 포르투갈은 조별 리그를 통과하지 못했다. 호날두는 2004년 하계 올림픽에 포르투갈 대표로 출전해 1골을 넣기도 했지만, 나중에 4위까지 진출하는 이라크에게 2-4로 패하고 8강에 진출한 코스타리카에게 밀려 승점 3점으로 조 최하위로 차지해 탈락했다.
2003년 8월 20일, 1-0으로 이긴 카자흐스탄전에서 18세의 나이로 성인 대표팀 데뷔전을 치렀다. 그는 이듬해 조국에서 열리는 UEFA 유로 2004에 차출되었고, 나중에 우승을 차지하는 그리스와의 조별 리그 1차전에서 첫 국가대표 골을 넣었지만 1-2로 졌다. 잉글랜드와의 8강전에서 승부차기 주자로 나서 성공한 후, 네덜란드와의 준결승전에서 선제골을 넣어 2-1 승리로 포르투갈의 결승행을 도왔지만, 결승전은 0-1 패배로 끝났다. 그는 2골 외에도 2번의 도움으로 대회의 팀 일원으로 선정되었다.
호날두는 2006년 FIFA 월드컵 유럽 예선에서 7골을 기록해 최다 득점 2위를 기록했다. 대회 본선에서, 그는 조별 리그 2차전 상대인 이란을 상대로 페널티킥으로 첫 FIFA  월드컵 득점을 기록했다. 잉글랜드와의 8강전에서, 그의 맨체스터 유나이티드 동료인 웨인 루니가 포르투갈 수비수 히카르두 카르발류를 밟은 것으로 퇴장당했다. 비록 주심은 퇴장 조치가 루니의 행동으로만 나온 것이라 해명했지만, 잉글랜드 언론은 호날두가 강력하게 불만을 표출해 판정을 유도했으며, 다시보기에서 루니 퇴장 후 포르투갈의 벤치를 향해 한 쪽 눈을 깜빡인 것으로 보였다. 호날두는 프랑스와의 준결승전에서 0-1로 패한 후 야유를 받았다. FIFA 기술위원회는 그를 최우수 신인 선수상 후보 명단에서 제외시켰는데, 그의 행위가 이 결정에 영향을 주었다고 덧붙였다.

### 2006–2012: 주장 완장

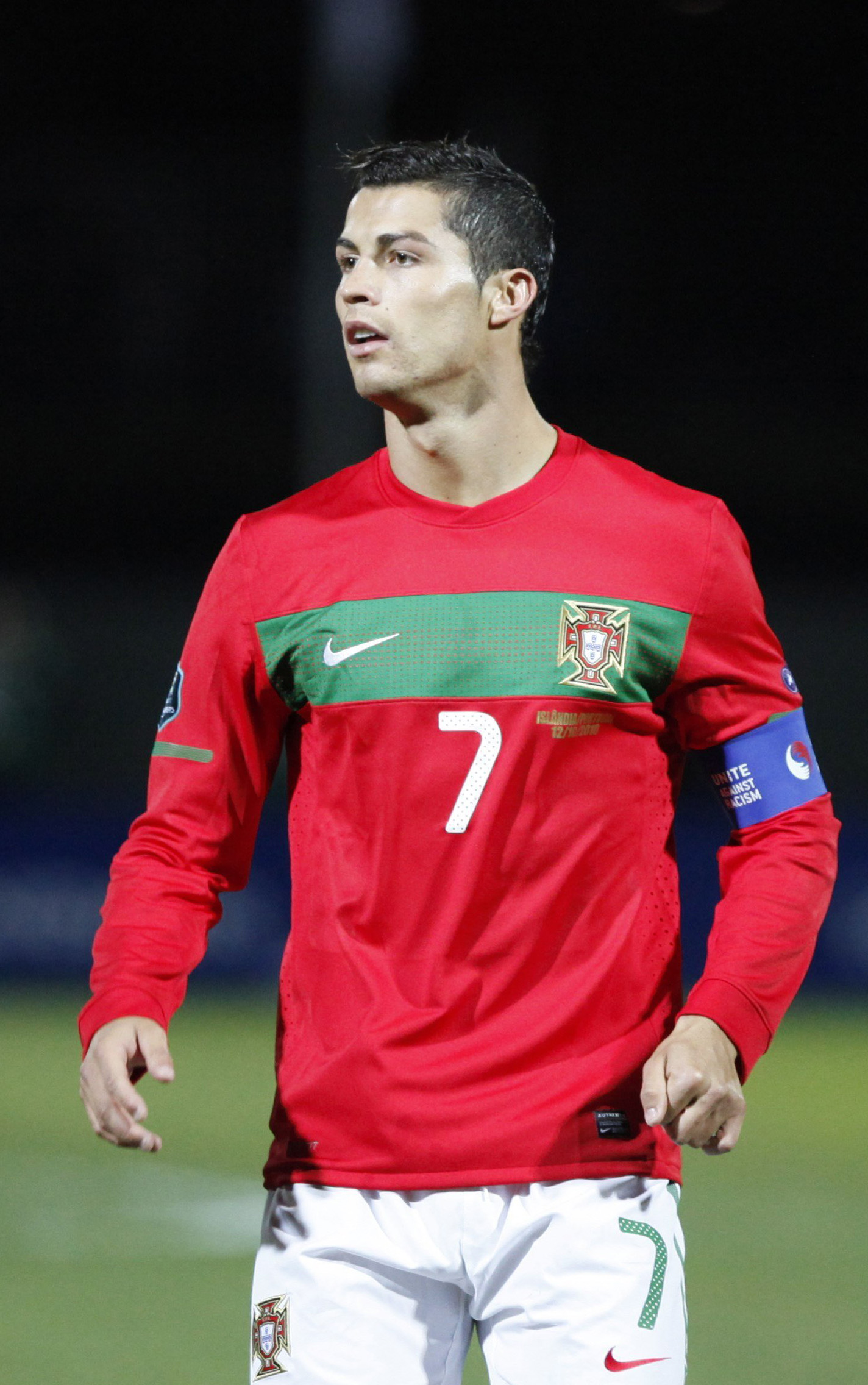
2010년, 아이슬란드와의 UEFA 유로 2012 예선에 출전한 호날두. 호날두는 2008년에 주장으로 선임되었다.

FIFA 월드컵 이후, 22번째 생일로부터 하루가 지난 후, 호날두는 2007년 2월 6일, 브라질과의 친선전에서 처음으로 주장 완장을 찼는데, 이틀 전 카를루스 실바 포르투갈 축구 연맹장의 유언에 따른 것이었다. UEFA 유로 2008을 앞두고, 그는 처음으로 등번호 7번을 받았다. 예선전에서 전체 2위인 8골을 추가했는데, 본선에서는 3-1로 이기고 최우수 선수로 선정된 체코와의 조별 리그에서 1골을 넣는데 그쳤다. 포르투갈은 8강전에서 나중에 준우승을 차지하는 천적 독일에 2-3으로 패해 탈락했다.
포르투갈은 UEFA 유럽 축구 선수권 대회를 끝내고 나서 루이스 펠리피 스콜라리가 감독직을 그만두었고, 유나이티드 시절 수석 코치를 역임했던 카를루스 케이로스가 신임 감독을 맡았다. 2008년 7월 케이로스 감독은 호날두를 대표팀 정주장으로 선임했다. 호날두는 2010년 FIFA 월드컵 예선에서 무득점으로 침묵했는데, 포르투갈은 보스니아 헤르체고비나와의 플레이오프전에서 승리해 간신히 예선 탈락을 면했다. FIFA 월드컵 본선에서는 코트디부아르, 북한, 그리고 브라질과의 조별 리그 3경기에서 모두 최우수 선수로 선정되었다.
그는 7-0 대승을 거둔 북한전에서 본선에 딱 한 골을 기록했는데, 이는 그의 16개월 만의 국가대표팀 득점이었다. 포르투갈은 16강에서 스페인에게 0-1로 패하는 것으로 FIFA 월드컵 일정을 마쳤다.
호날두는 UEFA 유로 2012 예선전에서 7골을 넣었는데, 이 중 2골은 보스니아 헤르체고비나와의 플레이오프전에서 기록해, 포르투갈을 본선에 올려놓았고, 여기서 "죽음의 조"에 편성되었다.< 0-1로 패한 독일과의 1차전과 3-2로 이긴 덴마크와의 2차전에서 연달아 침묵했는데, 후자의 경기에서는 명백한 1대1 기회를 날려 기대 이하의 기량으로 자국인들로부터 비난의 대상이 되었다. 그는 네덜란드와의 조별 리그 최종전에서 두골을 넣어 2-1 승리를 견인한 것으로 기량이 갱생되었고, 체코와의 8강전에서는 머리로 1-0 결승골을 넣었다. 그는 두 경기에서 모두 최우수 선수로 선정되었다. 스페인과의 준결승전은 무득점으로 끝났는데, 호날두는 슛 세 번을 골대 너머로 날렸고, 포르투갈은 승부차기 끝에 탈락했다. 호날두는 주자로 나가지 못했는데 본래 마지막 주자로 나설 예정이었던 것으로 알려져 비난을 야기했다. 그는 3골로 5명의 다른 선수들과 공동 최다 득점자로 이름을 올렸는데, 그는 또 한번 대회의 팀 일원으로 선정되었다.

### 2012–현재: 포르투갈 역대 최다 득점자

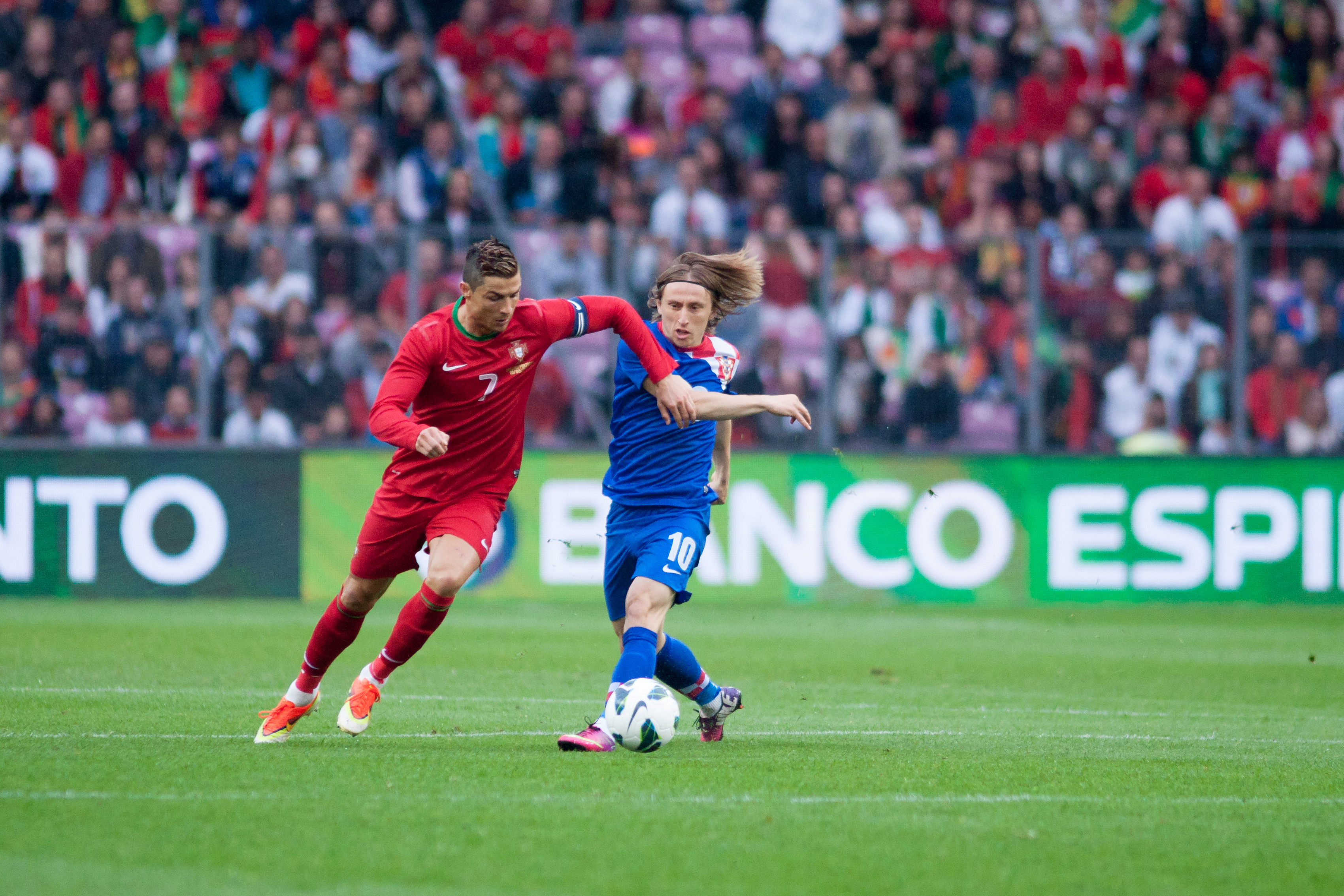
2013년 6월, 크로아티아와의 친선경기에서 구단 동료 루카 모드리치와 경합하는 호날두.

2014년 FIFA 월드컵 예선전에서 호날두는 총 8골을 넣었다. 2012년 10월 17일, 1-1로 비긴 북아일랜드와의 예선전에서는 국가대항전 100경기 출전의 업적을 달성했다. 그가 국가대표팀 경기에서 첫 해트트릭을 달성한 상대도 북아일랜드였는데, 2013년 9월 6일 예선전에서 그는 15분 간 3골을 넣어 4-2 승리를 견인했다. 포르투갈이 본선행 직행에 실패하면서, 호날두는 스웨덴과의 플레이오프전에서 포르투갈의 4골을 모두 득점해 본선행을 확정지었다. 그는 2차전에서 해트트릭을 기록해 국가대표팀 득점 횟수를 47회로 늘려 파울레타의 기록과 동률이 되었다. 호날두는 2014년 3월 5일, 5-1로 이긴 카메룬과의 친선전에서 2골을 추가해 조국 대표의 최다 득점자에 등극했다.
FIFA 월드컵 본선에서, 조 최약체 포르투갈의 유일한 거물 선수였던 호날두는 대회에서의 선전에 큰 책임을 졌다. 그러나, 그는 슬개건염과 그와 관련된 힘줄 문제를 안고 있었으며, 축구를 그만 둘 수도 있는 위험까지 감수하며 본선에 참가했다. 호날두는 나중에 "우리가 2명, 3명의 크리스티아누 호날두를 배치할 수 있었으면 더 편안했을 수 있다. 그러나 우리는 그러지 못했다." 라고 회고했다. 연습을 두 차례 그만두었기에, 몸상태와 관련된 의혹이 나왔지만, 호날두는 독일과의 1차전에서 90분간 출전했지만, 페페의 퇴장으로 인해 숫적 열세가 된 탓에 독일에게 0-4로 패하는 것을 막기에는 역부족이었다. 미국과의 2차전에서 추가 시간 막판에 2-2 동점골을 도운 후, 그는 가나와의 경기에서 막판에 2-1 결승골을 득점해 포르투갈이 조 최하위를 차지하는 것을 면하게 했다. 그는 포르투갈 선수로는 50골 이상 국가대항전 득점을 기록한 선수이자 3번의 FIFA 월드컵에서 득점한 선수가 되었다. 포르투갈은 골득실차로 조별 리그에서 탈락했다.

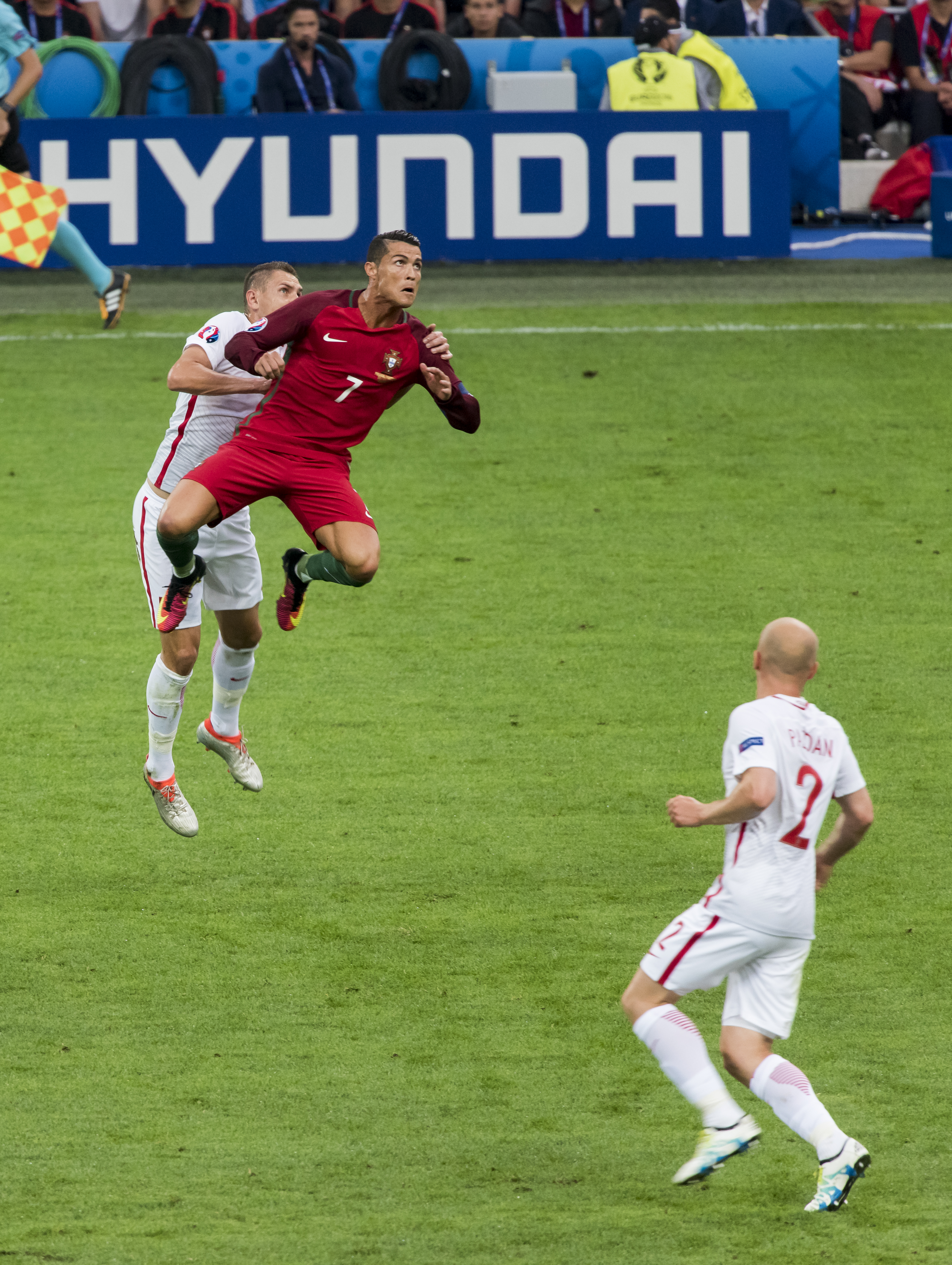
폴란드와의 UEFA 유로 2016 8강전에서 공중에 뜬 공을 경합하려는 호날두

호날두는 UEFA 유로 2016 예선에서 5골을 득점했는데, 아르메니아를 상대로는 해트트릭을 기록했다. 2014년 11월 14일, 아르메니아전 결승골로, 그는 UEFA 유럽 축구 선수권 대회에서 예선전 포함 23골을 득점해 역대 최다 득점자로 이름을 올렸다. 그러나, 대회 초, 호날두는 포르투갈이 아이슬란드와 오스트리아와 비기는 과정에서 20번 슛을 시도했지만, 단 한 골도 넣지 못했다. 후자의 경기 경우, 그의 128번째 국가대표팀 경기로, 루이스 피구가 가지고 있던 최다 출장 기록을 경신한 경기였으며, 무득점에 후반전 승부차기 실축이라는 실망스러운 행보를 보였다. 헝가리와의 최종전에서는 2골 1도움을 적립해 처음으로 4번의 UEFA 유럽 축구 선수권 대회에서 득점을 기록한 선수가 되었고, 17번이라는 최다 출장 기록도 세웠지만, 이 경기마저도 3-3으로 비겼다. 포르투갈은 헝가리와 아이슬란드에 밀려 조 3위를 차지했지만, 참가국 확장에 따른 규정 변경으로 결선 토너먼트에 참가할 수 있었다.
"크리스티아누는 스스로 헌신하려 하며, 대표팀을 위해 많은 것을 한다: 그는 분노한 것이 아니다. 그가 득점하지 않았을 때 분노하지만, 지금은 아니다. 그는 노력한다, 수비에서도. 볼 수 있듯이 그는 진정한 지도자이다."
첫 결선 토너먼트 경기 상대는 크로아티아였고, 호날두의 유일한 유효슛은 골키퍼가 막아냈고, 히카르두 쿠아레즈마의 경로에 들어갔는데, 콰레스마의 골로 연장 막판에 1-0 승리를 챙길 수 있었다. 폴란드와의 경기를 승부차기 끝에 이긴 후, 호날두는 세 번의 UEFA 유럽 축구 선수권 대회 준결승전에 참가하는 첫 선수가 되었다. 그는 웨일스를 상대로 선제골을 득점하고, 추가골을 도와 2-0 승리를 견인해 미셸 플라티니와 통산 9골로 대회 역대 최다 득점자로 동률을 이루었다. 프랑스와의 결승전에서, 호날두는 25분만에 디미트리 파예트에 걸려 쓰러졌다. 수 차례의 치료 시도가 경기 도중에 이루어졌지만, 그는 들것에 실려 경기장 밖으로 나갔고, 그의 공백은 쿠아레즈마가 메꾸었다. 연장전에서 교체 선수인 에데르가 1-0 결승골을 뽑아냈다. 대표팀 주장으로서, 호날두는 나중에 조국의 첫 주요 대회 우승을 자축하는 과정에서 트로피를 들어올렸다. 그는 3골 3도움을 기록해 득점 공동 2위로 실버 슈를 받았고, 대회의 팀으로 세 번째로 선정되었다. 이 과정에서 포르투갈은 엄청난 행운이 따라줬는데 포르투갈의 반대쪽 대진표가 16강에서 스페인 대 이탈리아 및 아이슬란드 대 잉글랜드였으며 8강에서 이탈리아 대 독일 및 아이슬란드 대 프랑스인 데다가 4강 마저 독일 대 프랑스라서 어려운 팀을 모두 피해갔다. 결국 지친 프랑스를 상대로 매우 손쉽게 이기고 우승한 것이다.
11월 13일, 크리스티아누 호날두는 라트비아와의 2018년 FIFA 월드컵 예선전에서 2골을 추가 (하고 페널티킥을 실축하고) 하여 포르투갈의 4-1 안방 승리에 일조했다. 그에 따라, 그는 국가대표팀 경기에서 68골을 넣은 것이 되어 게르트 뮐러와 로비 킨과 함께 유럽 역대 최다 득점 4위로 어깨를 나란히 했다.
2018년 FIFA 월드컵 조별 예선 스페인과의 1차전 경기에서 해트트릭을 기록하였다. 본인이 만들어낸 pk기회를 골로 연결시켜 선제골을 넣었고, 왼발 원터치 골로 역전골을 만들어냈다. 또한, 종료 직전 본인이 만들어낸 프리킥 기회를 완벽한 궤적으로 성공시키고 해트트릭을 기록하였다. FIFA 공식 MOM으로 선정되었고, 월드컵 역사상 처음으로 스페인을 상대로 해트트릭을 기록한 선수가 되었다. 뿐만 아니라, 이 경기로 A매치 통산 84골을 기록해 푸스카스와 동률, 국가대표 득점 기록 중 역대 2위의 기록을 보유하게 되었다.
2022년 FIFA 월드컵 유럽 지역 예선 세르비아와의 경기에서 무승부만 기록해도 본선에 직행할 수 있었던 데다가 세르비아가 약체였음에도 불구하고, 포르투갈이 홈팀인 데다가 더군다나 선제 득점을 했음에도 불구하고 안이한 경기력으로 인해 세르비아에게 1-2로 역전패 당하여 세르비아가 본선에 직행하고 호날두의 포르투갈은 플레이오프 4강전에 진출했는데 대진표가 너무 안 좋게 나왔다. 호날두의 포르투갈이 플레이오프 4강에서 맞붙는 상대는 터키라서 그럭저럭 비벼볼만 했으나 문제는 플레이오프 결승에서 맞붙는 상대가 이탈리아와 북마케도니아인 것이 문제였다. 특히 이탈리아의 경우, 2018년 FIFA 월드컵 당시 당대의 졸장인 잔 피에로 벤투라의 매우 좋지 않은 지휘력으로 인해 스웨덴에게 밀려 지역예선에서 탈락한 뼈아픈 과거가 있으므로 목숨을 내놓고 뛰게 되면서도 UEFA 유로 2020에서는 무섭게 치고 올라오는 잉글랜드를 이기고 우승한 반면 호날두의 포르투갈은 대한민국에게 패할 정도로 허약해빠진 독일에게 2-4로 너무 힘없이 패배했는데 정작 그 독일은 16강에서 잉글랜드에게 마찬가지로 0-2로 너무 힘없이 패배했다. 호날두의 포르투갈의 실력으로 이런 이탈리아를 이기기란 너무나도 어렵다. 이로서 호날두는 본선 진출이 매우 어렵게 되었다. 참고로 나머지 팀들도 만만치 않은데 터키는 네덜란드를 4-2로 이겼으며 북마케도니아 역시 독일을 2-0으로 이겼다.
이탈리아가 플레이오프에서 북마케도니아에게 어이없는 패배를 당하면서 지역예선에서 탈락하고 그 덕분에 포르투갈이 본선에 진출했다. 조추첨 결과 대한민국, 우루과이, 가나가 같은 조로 편성되었다. 2차전 우루과이 전에서 브루누 페르난드스을 골을 자기 골이라고 우겼다. 반면 진짜로 골을 넣은 브루누 페르난드스는 선배에게 양보하는 모습을 보였는데 비디오 판독 결과 호날두의 머리는 공에 닿지 않았다. 일각에서는 이를 디에고 마라도나의 신의 손에 빗대어 신의 머리카락이라며 조롱했다. 이런 추태와 더불어 호날두는 조별리그 내내 부진한 데다가 특히 조별리그 마지막 경기인 대한민국전의 패배의 주범이 되는 바람에 본선 토너먼트에서는 벤치 신세가 되었다. 호날두 없는 포르투갈은 16강에서 스위스를 상대로 6 : 1이라는 대승을 거두었다. 그리고 8강전에서 만난 모로코를 상대로 호날두를 교체 출장시켰으나 호날두는 이 경기마저 망치며 포르투갈의 4강 진출 좌절의 주범이 되었으며 반대로 모로코로 하여금 아프리카 역사상 최초로 FIFA 월드컵 4강 진출이라는 기적을 써내려가게 만들었다. 반면 당대 호날두 최대의 라이벌이라 일컬어지던 리오넬 메시는 아르헨티나를 이 월드컵에서 우승시킴으로서 마리오 켐페스, 디에고 마라도나에 이어 통산 3번째 우승을 이룩했다.

## 경력 통계

### 클럽 기록
- 2025년 5월 26일 기준

| 클럽                | 시즌           | 리그             | 리그 | 리그 | 컵   | 컵 | 리그 컵 | 리그 컵 | 유럽 | 유럽 | 기타 | 기타 | 합계 | 합계 |
| 클럽                | 시즌           | 리그             | 출장 | 골   | 출장 | 골 | 출장    | 골      | 출장 | 골   | 출장 | 골   | 출장 | 골   |
| ------------------- | -------------- | ---------------- | ---- | ---- | ---- | -- | ------- | ------- | ---- | ---- | ---- | ---- | ---- | ---- |
| 스포르팅 리스본 B   | 2002–03        | 세궁다 디비상    | 2    | 0    | —    | —  | —       | —       | —    | —    | —    | —    | 2    | 0    |
| 스포르팅 리스본     | 2002-03        | 프리메이라리가   | 25   | 3    | 3    | 2  | —       | —       | 3    | 0    | 0    | 0    | 31   | 5    |
| 맨체스터 유나이티드 | 2003–04        | 프리미어리그     | 29   | 4    | 5    | 2  | 1       | 0       | 5    | 0    | 0    | 0    | 40   | 6    |
| 맨체스터 유나이티드 | 2004–05        | 프리미어리그     | 33   | 5    | 7    | 4  | 2       | 0       | 8    | 0    | 0    | 0    | 50   | 9    |
| 맨체스터 유나이티드 | 2005–06        | 프리미어리그     | 33   | 9    | 2    | 0  | 4       | 2       | 8    | 1    | —    | —    | 47   | 12   |
| 맨체스터 유나이티드 | 2006–07        | 프리미어리그     | 34   | 17   | 7    | 3  | 1       | 0       | 11   | 3    | —    | —    | 53   | 23   |
| 맨체스터 유나이티드 | 2007–08        | 프리미어리그     | 34   | 31   | 3    | 3  | 0       | 0       | 11   | 8    | 1    | 0    | 49   | 42   |
| 맨체스터 유나이티드 | 2008–09        | 프리미어리그     | 33   | 18   | 2    | 1  | 4       | 2       | 12   | 4    | 2    | 1    | 53   | 26   |
| 맨체스터 유나이티드 | 합계           | 합계             | 196  | 84   | 26   | 13 | 12      | 4       | 55   | 16   | 3    | 1    | 292  | 118  |
| 레알 마드리드       | 2009–10        | 라 리가          | 29   | 26   | 0    | 0  | —       | —       | 6    | 7    | —    | —    | 35   | 33   |
| 레알 마드리드       | 2010–11        | 라 리가          | 34   | 40   | 8    | 7  | —       | —       | 12   | 6    | —    | —    | 54   | 53   |
| 레알 마드리드       | 2011–12        | 라 리가          | 38   | 46   | 5    | 3  | —       | —       | 10   | 10   | 2    | 1    | 55   | 60   |
| 레알 마드리드       | 2012–13        | 라 리가          | 34   | 34   | 7    | 7  | —       | —       | 12   | 12   | 2    | 2    | 55   | 55   |
| 레알 마드리드       | 2013–14        | 라 리가          | 30   | 31   | 6    | 3  | —       | —       | 11   | 17   | —    | —    | 47   | 51   |
| 레알 마드리드       | 2014–15        | 라 리가          | 35   | 48   | 2    | 1  | —       | —       | 12   | 10   | 5    | 2    | 54   | 61   |
| 레알 마드리드       | 2015–16        | 라 리가          | 36   | 35   | 0    | 0  | —       | —       | 12   | 16   | —    | —    | 48   | 51   |
| 레알 마드리드       | 2016–17        | 라 리가          | 29   | 25   | 2    | 1  | —       | —       | 13   | 12   | 2    | 4    | 46   | 42   |
| 레알 마드리드       | 2017–18        | 라 리가          | 27   | 26   | 0    | 0  | —       | —       | 13   | 15   | 4    | 3    | 42   | 44   |
| 레알 마드리드       | 합계           | 합계             | 292  | 311  | 30   | 22 | —       | —       | 101  | 105  | 15   | 12   | 438  | 450  |
| 유벤투스            | 2018–19        | 세 리에          | 31   | 21   | 2    | 0  | —       | —       | 9    | 6    | 1    | 1    | 43   | 28   |
| 유벤투스            | 2019-20        | 세 리에          | 33   | 31   | 4    | 2  | —       | —       | 8    | 4    | 1    | 0    | 46   | 37   |
| 유벤투스            | 2020-21        | 세 리에          | 33   | 29   | 4    | 2  | —       | —       | 6    | 4    | 1    | 1    | 44   | 36   |
| 유벤투스            | 2021-22        | 세 리에          | 1    | 0    | —    | —  | —       | —       | —    | —    | —    | —    | 1    | 0    |
| 유벤투스            | 합계           | 합계             | 98   | 81   | 10   | 4  | —       | —       | 23   | 14   | 3    | 2    | 134  | 101  |
| 맨체스터 유나이티드 | 2021-22        | 프리미어리그     | 30   | 18   | 1    | 0  | —       | —       | 7    | 6    | —    | —    | 38   | 24   |
| 맨체스터 유나이티드 | 2021-22        | 프리미어리그     | 10   | 1    | —    | —  | —       | —       | 6    | 2    | —    | —    | 16   | 3    |
| 맨체스터 유나이티드 | 합계           | 합계             | 40   | 19   | 1    | 0  | —       | —       | 13   | 8    | 0    | 0    | 54   | 27   |
| 알나스르            | 2022-23        | 사우디 프로 리그 | 16   | 14   | 2    | 0  | —       | —       | —    | —    | 1    | 0    | 19   | 14   |
| 알나스르            | 2023-24        | 사우디 프로 리그 | 31   | 35   | 4    | 3  | —       | —       | 9    | 6    | 7    | 6    | 51   | 50   |
| 알나스르            | 2024-25        | 사우디 프로 리그 | 30   | 25   | 1    | 0  | —       | —       | 8    | 8    | 2    | 2    | 41   | 35   |
| 알나스르            | 합계           | 합계             | 77   | 74   | 7    | 3  | —       | —       | 17   | 14   | 10   | 8    | 111  | 99   |
| 클럽 경력 통산      | 클럽 경력 통산 | 클럽 경력 통산   | 730  | 572  | 77   | 44 | 12      | 4       | 212  | 157  | 31   | 23   | 1062 | 800  |

1. ↑  타사 드 포르투갈, FA컵, 그리고 코파 델 레이, 이탈리아 슈퍼컵 출전 경기 포함
2. ↑  FA 커뮤니티 실드, UEFA 슈퍼컵, FIFA 클럽 월드컵, 그리고 수페르코파 데 에스파냐 출전 경기 포함
3. ↑  UEFA 챔피언스리그 한 경기, UEFA컵 두 경기 출전
4. 1 2 3 4 5 6 7 8 9 10 11 12 13 14 15  UEFA 챔피언스리그 경기에만 출전
5. ↑  FA 커뮤니티 실드 경기 출전
6. ↑  FIFA 클럽 월드컵 경기 출전
7. ↑  2010년 9월 18일 레알 소시에다드전 골은 제외. 피치치 트로피를 수여하는 마르카지만이 호날두의 골을 인정했고, 라 리가와 UEFA는 이 골을 페페의 골로 보았다.[382]
8. 1 2  수페르코파 데 에스파냐 경기 출전
9. ↑  UEFA 슈퍼컵에서 한 경기 출전 두 골, 수페르코파 데 에스파냐 두 경기 출전, FIFA 클럽 월드컵 두 경기 출전

### 국가대표팀 기록
- 2025년 6월 8일 기준[388][389][390]

| 국가대표팀      | 연도            | 출장 | 득점 |
| --------------- | --------------- | ---- | ---- |
| 포르투갈        | 2003            | 2    | 0    |
| 포르투갈        | 2004            | 16   | 7    |
| 포르투갈        | 2005            | 11   | 2    |
| 포르투갈        | 2006            | 14   | 6    |
| 포르투갈        | 2007            | 10   | 5    |
| 포르투갈        | 2008            | 8    | 1    |
| 포르투갈        | 2009            | 7    | 1    |
| 포르투갈        | 2010            | 11   | 3    |
| 포르투갈        | 2011            | 8    | 7    |
| 포르투갈        | 2012            | 13   | 5    |
| 포르투갈        | 2013            | 9    | 10   |
| 포르투갈        | 2014            | 9    | 5    |
| 포르투갈        | 2015            | 5    | 3    |
| 포르투갈        | 2016            | 13   | 13   |
| 포르투갈        | 2017            | 11   | 11   |
| 포르투갈        | 2018            | 7    | 6    |
| 포르투갈        | 2019            | 10   | 14   |
| 포르투갈        | 2020            | 6    | 3    |
| 포르투갈        | 2021            | 14   | 13   |
| 포르투갈        | 2022            | 12   | 3    |
| 포르투갈        | 2023            | 9    | 10   |
| 포르투갈        | 2024            | 12   | 7    |
| 포르투갈        | 2025            | 4    | 3    |
| 국가대표팀 통산 | 국가대표팀 통산 | 221  | 138  |

### 국가대표팀 득점 상세 기록

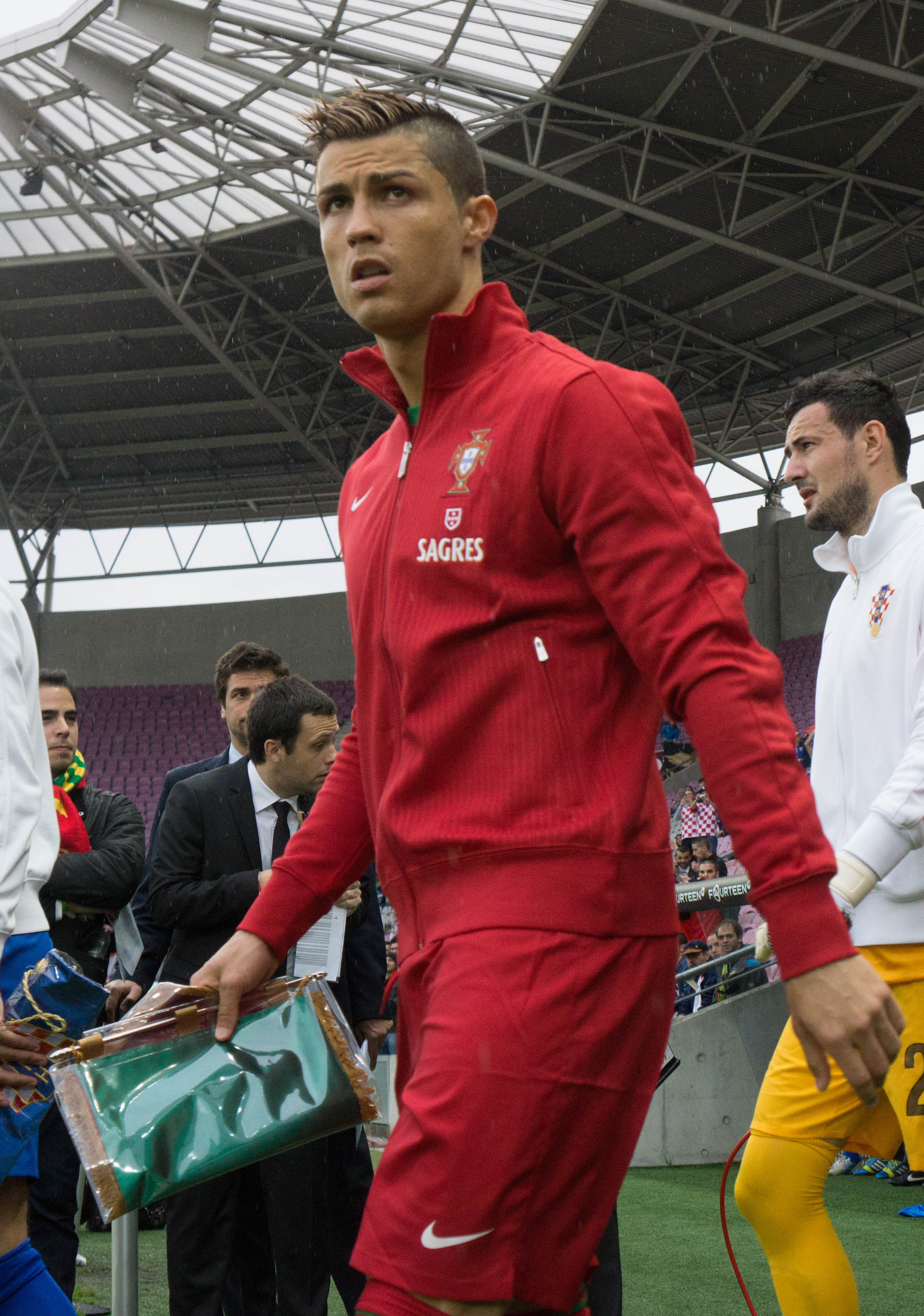
2013년, 크로아티아와의 친선전의 호날두

- 아래의 점수에서 왼쪽의 점수가 포르투갈의 점수이다.

| #   | 날짜             | 경기장                                               | 상대                  | 점수 | 최종결과  | 대회                         |
| --- | ---------------- | ---------------------------------------------------- | --------------------- | ---- | --------- | ---------------------------- |
| 1   | 2004년 6월 12일  | 이스타디우 두 드라강, 포르투, 포르투갈               | 그리스                | 1–2  | 1–2       | UEFA 유로 2004               |
| 2   | 2004년 6월 30일  | 이스타디우 조제 알발라드, 리스본, 포르투갈           | 네덜란드              | 1–0  | 2–1       | UEFA 유로 2004               |
| 3   | 2004년 9월 4일   | 스콘토 경기장, 리가, 라트비아                        | 라트비아              | 1–0  | 2–0       | 2006년 FIFA 월드컵 예선전    |
| 4   | 2004년 9월 8일   | 이스타디우 Dr. 마갈량이스 페소아, 레이리아, 포르투갈 | 에스토니아            | 1–0  | 4–0       | 2006년 FIFA 월드컵 예선전    |
| 5   | 2004년 10월 13일 | 이스타디우 조제 알발라드, 리스본, 포르투갈           | 러시아                | 2–0  | 7–1       | 2006년 FIFA 월드컵 예선전    |
| 6   | 2004년 10월 13일 | 이스타디우 조제 알발라드, 리스본, 포르투갈           | 러시아                | 4–0  | 7–1       | 2006년 FIFA 월드컵 예선전    |
| 7   | 2004년 11월 17일 | 스타드 요지 바르텔, 룩셈부르크 시, 룩셈부르크        | 룩셈부르크            | 2–0  | 5–0       | 2006년 FIFA 월드컵 예선전    |
| 8   | 2005년 6월 4일   | 이스타디우 조제 알발라드, 리스본, 포르투갈           | 슬로바키아            | 2–0  | 2–0       | 2006년 FIFA 월드컵 예선전    |
| 9   | 2005년 6월 8일   | A. 레 코크 아레나, 탈린, 에스토니아                  | 에스토니아            | 1–0  | 1–0       | 2006년 FIFA 월드컵 예선전    |
| 10  | 2006년 3월 1일   | LTU 아레나, 뒤셀도르프, 독일                         | 사우디아라비아        | 1–0  | 3–0       | 친선경기                     |
| 11  | 2006년 3월 1일   | LTU 아레나, 뒤셀도르프, 독일                         | 사우디아라비아        | 3–0  | 3–0       | 친선경기                     |
| 12  | 2006년 6월 17일  | 발트슈타디온, 프랑크푸르트 암 마인, 독일             | 이란                  | 2–0  | 2–0       | 2006년 FIFA 월드컵           |
| 13  | 2006년 10월 7일  | 이스타디우 두 베사 XXI, 포르투, 포르투갈             | 아제르바이잔          | 1–0  | 3–0       | UEFA 유로 2008 예선전        |
| 14  | 2006년 10월 7일  | 이스타디우 두 베사 XXI, 포르투, 포르투갈             | 아제르바이잔          | 3–0  | 3–0       | UEFA 유로 2008 예선전        |
| 15  | 2006년 11월 15일 | 이스타디우 시다드 드 코임브라, 코임브라, 포르투갈    | 카자흐스탄            | 2–0  | 3–0       | UEFA 유로 2008 예선전        |
| 16  | 2007년 3월 24일  | 이스타디우 조제 알발라드, 리스본, 포르투갈           | 벨기에                | 2–0  | 4–0       | UEFA 유로 2008 예선전        |
| 17  | 2007년 3월 24일  | 이스타디우 조제 알발라드, 리스본, 포르투갈           | 벨기에                | 4–0  | 4–0       | UEFA 유로 2008 예선전        |
| 18  | 2007년 8월 22일  | 바즈겐 사르키샨 공화국 경기장, 예레반, 아르메니아    | 아르메니아            | 1–1  | 1–1       | UEFA 유로 2008 예선전        |
| 19  | 2007년 9월 8일   | 이스타디우 조제 알발라드, 리스본, 포르투갈           | 폴란드                | 2–1  | 2–2       | UEFA 유로 2008 예선전        |
| 20  | 2007년 10월 17일 | 알마티 중앙경기장, 알마티, 카자흐스탄                | 카자흐스탄            | 2–0  | 2–1       | UEFA 유로 2008 예선전        |
| 21  | 2008년 6월 11일  | 스타드 드 주네브, 제네바, 스위스                     | 체코                  | 2–1  | 3–1       | UEFA 유로 2008               |
| 22  | 2009년 2월 11일  | 이스타디우 알가르브, 파루, 포르투갈                  | 핀란드                | 1–0  | 1–0       | 친선경기                     |
| 23  | 2010년 6월 21일  | 그린 포인트 스타디움, 케이프타운, 남아프리카 공화국  | 북한                  | 6–0  | 7–0       | 2010년 FIFA 월드컵           |
| 24  | 2010년 10월 8일  | 이스타디우 두 드라강, 포르투, 포르투갈               | 덴마크                | 3–1  | 3–1       | UEFA 유로 2012 예선전        |
| 25  | 2010년 10월 12일 | 뢰이가르달스뵈들뤼르, 레이캬비크, 아이슬란드         | 아이슬란드            | 1–0  | 3–1       | UEFA 유로 2012 예선전        |
| 26  | 2011년 2월 9일   | 스타드 드 주네브, 제네바, 스위스                     | 아르헨티나            | 1–1  | 1–2       | 친선경기                     |
| 27  | 2011년 8월 10일  | 이스타디우 알가르브, 파루, 포르투갈                  | 룩셈부르크            | 2–0  | 5–0       | 친선경기                     |
| 28  | 2011년 9월 2일   | GSP 스타디움, 니코시아, 키프로스                     | 키프로스              | 1–0  | 4–0       | UEFA 유로 2012 예선전        |
| 29  | 2011년 9월 2일   | GSP 스타디움, 니코시아, 키프로스                     | 키프로스              | 2–0  | 4–0       | UEFA 유로 2012 예선전        |
| 30  | 2011년 10월 11일 | 파르켄, 쾨벤하운, 덴마크                             | 덴마크                | 1–2  | 1–2       | UEFA 유로 2012 예선전        |
| 31  | 2011년 11월 15일 | 이스타디우 다 루스, 리스본, 포르투갈                 | 보스니아 헤르체고비나 | 1–0  | 6–2       | UEFA 유로 2012 예선전        |
| 32  | 2011년 11월 15일 | 이스타디우 다 루스, 리스본, 포르투갈                 | 보스니아 헤르체고비나 | 3–1  | 6–2       | UEFA 유로 2012 예선전        |
| 33  | 2012년 6월 17일  | 메탈리스트 경기장, 하르키우, 우크라이나              | 네덜란드              | 1–1  | 2–1       | UEFA 유로 2012               |
| 34  | 2012년 6월 17일  | 메탈리스트 경기장, 하르키우, 우크라이나              | 네덜란드              | 2–1  | 2–1       | UEFA 유로 2012               |
| 35  | 2012년 6월 21일  | 바르샤바 국립 경기장, 바르샤바, 폴란드               | 체코                  | 1–0  | 1–0       | UEFA 유로 2012               |
| 36  | 2012년 8월 15일  | 이스타디우 알가르브, 파루, 포르투갈                  | 파나마                | 2–0  | 2–0       | 친선경기                     |
| 37  | 2012년 9월 7일   | 스타드 조시 바르텔, 룩셈부르크 시, 룩셈부르크        | 룩셈부르크            | 1–1  | 2–1       | 2014년 FIFA 월드컵 예선전    |
| 38  | 2013년 2월 6일   | 이스타디우 D. 아폰수 엔히크스, 기마랑이스, 포르투갈  | 에콰도르              | 1–1  | 2–3       | 친선경기                     |
| 39  | 2013년 6월 10일  | 스타드 드 주네브, 제네바, 스위스                     | 크로아티아            | 1–0  | 1–0       | 친선경기                     |
| 40  | 2013년 8월 14일  | 이스타디우 알가르브, 파루, 포르투갈                  | 네덜란드              | 1–1  | 1–1       | 친선경기                     |
| 41  | 2013년 9월 6일   | 윈저 파크, 벨파스트, 북아일랜드                      | 북아일랜드            | 2–2  | 4–2       | 2014년 FIFA 월드컵 예선전    |
| 42  | 2013년 9월 6일   | 윈저 파크, 벨파스트, 북아일랜드                      | 북아일랜드            | 3–2  | 4–2       | 2014년 FIFA 월드컵 예선전    |
| 43  | 2013년 9월 6일   | 윈저 파크, 벨파스트, 북아일랜드                      | 북아일랜드            | 4–2  | 4–2       | 2014년 FIFA 월드컵 예선전    |
| 44  | 2013년 11월 15일 | 이스타디우 다 루스, 리스본, 포르투갈                 | 스웨덴                | 1–0  | 1–0       | 2014년 FIFA 월드컵 예선전    |
| 45  | 2013년 11월 19일 | 프렌즈 아레나, 솔나, 스웨덴                          | 스웨덴                | 1–0  | 3–2       | 2014년 FIFA 월드컵 예선전    |
| 46  | 2013년 11월 19일 | 프렌즈 아레나, 솔나, 스웨덴                          | 스웨덴                | 2–2  | 3–2       | 2014년 FIFA 월드컵 예선전    |
| 47  | 2013년 11월 19일 | 프렌즈 아레나, 솔나, 스웨덴                          | 스웨덴                | 3–2  | 3–2       | 2014년 FIFA 월드컵 예선전    |
| 48  | 2014년 3월 5일   | 이스타디우 Dr. 마갈량이스 페소아, 레이리아, 포르투갈 | 카메룬                | 1–0  | 5–1       | 친선경기                     |
| 49  | 2014년 3월 5일   | 이스타디우 Dr. 마갈량이스 페소아, 레이리아, 포르투갈 | 카메룬                | 5–1  | 5–1       | 친선경기                     |
| 50  | 2014년 6월 26일  | 이스타지우 마네 가힌샤, 브라질리아, 브라질           | 가나                  | 2–1  | 2–1       | 2014년 FIFA 월드컵           |
| 51  | 2014년 10월 14일 | 파르켄, 쾨벤하운, 덴마크                             | 덴마크                | 1–0  | 1–0       | UEFA 유로 2016 예선전        |
| 52  | 2014년 11월 14일 | 이스타디우 알가르브, 파루, 포르투갈                  | 아르메니아            | 1–0  | 1–0       | UEFA 유로 2016 예선전        |
| 53  | 2015년 6월 13일  | 공화주의자 경기장, 예레반, 아르메니아                | 아르메니아            | 1–1  | 3–2       | UEFA 유로 2016 예선전        |
| 54  | 2015년 6월 13일  | 공화주의자 경기장, 예레반, 아르메니아                | 아르메니아            | 2–1  | 3–2       | UEFA 유로 2016 예선전        |
| 55  | 2015년 6월 13일  | 공화주의자 경기장, 예레반, 아르메니아                | 아르메니아            | 3–1  | 3–2       | UEFA 유로 2016 예선전        |
| 56  | 2016년 3월 29일  | 이스타디우 Dr. 마갈량이스 페소아, 레이리아, 포르투갈 | 벨기에                | 2–0  | 2–1       | 친선경기                     |
| 57  | 2016년 6월 8일   | 이스타디우 다 루스, 리스본, 포르투갈                 | 에스토니아            | 1–0  | 7–0       | 친선경기                     |
| 58  | 2016년 6월 8일   | 이스타디우 다 루스, 리스본, 포르투갈                 | 에스토니아            | 3–0  | 7–0       | 친선경기                     |
| 59  | 2016년 6월 22일  | 파르크 올랭피크 리요네, 리옹, 프랑스                 | 헝가리                | 2–2  | 3–3       | UEFA 유로 2016               |
| 60  | 2016년 6월 22일  | 파르크 올랭피크 리요네, 리옹, 프랑스                 | 헝가리                | 3–3  | 3–3       | UEFA 유로 2016               |
| 61  | 2016년 7월 6일   | 파르크 올랭피크 리요네, 리옹, 프랑스                 | 웨일스                | 1–0  | 2–0       | UEFA 유로 2016               |
| 62  | 2016년 10월 7일  | 이스타디우 무니시팔 드 아베이루, 아베이루, 포르투갈  | 안도라                | 1–0  | 6–0       | 2018년 FIFA 월드컵 예선전    |
| 63  | 2016년 10월 7일  | 이스타디우 무니시팔 드 아베이루, 아베이루, 포르투갈  | 안도라                | 2–0  | 6–0       | 2018년 FIFA 월드컵 예선전    |
| 64  | 2016년 10월 7일  | 이스타디우 무니시팔 드 아베이루, 아베이루, 포르투갈  | 안도라                | 4–0  | 6–0       | 2018년 FIFA 월드컵 예선전    |
| 65  | 2016년 10월 7일  | 이스타디우 무니시팔 드 아베이루, 아베이루, 포르투갈  | 안도라                | 5–0  | 6–0       | 2018년 FIFA 월드컵 예선전    |
| 66  | 2016년 10월 10일 | 토르스뵐루르, 토르스하운, 페로 제도                  | 페로 제도             | 4–0  | 6–0       | 2018년 FIFA 월드컵 예선전    |
| 67  | 2016년 11월 13일 | 이스타디우 알가르브, 파루/롤레, 포르투갈             | 라트비아              | 1–0  | 4–1       | 2018년 FIFA 월드컵 예선전    |
| 68  | 2016년 11월 13일 | 이스타디우 알가르브, 파루/롤레, 포르투갈             | 라트비아              | 3–1  | 4–1       | 2018년 FIFA 월드컵 예선전    |
| 69  | 2017년 3월 26일  | 이스타디우 다 루스, 리스본, 포르투갈                 | 헝가리                | 2–0  | 3–0       | 2018년 FIFA 월드컵 예선전    |
| 70  | 2017년 3월 26일  | 이스타디우 다 루스, 리스본, 포르투갈                 | 헝가리                | 3–0  | 3–0       | 2018년 FIFA 월드컵 예선전    |
| 71  | 2017년 3월 29일  | 에스타디오 도스 바레이로스, 마데이라, 포르투갈       | 스웨덴                | 1–0  | 2–3       | 친선 경기                    |
| 72  | 2017년 6월 10일  | 스콘토 경기장, 리가, 리트비아                        | 라트비아              | 1–0  | 3–0       | 2018년 FIFA 월드컵 예선전    |
| 73  | 2017년 6월 10일  | 스콘토 경기장, 리가, 리트비아                        | 라트비아              | 2–0  | 3–0       | 2018년 FIFA 월드컵 예선전    |
| 74  | 2017년 6월 21일  | 옷크리티예 아레나, 모스크바, 러시아                  | 러시아                | 1–0  | 1–0       | 2017년 FIFA 컨페더레이션스컵 |
| 75  | 2017년 6월 24일  | 크레스톱스키 스타디움, 상트페테르부르크, 러시아      | 뉴질랜드              | 1–0  | 4–0       | 2017년 FIFA 컨페더레이션스컵 |
| 76  | 2017년 8월 31일  | 이스타디우 두 베사 XXI, 포르투, 포르투갈             | 페로 제도             | 1–0  | 5–1       | 2018년 FIFA 월드컵 예선전    |
| 77  | 2017년 8월 31일  | 이스타디우 두 베사 XXI, 포르투, 포르투갈             | 페로 제도             | 2–0  | 5–1       | 2018년 FIFA 월드컵 예선전    |
| 78  | 2017년 8월 31일  | 이스타디우 두 베사 XXI, 포르투, 포르투갈             | 페로 제도             | 3–0  | 5–1       | 2018년 FIFA 월드컵 예선전    |
| 79  | 2017년 10월 7일  | 에스타디 나시우날, 안도라라벨랴, 안도라              | 안도라                | 1–0  | 2–0       | 2018년 FIFA 월드컵 예선전    |
| 80  | 2018년 3월 23일  | 레치그룬트, 취리히, 스위스                           | 이집트                | 1–1  | 2–1       | 친선 경기                    |
| 81  | 2018년 3월 23일  | 레치그룬트, 취리히, 스위스                           | 이집트                | 2–1  | 2–1       | 친선 경기                    |
| 82  | 2018년 6월 15일  | 피시트 올림픽 스타디움, 소치, 러시아                 | 스페인                | 1–0  | 3–3       | 2018년 FIFA 월드컵           |
| 83  | 2018년 6월 15일  | 피시트 올림픽 스타디움, 소치, 러시아                 | 스페인                | 2–1  | 3–3       | 2018년 FIFA 월드컵           |
| 84  | 2018년 6월 15일  | 피시트 올림픽 스타디움, 소치, 러시아                 | 스페인                | 3–3  | 3–3       | 2018년 FIFA 월드컵           |
| 85  | 2018년 6월 20일  | 루즈니키 경기장, 모스크바, 러시아                    | 모로코                | 1–0  | 1–0       | 2018년 FIFA 월드컵           |
| 86  | 2019년 6월 5일   | 이스타디우 두 드라강 , 포르투, 포르투갈              | 스위스                | 1–0  | 3–1       | 2018-19년 UEFA 네이션스리그  |
| 87  | 2019년 6월 5일   | 이스타디우 두 드라강 , 포르투, 포르투갈              | 스위스                | 2–1  | 3–1       | 2018-19년 UEFA 네이션스리그  |
| 88  | 2019년 6월 5일   | 이스타디우 두 드라강 , 포르투, 포르투갈              | 스위스                | 3–1  | 3–1       | 2018-19년 UEFA 네이션스리그  |
| 89  | 2019년 9월 7일   | 스타디온 츠르베나 즈베즈다, 베오그라드, 세르비아     | 세르비아              | 3–1  | 4–2       | UEFA 유로 2020 예선전        |
| 90  | 2019년 9월 10일  | LFF 경기장, 빌뉴스, 라투아니아                       | 리투아니아            | 1–0  | 5–1       | UEFA 유로 2020 예선전        |
| 91  | 2019년 9월 10일  | LFF 경기장, 빌뉴스, 라투아니아                       | 리투아니아            | 2–1  | 5–1       | UEFA 유로 2020 예선전        |
| 92  | 2019년 9월 10일  | LFF 경기장, 빌뉴스, 라투아니아                       | 리투아니아            | 3–1  | 5–1       | UEFA 유로 2020 예선전        |
| 93  | 2019년 9월 10일  | LFF 경기장, 빌뉴스, 라투아니아                       | 리투아니아            | 4–1  | 5–1       | UEFA 유로 2020 예선전        |
| 94  | 2019년 10월 11일 | 이스타디우 조제 알발라드, 리스본, 포르투갈           | 룩셈부르크            | 2–0  | 3–0       | UEFA 유로 2020 예선전        |
| 95  | 2019년 10월 14일 | 올림피스키 경기장, 키예프, 우크라이나                | 우크라이나            | 1–2  | 1–2       | UEFA 유로 2020 예선전        |
| 96  | 2019년 11월 14일 | 이스타디우 알가르브, 파루/롤레, 포르투갈             | 리투아니아            | 1–0  | 6–0       | UEFA 유로 2020 예선전        |
| 97  | 2019년 11월 14일 | 이스타디우 알가르브, 파루/롤레, 포르투갈             | 리투아니아            | 2–0  | 6–0       | UEFA 유로 2020 예선전        |
| 98  | 2019년 11월 14일 | 이스타디우 알가르브, 파루/롤레, 포르투갈             | 리투아니아            | 6–0  | 6–0       | UEFA 유로 2020 예선전        |
| 99  | 2019년 11월 17일 | 스타드 요지 바르텔, 룩셈부르크시, 룩셈부르크         | 룩셈부르크            | 2–0  | 2–0       | UEFA 유로 2020 예선전        |
| 100 | 2020년 9월 8일   | 프렌즈 아레나, 스톡홀름, 스웨덴                      | 스웨덴                | 1–0  | 2–1       | 2020-21년 UEFA 네이션스리그  |
| 101 | 2020년 9월 8일   | 프렌즈 아레나, 스톡홀름, 스웨덴                      | 스웨덴                | 2–0  | 2–1       | 2020-21년 UEFA 네이션스리그  |
| 102 | 2020년 11월 11일 | 이스타디오 다 루스, 리스본, 포르투갈                 | 안도라                | 6–0  | 7–0       | 친선경기                     |
| 103 | 2021년 3월 30일  | 스타드 요지 바르텔, 룩셈부르크시, 룩셈부르크         | 룩셈부르크            | 2–1  | 3–1       | 2022년 FIFA 월드컵 예선전    |
| 104 | 2021년 6월 10일  | 이스타디우 조제 알발라드, 리스본, 포르투갈           | 이스라엘              | 2–0  | 4–0       | 친선경기                     |
| 105 | 2021년 6월 15일  | 푸슈카시 아레나, 부다페스트, 헝가리                  | 헝가리                | 2–0  | 3–0       | UEFA 유로 2020               |
| 106 | 2021년 6월 15일  | 푸슈카시 아레나, 부다페스트, 헝가리                  | 헝가리                | 3–0  | 3–0       | UEFA 유로 2020               |
| 107 | 2021년 6월 19일  | 알리안츠 아레나, 뮌헨, 독일                          | 독일                  | 1–0  | 2–4       | UEFA 유로 2020               |
| 108 | 2021년 6월 23일  | 푸슈카시 아레나, 부다페스트, 헝가리                  | 프랑스                | 1–0  | 2–2       | UEFA 유로 2020               |
| 109 | 2021년 6월 23일  | 푸슈카시 아레나, 부다페스트, 헝가리                  | 프랑스                | 2–2  | 2–2       | UEFA 유로 2020               |
| 110 | 2021년 9월 1일   | 이스타디우 알가르브, 파루, 포르투갈                  | 아일랜드              | 1–1  | 2–1       | 2022년 FIFA 월드컵 예선전    |
| 111 | 2021년 9월 1일   | 이스타디우 알가르브, 파루, 포르투갈                  | 아일랜드              | 2–1  | 2–1       | 2022년 FIFA 월드컵 예선전    |
| 112 | 2021년 10월 9일  | 이스타디우 알가르브, 파루, 포르투갈                  | 카타르                | 1–0  | 3–0       | 친선경기                     |
| 113 | 2021년 10월 12일 | 이스타디우 알가르브, 파루, 포르투갈                  | 룩셈부르크            | 1–0  | 5–0       | 2022년 FIFA 월드컵 예선전    |
| 114 | 2021년 10월 12일 | 이스타디우 알가르브, 파루, 포르투갈                  | 룩셈부르크            | 2–0  | 5–0       | 2022년 FIFA 월드컵 예선전    |
| 115 | 2021년 10월 12일 | 이스타디우 알가르브, 파루, 포르투갈                  | 룩셈부르크            | 5–0  | 5–0       | 2022년 FIFA 월드컵 예선전    |
| 116 | 2022년 6월 5일   | 이스타디우 조제 알발라드, 리스본, 포르투갈           | 스위스                | 2–0  | 4–0       | 2022-23년 UEFA 네이션스리그  |
| 117 | 2022년 6월 5일   | 이스타디우 조제 알발라드, 리스본, 포르투갈           | 스위스                | 3–0  | 4–0       | 2022-23년 UEFA 네이션스리그  |
| 118 | 2022년 11월 24일 | 스타디움 974, 도하, 카타르                           | 가나                  | 1–0  | 3–2       | 2022년 FIFA 월드컵           |
| 119 | 2023년 3월 23일  | 이스타디우 주제 알발라드, 리스본, 포르투갈           | 리히텐슈타인          | 3–0  | 4–0       | UEFA 유로 2024 예선전        |
| 120 | 2023년 3월 23일  | 이스타디우 주제 알발라드, 리스본, 포르투갈           | 리히텐슈타인          | 4–0  | 4–0       | UEFA 유로 2024 예선전        |
| 121 | 2023년 3월 26일  | 스타드 드 룩셈부르크, 룩셈부르크시, 룩셈부르크       | 룩셈부르크            | 1–0  | 6–0       | UEFA 유로 2024 예선전        |
| 122 | 2023년 3월 26일  | 스타드 드 룩셈부르크, 룩셈부르크시, 룩셈부르크       | 룩셈부르크            | 4–0  | 6–0       | UEFA 유로 2024 예선전        |
| 123 | 2023년 6월 20일  | 뢰이가르달스뵈들뤼르, 레이캬빅, 아이슬란드           | 아이슬란드            | 1–0  | 1–0       | UEFA 유로 2024 예선전        |
| 124 | 2023년 10월 13일 | 이스타디우 두 드라강, 포르투, 포루투갈               | 슬로바키아            | 2–0  | 3–2       | UEFA 유로 2024 예선전        |
| 125 | 2023년 10월 13일 | 이스타디우 두 드라강, 포르투, 포루투갈               | 슬로바키아            | 3–1  | 3–2       | UEFA 유로 2024 예선전        |
| 126 | 2023년 10월 16일 | 스타디온 빌리노 폴례, 제니차, 보스니아헤르체코비나   | 보스니아 헤르체고비나 | 1–0  | 5–0       | UEFA 유로 2024 예선전        |
| 127 | 2023년 10월 16일 | 스타디온 빌리노 폴례, 제니차, 보스니아헤르체코비나   | 보스니아 헤르체고비나 | 2–0  | 5–0       | UEFA 유로 2024 예선전        |
| 128 | 2023년 11월 16일 | 라인파르크 슈타디온, 파두츠, 리히텐슈타인            | 리히텐슈타인          | 1–0  | 2–0       | UEFA 유로 2024 예선전        |
| 129 | 2024년 6월 11일  | 이스타디우 무니시팔 드 아베이루, 아베이루, 포르투갈  | 아일랜드              | 2–0  | 3–0       | 친선경기                     |
| 130 | 2024년 6월 11일  | 이스타디우 무니시팔 드 아베이루, 아베이루, 포르투갈  | 아일랜드              | 3–0  | 3–0       | 친선경기                     |
| 131 | 2024년 9월 5일   | 이스타디우 다 루스, 리스본, 포르투갈                 | 크로아티아            | 2–1  | 2–1       | 2024-25년 UEFA 네이션스리그  |
| 132 | 2024년 9월 8일   | 이스타디우 다 루스, 리스본, 포르투갈                 | 스코틀랜드            | 2–1  | 2–1       | 2024-25년 UEFA 네이션스리그  |
| 133 | 2024년 10월 12일 | 바르샤바 국립경기장, 바르샤바, 폴란드                | 폴란드                | 2–0  | 3–1       | 2024-25년 UEFA 네이션스리그  |
| 134 | 2024년 11월 15일 | 이스타디우 두 드라강, 포르투, 포르투갈               | 폴란드                | 2–0  | 5–1       | 2024-25년 UEFA 네이션스리그  |
| 135 | 2024년 11월 15일 | 이스타디우 두 드라강, 포르투, 포르투갈               | 폴란드                | 5–0  | 5–1       | 2024-25년 UEFA 네이션스리그  |
| 136 | 2025년 3월 23일  | 이스타디우 조제 알발라드, 리스본, 포르투갈           | 덴마크                | 2–1  | 5-2       | 2024-25년 UEFA 네이션스리그  |
| 137 | 2025년 6월 4일   | 알리안츠 아레나, 뮌헨, 독일                          | 독일                  | 2–1  | 2-1       | 2024-25년 UEFA 네이션스리그  |
| 138 | 2025년 6월 8일   | 알리안츠 아레나, 뮌헨, 독일                          | 스페인                | 2–2  | 2-2 (5-3) | 2024-25년 UEFA 네이션스리그  |

## 추가적인 선수 정보

### 플레이 스타일

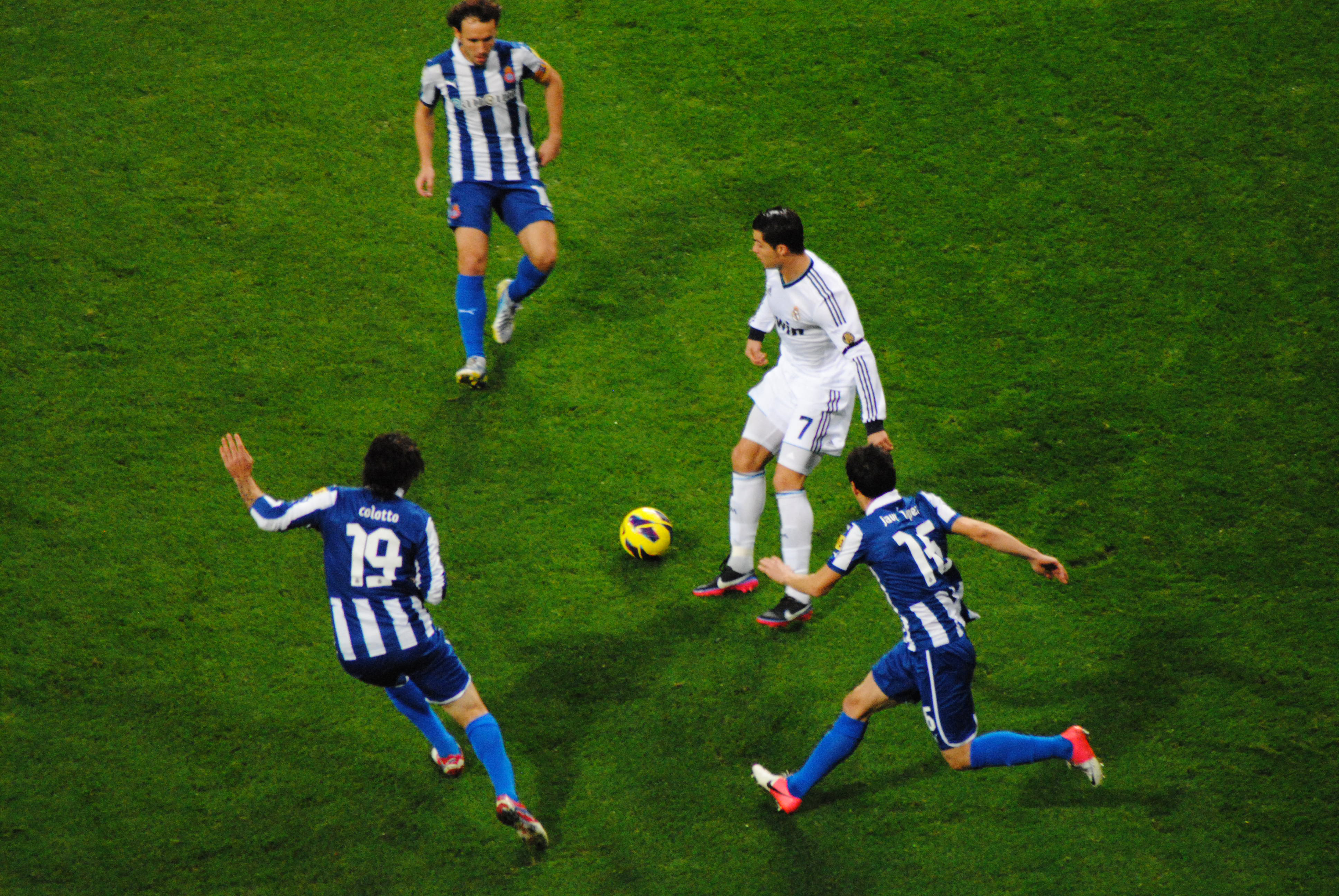
2012년 12월, 에스파뇰전에 임하는 레알 마드리드의 호날두

호날두는 측면 공격수나, 중앙 공격수를 맡을 수 있으며, 오른발잡이로 소개되는 경우가 많지만, 양발 모두 강력하다. 가장 빠른 선수를 언급하면 거론되는 선수들 중 하나로, 이는 공을 끌때나 안 끌때나 모두 적용된다. 전술적인 면에서, 호날두는 수 차례 발전을 거듭했다. 스포르팅 시절과 맨체스터 유나이티드에서의 첫 시즌에는 주로 전형적인 측면 미드필더로서 우측 미드필더를 맡아 페널티 구역 안으로 크로스를 배급하는 것이 주요 업무였다. 이 위치에 배치된 그는 발놀림과 민첩성, 그리고 기술력으로 1대1로 상대를 맞이하는 상황을 만들어냈다. 호날두는 그의 드리블은 기교와 속임수로 나타나는데, 가위 드리블은 그의 상징적인 기교가 되었다.
호날두는 성숙해가면서 체격적으로 변화했는데, 근육적인 신체가 발달해 상대와의 공 경합에 있어 밀리지 않게 되었다. 그는 힘과 1.85 미터의 큰 키로 헤더하는데 유리했으며 엄청난 점프 실력 역시 헤더하는데 유리하게 작용했다. 결국, 다수의 득점이 머리로 올린 것이었다. 그의 체력과 일률에 맞추어, 그의 득점 능력도 좌측 미드필더를 맡으면서 기하급수적으로 증가했는데, 그는 이 위치에서 중앙으로 자유롭게 파고들어 공격을 마무리할 수 있다. 그는 어느 정도의 패스 능력도 갖추고 있다.

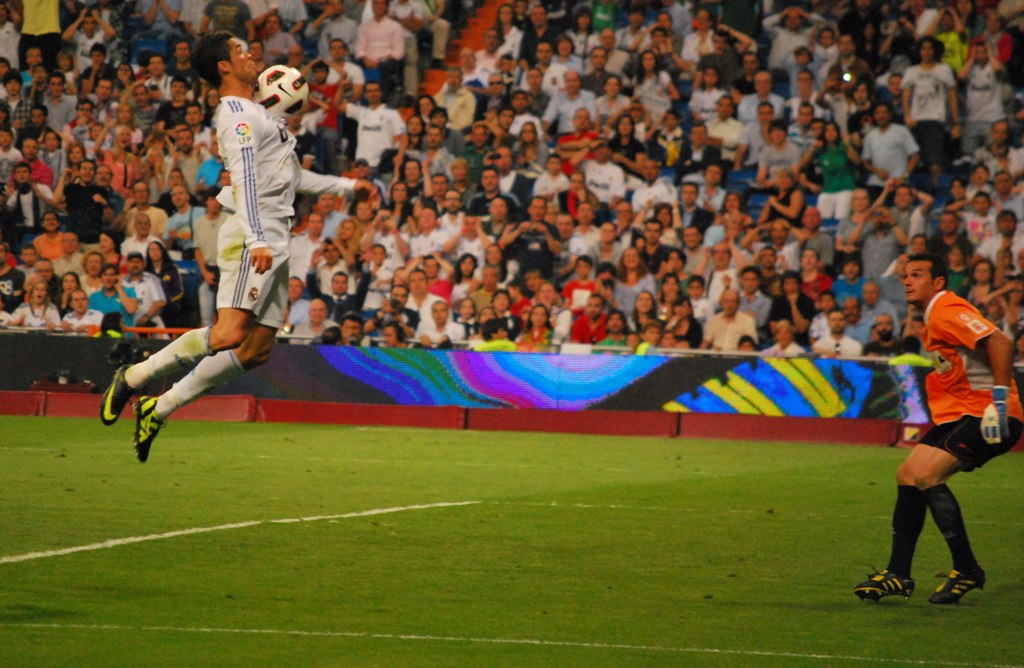
알메리아와의 라 리가 경기에서 가슴으로 공을 받는 호날두

호날두는 유나이티드에서의 마지막 시즌에 더 공격적으로 중앙 쪽을 맡았는데, 공격수와 후방 공격수 역할도 수행했고, 아주 가끔 공격형 미드필더로도 배치되었다. 그는 다득점 능력도 키웠는데, 페널티 구역 안과 먼 거리에서 모두 정확하고 강력한 슛으로 마무리하는 골 결정력을 지녔다. 정확한 페널티킥 주자이자 프리킥 전문가이기도 하며 프리킥 실시 시 공이 휘는 것으로 알려져 있으나, 이 능력은 시간이 지나면서 퇴화했다.
레알 마드리드에서는 더 공격적인 역할을 수행했는데, 창조나 수비와 관련된 임무는 덜 수행하게 되었다. 본래 중앙 공격수로 배치되었지만, 이후 뒤의 좌측으로 이동했는데, 전술적으로 자유로운 위치를 맡아, 필요 시 중앙으로 이동이 가능했다. 마드리드의 역습 방식의 경기 운영을 통해, 그는 더 효율적이고 꾸준한 득점가가 되었고, 이는 득점 기록을 수 차례 경신하는 것으로 증명된다. 2013년을 기점으로, 그는 나이가 들어가면서 공 없이 움직이는 거리와 일반적인 이동 거리를 줄이고 단거리 득점 능력에 집중했다.

### 평가
"6년동안 [맨체스터 유나이티드에서] 함께 했을 때, 그가 경기를 치를 때마다 성장하는 모습을 보았고, 그는 훌륭한 선수였다. 이제 완숙한 선수가 보인다. 그의 결단력, 성숙함, 경험, 그리고 그가 지닌 막강한 기술, 이것이 합쳐져 완벽한 선수를 완성시켰다."
호날두는 리오넬 메시와 더불어 당대 세계 최고의 선수 두 명으로 거론되며, 경기에 임한 최고의 선수들 중 한명으로 언급된다. 꾸준히 다득점 능력을 유지하며, 그는 경기를 결정하는 선수로 인지되며, 경기에 나가는 것으로도 경기를 바꿀 수 있는 자이다. 호날두는 업무 태도와 훈련장에서의 개선의 노력을 보이는 선수로도 알려져 있다. 그의 의욕과 성공을 향한 결심은 포부로부터 힘을 얻어 펠레나 디에고 마라도나 같은 축구의 전설적인 거물과 함께 역사에 이름을 남기게 만들었다.
호날두는 태클에 당하면 과잉반응한다는 비난을 받았는데, 이에 대해 주제 모리뉴 전 레알 마드리드 감독은 다음과 같이 응답했다: "크리스티아누는 수영장이 어떤지도 모르는 선수이며, 속임수가 어떤지 모르는 선수로, 영국에서 훈련받았고, 퍼거슨이 그를 훈련해 주었다. 몇몇의 경우에, 과잉반응을 한 선수들을 더 보호하려는 경향이 있고, 정직한 자들은 대게 패자가 되곤 한다. 난 저들 [수비수들] 이 크리스티아누를 강타하고, 경고가 주어지지 않거나 뒤늦게 주어진다 했을 때 자신에 대해 말하자면 피해망상증이 있는 사람은 아니다." 그는 자신의 재능에도 불구하고, 초창기에 알렉스 퍼거슨 감독, 팀 동료, 그리고 언론을 통해 이기적이거나 지나치게 자만하는 선수라는 비난을 종종 받곤 했다.
데뷔 초창기, 호날두는 경기장에서 "거만한 모습"을 보이는 선수로 묘사되었고, 호날두는 자신이 "희생양"으로 쓰였다고 주장하기에 이르었는데, 이는 언론이 그를 어떻게 다루는지 반영한 것이었다. 그는 동료들을 승리로 인도하려는 과정에 대게 신음하고, 몸짓을 하고, 노려보는 모습으로 보였는데, 호날두는 천부적으로 경쟁적인 성향이 거만함으로 오해되어서는 안된다고 주장했다. 그의 감독들, 동료들, 그리고 다수의 언론인들로부터 이 명성이 그를 먹칠한다고 평했다. 2014년, 호날두는 프랑스 푸트발지와의 인터뷰에서 2011년에 그가 "사람들은 내가 젊고 잘 생기고, 부유하다는 것 때문에 질투를 갖고 있다"라고 말한 것이 "실수"라고 되돌아보았고, 그 시점부터 성숙했고, 팬들도 그를 더 이해하게 되었다고 덧붙였다.

### 리오넬 메시와의 경쟁 구도

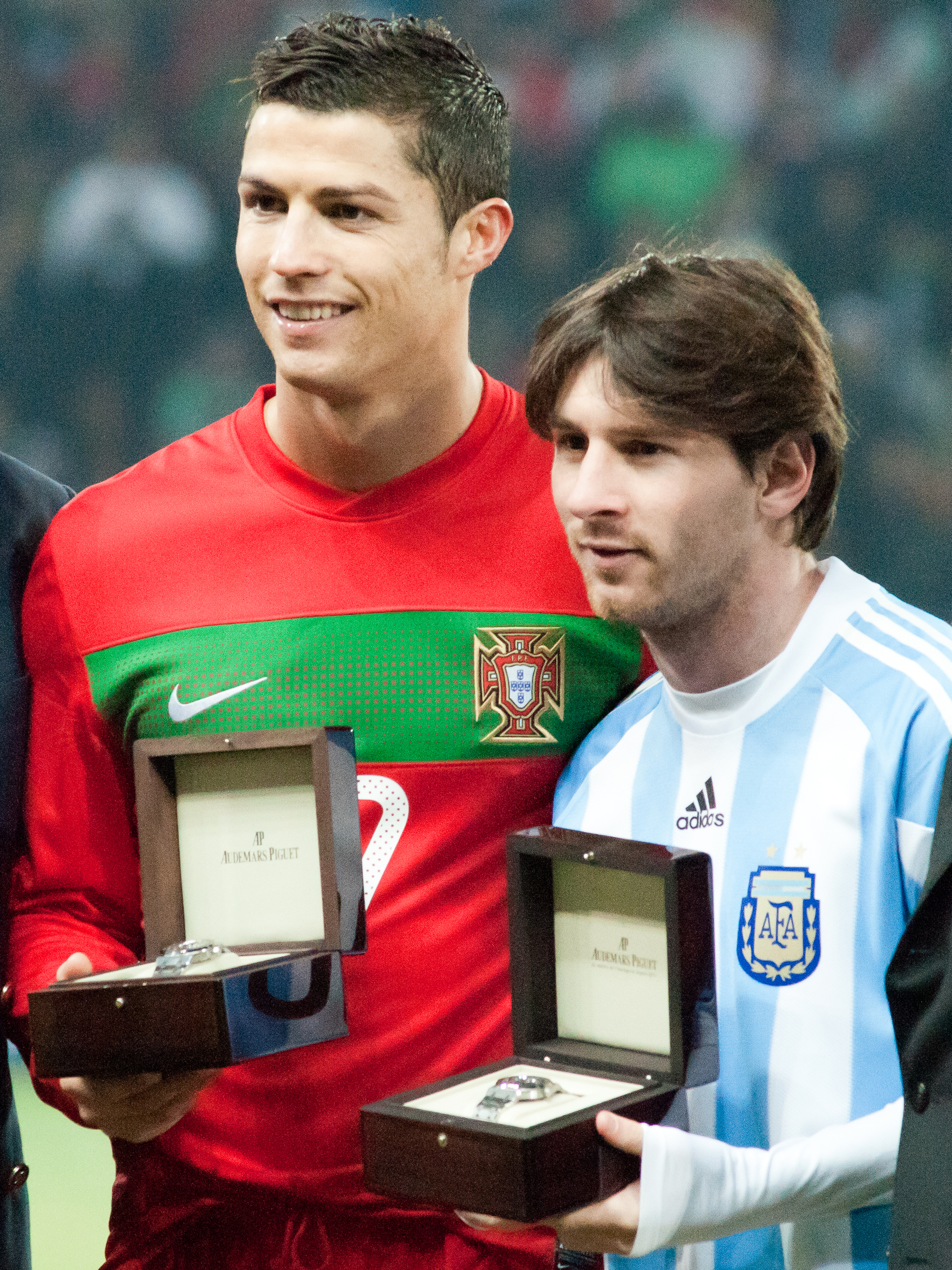
2011년 2월 9일, 스위스 제네바에서 열린 포르투갈과 아르헨티나 간 친선경기를 앞두고 촬영에 임한 호날두와 리오넬 메시

양 선수 모두 UEFA 챔피언스리그 결승전에서 두 차례 득점했고, 단일 시즌 50골의 장벽을 깨곤 했다. 스포츠 언론인들과 평론가들은 두 선수의 개인 기록을 놓고 현대 축구에서 누가 최고의 선수인지에 대해 토론을 벌이곤 한다. 이와 비슷한 전설적인 스포츠계 라이벌 구도로는 권투의 무하마드 알리-조 프레이저, 테니스의 보리-메켄로, 그리고 포뮬러 원 차량 경주의 아이르통 세나-알랭 프로스트 구도를 들 수 있다.
"이제 그건 인생의 일부가 됐습니다. 사람들은 우리 둘을 비교하곤 하죠. 그는 자신의 구단과 국가대표로 최선을 다하고 있고, 저도 그렇지만, 우리 둘 사이에 라이벌 구도가 우리가 대표하는 소속 집단을 위해 최선을 다하는 데에서 나오는 것입니다."
몇몇 해설가들은 두 선수들이 지닌 신체적 능력과 플레이스타일을 중점에 놓고 분석했고, 토론이 계속되는 과정에서 두 선수 간의 대조되는 성격 차이에 대해서도 말이 나왔다: 호날두는 거만하고, 과시적인 모습으로 나타나며, 메시는 소극적이고, 충직한 성격으로 나타내는 경향이 있다.
2012년 인터뷰에서, 호날두는 경쟁 구도에 대해 입을 열었는데, "저는 대회에서 우리가 서로를 밀치려 한다고 생각하는데, 이게 경쟁 구도가 팽팽한 이유일 것이라고 생각합니다." 라고 말했고, 당시 호날두를 지도한 알렉스 퍼거슨 전 맨체스터 유나이티드 감독은 "저는 서로간의 경쟁 구도가 영향을 미치지 않는다고 생각합니다. 저는 그들이 최고를 지향한다는 점에서 스스로에 자긍심을 지녔다고 생각합니다." 라고 의견을 냈다. 메시 또한 경쟁 구도의 존재를 부인했는데, "매체, 언론이 우리가 멍텅구리이기를 조장하지만, 저는 크리스티아누와 싸운 적이 없습니다."라 의견을 표력했다. 그와 메시가 사적으로 관계가 좋지 않다는 주장에, 호날두는 "우리는 다른 많은 선수들과 관계를 가지지 않는 것처럼 축구계 밖에서는 아무런 관계가 없습니다." 라고 반박했고, 이를 덧붙이기 전에 앞으로 몇 년 후 이 주장이 웃어넘길 일이 되기만을 바란다고 양측 모두 표력했는데, "우리는 이 경쟁 구도가 긍정적으로 발전하기 바라는데, 이는 좋은 일이기 때문이지요." 라고 표의했다. 각각 대 경쟁 구도에 놓인 바르셀로나와 레알 마드리드를 대표하는 선수로, 두 선수는 한 시즌에 최소한 두 차례의 세계 최대 라이벌전인 고전 더비에서 맞대결을 펼치는데, 2014년 3월에는 이를 전 세계의 4억명이 시청했다.
2013년 10월 옥스퍼드 유니언 토론에서, 제프 블라터 FIFA 회장에 메시와 호날두 중 누굴 선택하겠냐는 질문에, 블라터는 아르헨티나인의 업무 태도를 처음에 더 높게 평하다가 호날두 쪽으로 돌아섰고, "한쪽은 다른 한 쪽보다 두발 관리에 지출이 적다"라며 주장을 덧붙였다. 레알 마드리드는 사과를 요청했고 정식적으로 받아들였으며, 포르투갈인은 세비야전에서 페널티킥을 득점한 후 조롱조의 자축으로 되받아쳤는데, 이는 블라터가 그를 경기장 내의 "지휘관"이라 묘사한데에서 나왔다.
하지만 공적으로는 경쟁관계에 놓여 있지만 사적으로는 메시와 친분이 있다. 메시가 코파 아메리카 센테나리오를 망친 직후 아르헨티나 축구 국가대표팀에서 은퇴하려 하자 호날두는 '축구 뿐만 아니라 모든 종목의 운동선수에게 있어서 국가대표는 최고의 영광이다' 라면서 메시가 자신의 최고의 영광인 아르헨티나 국가대표를 떠나지 않았으면 좋겠다고 하며 메시의 은퇴를 만류했다.

### 골 셀러브레이션
크리스티아누 호날두는 자신의 트레이드마크인 일명 호우 셀러브레이션으로도 유명하다. 이 셀러브레이션은 여러 동작들이 연결되어 있는데 먼저 양손 검지로 땅을 가리키며 뛰어간 다음, 오른손 검지 손가락을 돌리며 높이 점프를 한 후 두 팔을 펼쳐 등 돌려 착지한다. 착지와 동시에 '호우!(SIUUU!)'를 외치기 때문에 호우 셀러브레이션이라는 별칭이 붙었으며 관중들도 다같이 착지하는 타이밍에 맞춰 '호우!(SIUUU!)'를 외치기도 한다. 이 셀러브레이션은 호날두의 트레이드 마크가 되었으며 많은 선수들이 이 셀러브레이션을 따라한다. 또한 축구뿐만 아니라 호날두를 동경하는 다른 종목의 선수들도 종종 이 셀러브레이션을 따라하기도 한다.

## 대중 문화
포브스지는 두 차례 호날두를 최고 수입을 내는 축구 선수로 올려놓았다. 이는 그의 구단으로부터 나오는 급여, 상여금, 그리고 구단 외 상업 활동으로 벌어들인 금액을 합산한 것으로, 2013-14 시즌에는 $73M을 벌었고, 2014-15 시즌에는 $79M을 벌었다. 후자의 시즌에 벌어들인 수입보다 더 높은 수입을 기록한 사람은 권투 선수이자 세계 최고 수입을 내는 스포츠인인 플로이드 메이웨더 주니어 한 명 뿐이었다. 2016년, 그는 포브스지로부터 세계 최고의 수입을 내는 스포츠인으로 이름이 올랐는데, 그는 2015-16 시즌에 급여와 협찬 금액을 합쳐 $88M을 벌어들였다. 호날두는 가장 시장성이 있는 선수들 중 한명으로 스포츠프로지에서는 그를 2012년 시장성 있는 선수 목록에서 5위에, 2013년에는 8위에 올려놓았는데, 이 목록의 맨 위를 장식한 선수는 브라질의 축구 선수인 네이마르였다. 스포츠 시장 연구사인 레푸콤은 2014년 5월에 가장 시장성 있고 인지도 높은 선수로 호날두의 이름을 올렸다. 그는 또한 타임지가 2014년에 발표한 세계에서 가장 영향력 있는 사람들의 목록인 타임 100에 이름을 올리기도 했다. 2016년 6월, ESPN은 호날두를 가장 인지력 있는 선수로 꼽았다.
맨체스터 유나이티드 시절부터 명성을 쌓아가던 호날두는 소비자 품목 기업들과 다수의 협찬 계약을 맺었는데, 이 중에는 스포츠 용품, (그는 나이키 머큐리얼 베어퍼 CR7 축구화를 신는다.) 음료, 의류, 차량 윤활유, 상업 서비스, 전자 기기, 컴퓨터 게임, 그 외 등등이 존재한다.
호날두는 온라인 상에서도 강력한 영향력을 행사한다. 사회 매체에서 가장 인기 있는 스포츠인으로, 그는 2015년 6월을 기준으로 페이스북, 트위터, 그리고 인스타그램에 1억 5800만명의 추종자를 거느렸다. 2015년 6월을 기점으로, 그는 최다 페이스북 추종자를 거느렸는데, 1억 300만명이 그를 추종했다. 2010년 8월에 그는 이미 5000만명의 추종자 수를 돌파한 최초의 스포츠인이었고, 2014년 10월에는 그는 최초의 스포츠인이자 샤키라에 이어 두 번째로 1억명의 추종자를 돌파한 인물이 되었다. 그는 트위터에서도 2015년 9월 기준으로 3780만명이 추종해 가장 많은 추종자 수를 거느린 스포츠인이며, 인스타그램에서도 2015년 10월 기준으로 3360만명이 추종하는 가장 많은 추종자 수를 거느린 축구 선수이다. 호날두는 두 휴대전화 응용 프로그램을 출시했다: 2011년 12월에는 록라이브사가 제작한 아이폰 게임 크리스티아누와 위를 봐 (Heads Up with Cristiano)를 출시했고, 2013년 12월에는 사회 매체이자 휴대전화 응용 프로그램인 만세 호날두 (Viva Ronaldo)를 발매했다. 인터넷 보안업체 매카피가 2012년에 작성한 보고서에 따르면 인터넷 검색에서 축구 선수를 검색했을 때 유해 웹사이트로 연결되는 확률 순으로 정렬한 이름 목록에, 호날두가 제일 위에 있었다.

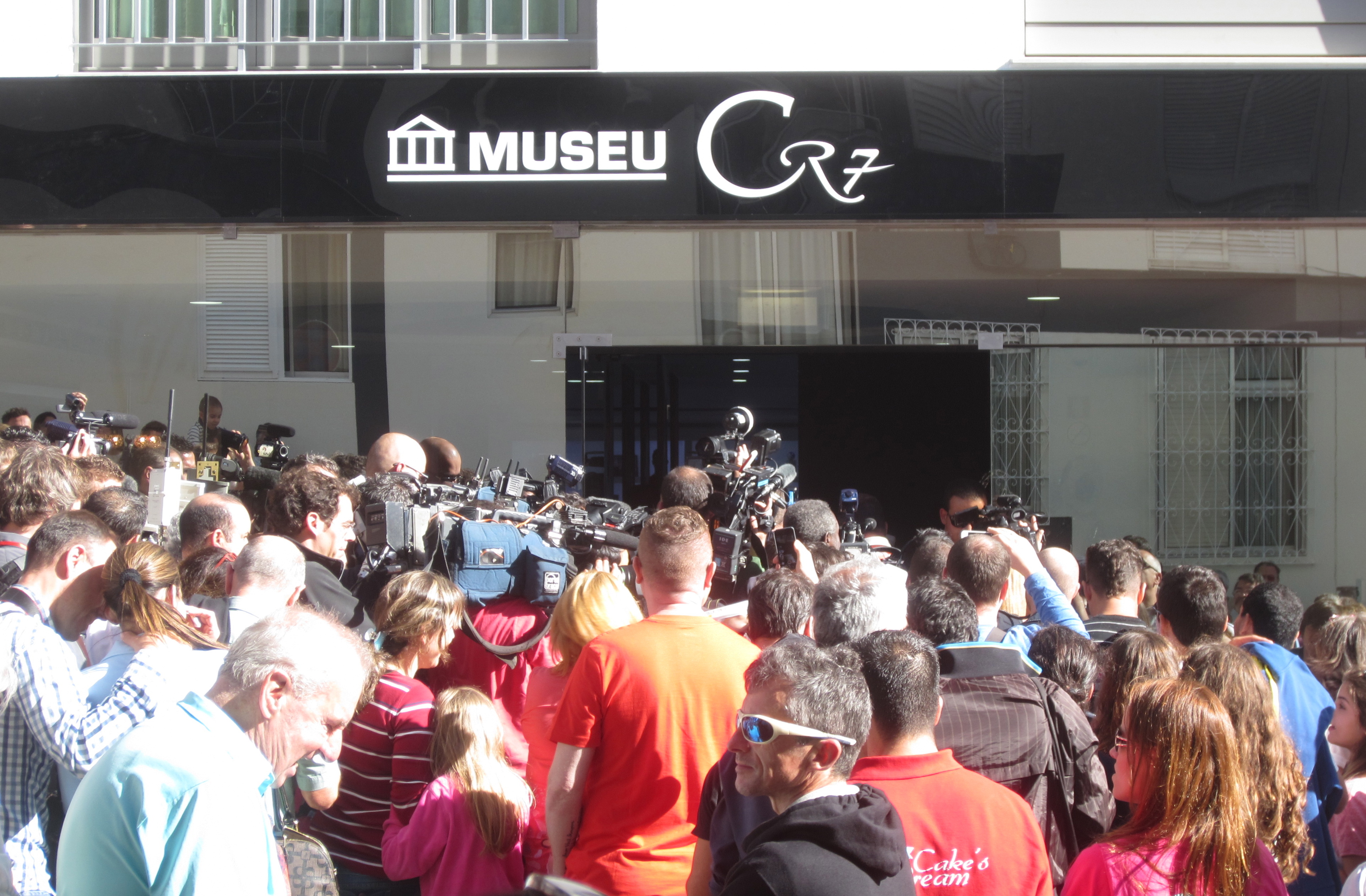
크리스티아누 호날두 박물관인 "CR7"이 2013년 12월 15일, 마데이라 제도의 푼샬에 개장했다.

호날두의 삶과 사생활은 몇몇 작품의 소재가 되었다. 그의 자서전인 순간 (Moments) 이 2007년 12월에 출판되었다. 그의 협찬사 캐스트롤은 텔레비전 영화인 호날두: 한계까지 시험했다 (Ronaldo: Tested to the Limit)를 제작했는데, 그는 몇 영역에서 육체적으로, 심리적으로 시험되었다: 그의 체력적 능력은 영화가 발매된 2011년 9월 시점에 세계 언론들로부터 꼼꼼히 점검된 대상이었다. 크리스티아누 호날두: 세계가 그의 발 밑에 (Cristiano Ronaldo: The World at his Feet)는 연기자 베네딕트 컴버배치가 해설한 다큐멘터리 영화로, 2014년 6월에 비전 필름에 의해 비메오로 발매되었다. 2015년 11월 9일, '그의 인생과 경력을 조명한 다큐멘터리 영화 호날두가 전 세계에 동시 개봉했다. BAFTA 수상자 앤서니 웡크가 캐스팅 보드를 들었고, 유니버설 스튜디오가 배급했으며, 아시프 카파디아가 총괄 프로듀서를 맡았다.
2013년 12월, 호날두는 CR7 박물관을 마데이라 제도의 고향 푼샬에 개장해 그가 선수로 활동하며 획득한 트로피와 수집품을 전시했다. 2014년 1월에 벨렝 궁전에서 열린 행사에서 아니발 카바쿠 실바 대통령은 호날두의 지위를 "체육계에서 포르투갈의 명성을 전세계에 드높이고, 국가를 국제적으로 비추어 공헌하고 후세에 꾸준함으로 본보기가 된 것으로" 엔히크 왕자 기사단 내의 지위를 대지휘관으로 승진시켰다. 2014년 12월 21일, 호날두의 동상이 히카르두 마데이라 벨로주가 푼샬에 주조해 공개했다.

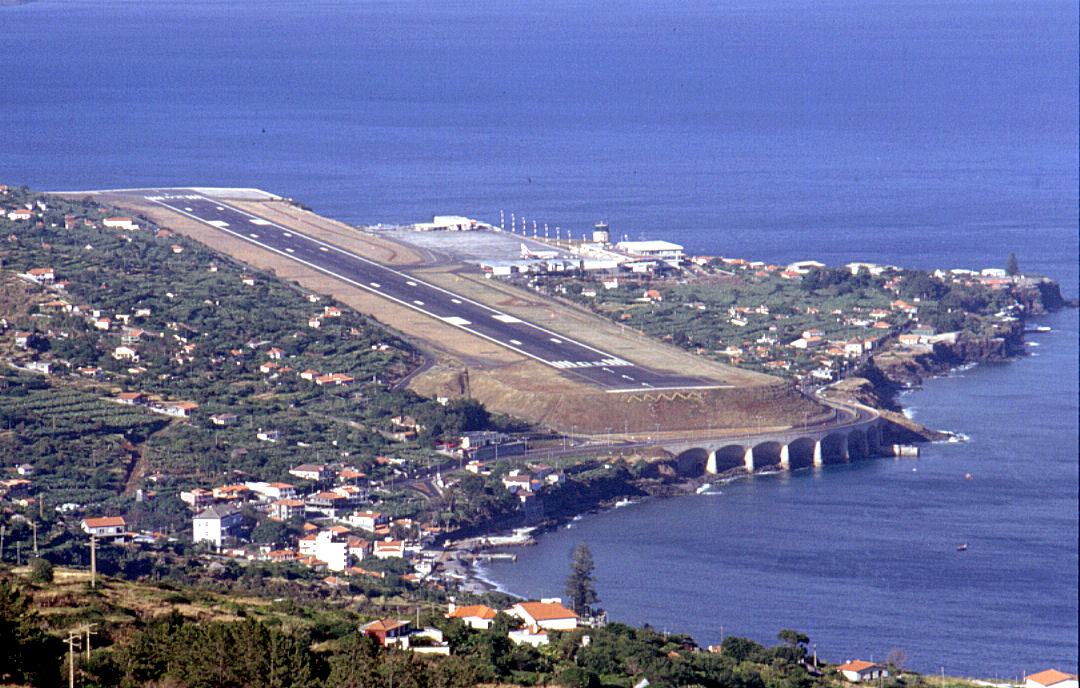
마데이라 제도의 크리스티아누 호날두 공항

2010년 6월, FIFA 월드컵을 앞두고, 그는 스티븐 제라드, 펠레, 그리고 데이비드 베컴에 이어 마담 투소에 전시된 4번째 축구 선수의 밀랍 조각상으로 호날두의 조각상이 전시되었다. 그의 또다른 밀랍 조각상이 2013년 12월에 마드리드 밀랍 박물관에 전시되었다. 2015년 6월, 다비드 소브랄을 비롯한 리스본과 레이던의 천문학자들은 은하를 발견해 명해 크리스티아누 호날두의 CR7 (그의 이름 약자와 등번호)를 따 CR7 (코스모스 적색이동 7)으로 명명했다. 2016년 7월 23일, 포르투갈이 UEFA 유로 2016 우승한 후, 푼샬의 마데이라 공항은 크리스티아누 호날두 공항으로 개칭되었다.

## 축구 영역 외에서

### 개인사
- 대리모로 낳은 아이
  - 크리스티아누 호날두 도스 산토스 주니어 (2010년 출생)
- 대리모로 낳은 아이
  - 에바 마리아 (2017년 출생)
  - 마테오 (2017년 출생)
- 조지나 로드리게스
  - 알라나 마르티나 (2017년 출생)

호날두의 부친 주제 디니스 아베이루는 알코올 관련 간 질환으로 2005년 9월에 52세의 나이로 별세했는데, 당시 호날두의 나이는 20세였다. 호날두는 알코올 음료를 마시지 않는다 말했는데, 그는 데일리 미러지가 2008년 7월에 부상에서 재활하는 와중에 나이트클럽에서 취했었다는 기사에서 명예훼손을 당했다고 덧붙였다.
나는 축구계에서 동지들이 별로 없다. 내가 진짜로 신뢰하는 사람들? 그 수는 많지 않다. 대게 나는 혼자다. 나는 자신을 고립된 사람으로 본다.
2005년 10월, 부친상을 당한 지 한 달 후, 호날두는 런던 호텔에서 여인을 강간한 것으로 의심받아 체포되었지만, 보석으로 풀려났다. 호날두는 이 진술을 부인했고, 스코틀랜드 야드는 2005년 11월에 "증거 불충분"을 이유로 벌금을 낮추었다. 호날두는 이에 "나는 잘못된 일에 무고하다고 확고이 생각했고, 이 사건이 종결되어 맨체스터 유나이티드에서의 활약에 집중할 수 있어 다행이다." 라 표의했다.
2010년 6월 17일, 호날두는 득남으로 한 아이의 아버지가 되었다. 자식의 이름은 크리스티아누로, 가족은 크리스티아니뉴로 불렀으며, 미국에서 태어난 이 아이는 자신이 돌보겠다고 발표했다. 호날두는 아이의 모친의 신원을 공개적으로 밝히지 않을 것이라고 발표했다. 호날두는 이전에 잉글랜드의 모델 앨리스 굿윈과 제마 앳킨슨과 연인 관계였다. 2015년 1월, 호날두는 러시아의 모델 이리나 셰이크와의 5년 간의 연인 관계를 끝냈다고 발표했다. 2017년 6월, 호날두는 쌍둥이의 딸 에바 마리아와 아들 마테오의 아버지가 되었다고 발표했다. 5개월 후, 그의 여자 친구 조지나 로드리게스가 딸 알랜다 마르티나를 출산했다.
그는 천주교도이다. 호날두는 1년에 여러 차례 헌혈을 하기 위해 문신을 하지 않았다. 2015년 8월, 호날두는 뉴욕 시의 $18.5M어치 트럼프 타워 상층을 매입했다. 호날두는 스페인의 관세를 피하기 위해 더블린에 근거를 둔 개인 회사가 존재한다는 의혹을 받았다.

### 자선 활동
텔레비전을 통해 나온 2004년 인도양 지진 해일 사태에서 8살 생존자 마르투니스가 등번호 7번이 새겨진 포르투갈 국가대표팀 유니폼을 입고 그의 가족을 잃은 채 19일간 생존한 것으로 밝혀졌다. 이 사건을 계기로 호날두는 인도네시아 아체로 이동해 지역 재생 및 재건을 위해 모금활동을 벌였다. 더 선지와의 2008년 명예훼손 소송에서 승소하고 확인되지 않은 양의 금액을 받은 후, 호날두는 이 자금을 마데이라 재건 단체에 기부했다. 2009년, 호날두는 마데이라에서 암 투병 중인 모친을 구한 아들을 위해 병원에 £100,000을 기부해, 섬에 암센터를 지을 수 있게 했다. 2010년 마데이라 홍수 사태의 희생자들을 기리기 위해, 호날두는 프리메이라리가 클럽 포르투와 마데이라 연고의 마리티무와 나시오날 간 자선 경기에 참가했다.
2012년, 호날두와 그의 요원은 카나리아 제도의 말기 암 투병중인 9세 소년의 특수 치료비를 대 주었다. 2012년 11월, 호날두는 2011년에 획득한 골든 슈를 €1.5M에 매각해 가자 지구 아이들의 교육비를 대주었다. 2012년 12월, 호날두는 FIFA가 주관하는 아이들의 마약 중독, HIV, 말라리아, 그리고 비만에 대항하는 '건강을 위한 11인' 프로그램에 동참했다.
2013년 1월, 호날두는 아이들의 굶주림과 비만에 대항하는 세이브 더 칠드런 구호 운동의 신임 홍보 대사로 임명되었다. 3월, 호날두는 인도네시아의 홍수림 보존 운동 단체인 홍수림 보호 재단의 홍보 대사가 되는 것에 합의했다.
2014년 11월, 호날두는 FIFA의 "11 대 에볼라" 캠페인에 네이마르, 가레스 베일, 차비 에르난데스, 그리고 디디에 드로그바와 같은 정상급 선수들과 동참했다. "함께하면, 우리는 에볼라를 이길 수 있다"는 모토에 FIFA의 캠페인은 아프리카 축구 연맹과 건강 전문가가 함께 했고, 선수들은 에볼라의 위험을 알리고 어떻게 대항할 수 있을 지에 대한 11가지 메시지를 들었다. 2015년, 그는 가장 많은 기부를 한 선수로 이름을 올렸다. 2016년 6월, 호날두는 레알 마드리드에서 UEFA 챔피언스리그 2015-16을 우승한 후, €600,000의 상여금을 기부했다.
2016년 8월 호날두는 세이브 더 칠드런 단체에 기금을 마련하기 위해 셀프카메라 응용 프로그램 CR7 셀피를 발매해 참가자가 자신과 셀프카메라 사진을 여러 다른 복장과 자세로 찍은 여러 장 중 한 장을 선택할 수 있다. 이 응용 프로그램에서 팬은 각각 다른 자세와 복장을 지닌 호날두의 사진 68장 중 한장을 선택할 수 있고, 39가지 필터 중 하나를 선택해 셀프카메라에 적용할 수 있다.

### 패션
호날두는 패션의 상징적인 존재로도 인지되며, 수익성 있는 대변인으로 다수의 의류 디자이너, 건강 및 전문가, 패션 잡지, 향수 및 화장품 제작사, 모발 미용사, 운동 조장가, 그리고 스파 및 휴양 산업 단체들이 그를 찾았다. 예를 들어 전설이라 불리는 향수 품목류가 있다.
2006년, 그는 포르투갈 마데이라 제도에 처음으로 패션 양품점인 "CR7" (자신의 이름 약자와 등번호를 합쳐) 을 개장했다. 호날두는 자신의 사업을 리스본에 2008년 확장했다. 이 매장에는 다이어몬드 박힌 벨트, 가죽 주머니가 있는 청바지, 그리고 특허를 받은 죔쇠 구두가 있다. 이 상점에는 여성들을 위해 몸에 착 붙는 옷도 판매한다.
스칸디나비아의 JBS 직물 그룹과 뉴욕 패션 디자이너 리처드 차이와 공동으로, 호날두는 속옷과 양말을 디자인해 2013년 11월에 발매했다. 그는 프리미엄 상의와 신발을 발매해CR7 패션 브랜드의 품목을 확장했다. 2015년 6월, 호날두는 연말까지 에덴 파퓸과의 제휴로 향수 품목을 발매할 것임을 발표했다.

### "노쇼" 논란
2019년 7월 26일, 대한민국 서울특별시에서 개최된 팀 K리그 대 유벤투스 FC경기에서 계약서에 명시된 호날두의 45분 이상 의무 출전 조항이 피곤하며 일방적으로 파기되었고 그 외 사인회 불참 등 무성의한 태도와 며칠후 자신의 SNS에 운동하고 있는 것을 올린것이 언론에 보도되면서 한국 축구팬뿐만 아니라 일반인들에게도 지탄을 받았다. 그 이후로 호날두의 팬들은 등을 돌아섰으며 팬들이 호날두를 부르던 애칭인 '우리형'이 멸칭인 '느그형'으로 바뀌었고, 날강두라고 불리기도 한다. 호날두를 보기 위해 티켓을 구매한 사람들은 현장에서 호날두의 라이벌인 리오넬 메시의 이름을 외치기도 했다.

### 코로나19 확진
2020년 10월 13일 포르투칼 축구협회가 공식 홈페이지를 통해 호날두가 코로나19에 확진되었다고 밝혔다.
확진된 이후, 호날두는 포루투칼 대표팀에서 소집해제되었으며, 대표팀의 다른 선수들도 모두 검사를 받았으나, 음성판정이 나왔다고 밝혔다.

## 수상 내역

### 클럽
스포르팅 클럽 데 포르투갈
- 수페르타사 데 올리베이라 : 2002

맨체스터 유나이티드
- 프리미어리그: 2006–07, 2007–08, 2008–09
- FA컵: 2003–04
- 풋볼 리그 컵: 2005–06, 2008–09
- FA 커뮤니티 실드: 2007, 2008
- UEFA 챔피언스리그: 2007–08
- FIFA 클럽 월드컵: 2008

레알 마드리드
- 라 리가: 2011–12, 2016–17
- 코파 델 레이: 2010–11, 2013–14
- 수페르코파 데 에스파냐: 2012, 2017
- UEFA 챔피언스리그: 2013–14, 2015–16, 2016–17, 2017–18
- UEFA 슈퍼컵: 2014, 2016, 2017
- FIFA 클럽 월드컵: 2014, 2016, 2017

유벤투스
- 세리에A: 2018-19, 2019-20
- 코파 이탈리아 : 2020-21
- 이탈리아 슈퍼컵: 2018, 2020

알나스르
- 아랍 클럽 챔피언스컵 : 2023

### 국가대표팀
포르투갈
- UEFA 유럽 축구 선수권 대회: 2016
- UEFA 네이션스리그: 2018-19, 2024-25

### 개인

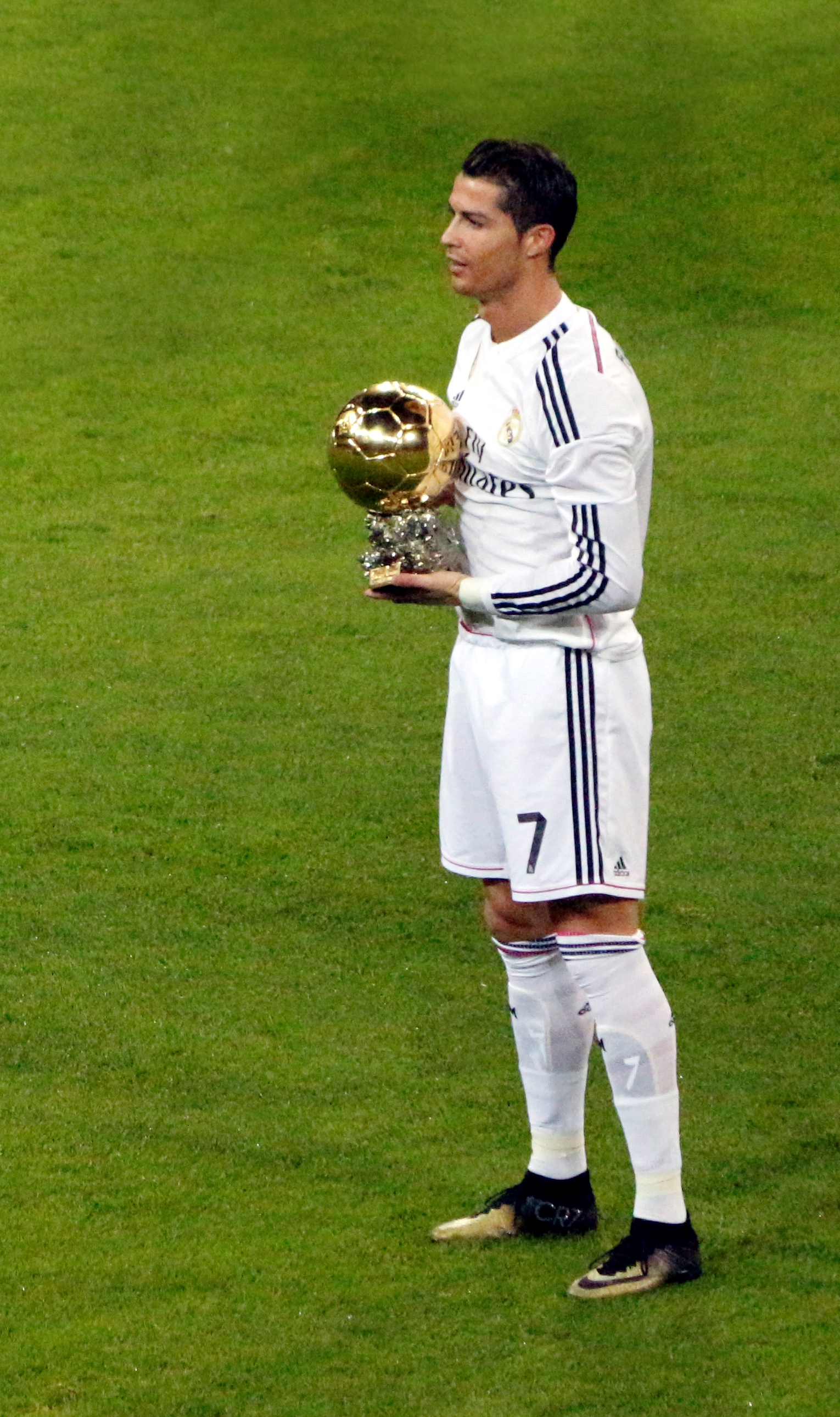
2015년 1월, 산티아고 베르나베우에서 자신의 두 번째 FIFA 발롱도르를 공개하는 호날두

- 발롱도르: 2008,[520] 2016, 2017
- FIFA 발롱도르: 2013,[520] 2014[521]
- FIFA 올해의 선수: 2008,[522] 2016, 2017
- FIFPro 올해의 선수: 2008,[523] 2016
- 골닷컴 50 상: 2008, 2012, 2014,[524] 2016[525]
- UEFA 올해의 선수: 13-14,15-16,16-17[240][526]
- 월드 사커 올해의 축구 선수: 2008, 2013, 2014, 2016,2017
- GSA 올해의 축구 선수: 2011, 2014,2017[527]
- 옹즈도르: 2008 ,2017[528]
- 브라보상: 2004[529]
- CNID 최우수 해외 진출 선수: 2007, 2008, 2009, 2011, 2012, 2013, 2015, 2016
- 유러피언 골든슈: 2007–08, 2010–11, 2013–14, 2014–15[520]
- IFFHS 최고 득점자: 2013,[530] 2014[531]
- IFFHS 1부 리그 최고 득점자: 2014,[532] 2015
- FIFA 푸슈카시상: 2009[533]
- FIFA FIFPro 월드 베스트 XI: 2007, 2008, 2009 2010, 2011, 2012, 2013, 2014, 2015, 2016,2017
- UEFA 올해의 팀: 2004, 2007, 2008, 2009, 2010, 2011, 2012, 2013, 2014, 2015[534] 2016,2017
- UEFA 궁극의 올해의 팀[535]
- ESM 올해의 팀: 2006–07, 2007–08, 2010–11, 2011–12, 2012–13, 2013–14, 2014–15[536]
- FIFA 클럽 월드컵 골든볼: 2016
- FIFA 클럽 월드컵 실버볼: 2008,[537] 2014[260][259], 2017
- UEFA 올해의 클럽 축구 선수: 2007–08[538],
- UEFA 올해의 공격수: 2007–08[535]
- UEFA 챔피언스리그 시즌의 팀: 2013–14,[539] 2014–15,[540] 2015–16[541]
- UEFA 챔피언스리그 득점왕: 2007–08, 2012–13, 2013–14, 2014–15, 2015–16[535]
- UEFA 유럽 축구 선수권 대회의 팀: 2004,[542] 2012[543] 2016[376]
- UEFA 유럽 축구 선수권 대회 실버 슈: 2016[377]
- UEFA 유로 역대 최고 XI[544]
- UEFA 유럽 축구 선수권 대회 공독 최다 득점자: 2012[545]
- 맷 버스비 경 올해의 축구 선수: 2003–04, 2006–07, 2007–08
- 맨체스터 유나이티드 선수 선정 올해의 축구 선수: 2006–07, 2007–08
- PFA 올해의 신인 선수: 2006–07[546]
- PFA 선수 선정 올해의 선수: 2006–07, 2007–08[547]
- FWA 올해의 축구 선수: 2006–07, 2007–08[548]
- 바클레이스 올해의 선수 2006–07,[549] 2007–08[550]
- 프리미어리그 이달의 선수상: 2006년 11월, 2006년 12월, 2008년 1월, 2008년 3월[551]
- PFA 프리미어리그 올해의 팀: 2005–06, 2006–07, 2007–08, 2008–09
- 프리미어리그 골든 슈: 2007–08[549]
- 프리미어리그 20주년 시상식 드림팀 - 일반 부문[552]
- 프리미어리그 20주년 시상식 드림팀 - 전문가 부문[552]
- 라 리가 최고 가치의 선수: 2012–13
- 라 리가 최우수 선수: 2013–14
- 라 리가 최우수 공격수: 2013–14
- 라 리가 최고의 골: 2013–14
- 라 리가 팬 선정 5성급 선수: 2014–15
- 트로페오 EFE 라 리가 최우수 이베로 아메리카 축구 선수: 2012–13
- 알프레오 디 스테파노 트로피: 2011–12, 2012–13,[553] 2013–14,[554] 2015–16[555]
- 라 리가 이달의 선수상: 2013년 11월, 2015년 5월
- 라 리가 시즌의 팀: 2013–14,[556] 2014–15,[557] 2015–16[558]
- 라 리가 득점왕: 2010–11, 2013–14, 2014–15[520]
- 코파 델 레이 득점왕: 2010–11[559]
- BBC 올해의 해외 스포츠인: 2014
- ESPY 최우수 스포츠인상: 2014,[560] 2016
- GSA 최고 언론 주목상: 2011[527]
- GSA 최대 언론 주목상: 2011[527]
- GSA 팬 인기 선수: 2013[527]
- 페이스북 FA 라 리가 올해의 선수: 2016[561]
- 페이스북 FA 라 리가 최우수 공격수: 2016[561]

#### 훈장
- 엔히크 왕자 기사단 지휘관[562]
- 명예 메달, 무결점안의 빌라 비수사 기사단(브라간사 가문)[563]
- 엔히크 왕자 기사단 대지휘관[564]
- 포르투갈 명예 훈장 사령관[565]

### 기록
2019년 4월 22일 기준

#### 세계
- 발롱도르 최다 수상 2위: 5회 (2008, 2013, 2014, 2016, 2017)
- 발롱도르 최다 2위: 6회 (2007, 2009, 2011, 2012, 2015, 2018)
- 발롱도르 최다 최종 후보: 10회 (2007, 2009, 2011~2018) (메시와 동률)
- WSM 올해의 선수상 최다 수상: 5회 (2008, 2013, 2014, 2016, 2017)
- 역대 최고 이적료: 2009–2013[566]
- 단일 연도 최다 득점: 25 (2012년, 비비언 우드워드와 리오넬 메시와 기록 공유)[567]
- 프로 리그 최초로 2시즌 연속 40골 이상 득점[567]
- 공식전에서 매 분마다 득점을 기록한 유일한 선수[242]
- 리그, 국내 컵, 국내 슈퍼컵, UEFA 챔피언스리그, FIFA 클럽 월드컵 우승, 리그 올해의 선수, 유러피언 골든슈 그리고 발롱도르를 각기 다른 (두 클럽)에서 수상한 유일한 선수[568][569]
- FIFPro 세계 XI 최다 선정 선수: 12회 (2007-2018) (리오넬 메시와 공유)[570]
- 두 다른 구단을 대표로 FIFPro 세계 XI에 선정된 처음이자 마지막 선수.
- 페이스북 최다 추종자 기네스 세계 기록: 2015[459]
- 4번의 FIFA 월드컵과 4번의 UEFA 유럽 축구 선수권 대회에서 모두 득점을 올린 유일한 선수.[571]

#### 유럽
- UEFA 올해의 선수 최다 수상: 3회 (2013-14, 2015-16, 2016-17) (전신인 UEFA 클럽 최우수 선수상까지 4회)
- UEFA 올해의 선수 최다 연속 수상: 2회 (2015-16, 2016-17)
- UEFA 올해의 선수 신설 이래 모두 최종 후보에 든 유일한 선수: (2010-11~2017-18)
- UEFA 챔피언스리그 최다 득점: 126골
- UEFA 챔피언스리그 최다 도움: 43도움
- UEFA 챔피언스리그 최다 득점왕: 7회 (2007-08,2012-13,2013-14,2014-15,2015-16,2016-17,2017-18)
- UEFA 챔피언스리그 최다 연속 득점왕: 6회 (2012-13~2017-18)
- UEFA 챔피언스리그 토너먼트 최다 득점: 65골
- UEFA 챔피언스리그 토너먼트 개인 최다 승리: 36승
- UEFA 챔피언스리그 원정 최다 득점 : 54골
- UEFA 챔피언스리그 8강전 최다 득점: 25골
- UEFA 챔피언스리그 4강전 최다 득점: 13골
- UEFA 챔피언스리그 결승전 최다 득점: 4골(챔피언스리그 개편 이후)
- UEFA 챔피언스리그 최다 해트트릭: 8회 (메시와 동률)
- UEFA 챔피언스리그 토너먼트 최다 해트트릭: 4회
- UEFA 챔피언스리그 최다 페널티 킥 득점: 15골
- UEFA 챔피언스리그 최다 프리 킥 득점: 12골
- UEFA 챔피언스리그 최다 헤더 득점: 21골
- UEFA 챔피언스리그 단일 연도 최다 득점: 2017년 19골
- UEFA 챔피언스리그 / 유러피언컵 단일 시즌 최다 득점: 2013-14 시즌 17골[572]
- UEFA 챔피언스리그 단일 시즌 조별 리그 최다 득점: 2015-16 시즌 11골[284][285]
- UEFA 챔피언스리그 단일 시즌 토너먼트 최다 득점: 2016-17 시즌 10골
- UEFA 챔피언스리그 세 시즌에 각 15골 이상씩 득점한 유일한 선수: 2013-14 시즌: 17골, 2015-16 시즌: 16골, 2017-18 시즌: 15골[573]
- UEFA 챔피언스리그 단일팀 상대 최다 득점: 10골 (VS 유벤투스)
- 사상 첫 UEFA 챔피언스리그 단일 시즌 해트트릭 3회 기록: 2015-16 시즌[573]
- UEFA 챔피언스리그 토너먼트에서 2경기 연속 해트트릭을 기록한 유일한 선수: 2016-17시즌 (뮌헨, AT마드리드)
- UEFA 챔피언스리그에서 조별리그부터 결승전까지 상대한 모든 팀에게 득점한 유일한 선수:2013-14시즌
- UEFA 챔피언스리그 개막전에서 6시즌 연속 득점한 유일한 선수: (2012-13~2017-18)
- UEFA 챔피언스리그 조별리그 6경기에서 모두 득점한 유일한 선수: (2017-18)
- UEFA 챔피언스리그 최다 연속 경기 득점: 11경기
- UEFA 챔피언스리그 최다 경기 연속 원정골 기록: 12경기
- UEFA 챔피언스리그에서 최초로 6시즌 연속 10골 이상 득점: 2011–12 ~ 2016–17
- 두 구단 소속으로 유러피언컵 결승전 득점 기록 및 우승: 맨체스터 유나이티드 (2007-08) 와 레알 마드리드 (2013-14, 2016-17)[574]
- UEFA 챔피언스리그 결승전에서 세차례 득점한 유일한 선수: 2007-08, 2013-14, 2016-17 (챔피언스 리그 한정)
- 최초로 다른 두 개 리그에서 유러피언 골든 슈 획득: 프리미어리그 (2007-08) 와 라 리가 (2010-11, 2013-14, 2014-15)[575]
- 예선 포함 UEFA 유럽 축구 선수권 대회 최다 득점: 포르투갈 대표로 23골[365]
- UEFA 유럽 축구 선수권 대회 본선 최다 득점: 포르투갈 대표로 9골 (미셸 플라티니와 동률)[576]
- 4번의 UEFA 유럽 축구 선수권 대회 본선에서 득점을 기록한 유일한 선수: 2004, 2008, 2012, 2016[576]
- 2회 이상의 UEFA 유럽 축구 선수권 대회 본선에서 3골 이상 득점한 유일한 선수: 2012, 2016에 각각 3골 기록[576]
- UEFA 유럽 축구 선수권 대회 머리로 최다 득점: 5골[576]
- UEFA 유럽 축구 선수권 대회 본선 최다 출전 선수: 20경기[576]
- UEFA 유럽 축구 선수권 대회 최초 3회 준결승전 출전: 2004, 2012, 2016 (독일의 바스티안 슈바인슈타이거가 24시간 후 자신의 3번째 준결승전에 출전했다.)[576]
- [[UEFA ,2015,2008,2014,2011[577]
- UEFA 올해의 팀 최다 선정: 13회 (2004, 2007–2018)
- 복수의 위치에서 UEFA 올해의 팀 최다 선정된 유일한 선수.[577]
- 단일 구단에서 최소 경기 (335 경기) 에 350골 돌파[578]

#### 스페인
- 라리가 역대 최다 해트트릭: 33회[579]
- 라리가 최단 기간 (140경기) 150골 돌파[580][581]
- 라리가 최단 기간 (178경기) 200골 돌파[580][257]
- 최단 기간 공식 경기 300골 돌파[580]
- 마드리드 더비 최다 득점: 18골[297][298]
- 엘 클라시코 최다 연속 경기 득점: 6경기[582]
- 라리가 초반 최다 득점: 8경기 15골[253]
- 최단 기간 리그 20골 돌파: 12경기 (이 기간 중 한 경기를 부상으로 결장)[583]
- 라리가 6시즌 연속 30골 이상씩 득점[584]
- 단일 시즌 최다 구단 상대 득점 기록: 19개 (2011-12 시즌, 호나우두와 리오넬 메시와 공유)[585]
- 단일 시즌 최다 구단 상대 득점 기록: 20개(2011-12 시즌, 자책골 포함, 비공식)
- 단일 시즌 라리가 최다 해트트릭: 8회 (리오넬 메시와 공유)[586]
- 전 대회 합계 최다 해트트릭: 36[580][587]
- 라리가 최단 기간 (285경기) 300골 돌파 호날두 경기당 1.05골(메시 407경기 371골 148도움 경기당 0.91골)
- 라리가 최단 기간 연속골 달성 6경기 14골

#### 레알 마드리드
- 레알 마드리드 역대 최다 득점자: 448골[580][588]
- 최단 기간 리그 50골 돌파[589]
- 최단 기간 리그 100골 돌파[590]
- 최단 기간 공식 경기 200골 돌파[591]
- 최단 기간 공식 경기 250골 돌파[580]
- 7연전 최다 리그 득점 기록: 15골[592]
- 최초 8연전 득점 선수[593]
- 레알 마드리드 역사상 최다 해트트릭: 37회[580][587]
- 레알 마드리드의 역대 최다 UEFA 챔피언스리그 득점자: 115골[580]
- 레알 마드리드의 역대 최다 유럽대항전 득점자: 99골*
- 레알 마드리드 역사상 최단경기 300골
- 레알 마드리드 역사상 최다 페널티 킥 골(61골)
- 엘 클라시코 경기 연속 득점자 6경기 7골

## 출연 작품

### 영화
- 호날두: 세상은 그의 발 아래에

### 게임
- 아랑전설 시티 오브 더 울브스

## 같이 보기
- A매치 100경기 이상 출전한 축구 선수 명단